# Leichtathletik-Weltmeisterschaften 2019
| Medaillenspiegel (Endstand nach 49 Entscheidungen) | Medaillenspiegel (Endstand nach 49 Entscheidungen) | Medaillenspiegel (Endstand nach 49 Entscheidungen) | Medaillenspiegel (Endstand nach 49 Entscheidungen) | Medaillenspiegel (Endstand nach 49 Entscheidungen) | Medaillenspiegel (Endstand nach 49 Entscheidungen) |
| Pl.                                                | Land                                               | G                                                  | S                                                  | B                                                  | Su.                                                |
| -------------------------------------------------- | -------------------------------------------------- | -------------------------------------------------- | -------------------------------------------------- | -------------------------------------------------- | -------------------------------------------------- |
| 1                                                  | USA                                                | 14                                                 | 11                                                 | 4                                                  | 29                                                 |
| 2                                                  | Kenia                                              | 5                                                  | 2                                                  | 4                                                  | 11                                                 |
| 3                                                  | Jamaika                                            | 3                                                  | 5                                                  | 4                                                  | 12                                                 |
| 4                                                  | China                                              | 3                                                  | 3                                                  | 3                                                  | 9                                                  |
| 5                                                  | Äthiopien                                          | 2                                                  | 5                                                  | 1                                                  | 8                                                  |
| 6                                                  | Authorised Neutral Athletes                        | 2                                                  | 3                                                  | 1                                                  | 6                                                  |
| 7                                                  | Großbritannien                                     | 2                                                  | 3                                                  | –                                                  | 5                                                  |
| 8                                                  | Deutschland                                        | 2                                                  | –                                                  | 4                                                  | 6                                                  |
| 9                                                  | Japan                                              | 2                                                  | –                                                  | 1                                                  | 3                                                  |
| 10                                                 | Niederlande                                        | 2                                                  | –                                                  | –                                                  | 2                                                  |
|                                                    | Uganda                                             | 2                                                  | –                                                  | –                                                  | 2                                                  |
| 12                                                 | Polen                                              | 1                                                  | 2                                                  | 3                                                  | 6                                                  |
| Vollständiger Medaillenspiegel                     |                                                    |                                                    |                                                    |                                                    |                                                    |

Die 17. Leichtathletik-Weltmeisterschaften (offiziell: IAAF World Athletics Championships Doha 2019) fanden vom 27. September bis zum 6. Oktober 2019 in der katarischen Hauptstadt Doha statt. Die Entscheidung darüber fiel am 18. November 2014 bei einem Treffen des Leichtathletikweltverbandes IAAF (jetzt World Athletics) in Monaco.

## Bewerberstädte
Für die Leichtathletik-Welttitelkämpfe bewarben sich die Städte Doha, Eugene und Barcelona.
Wahlergebnisse
| Ort       | Land               | Runde 1 | Runde 2 |
| --------- | ------------------ | ------- | ------- |
| Doha      | Katar              | 12      | 15      |
| Eugene    | Vereinigte Staaten | 09      | 12      |
| Barcelona | Spanien            | 06      | —       |

Doha hatte sich bereits um die Ausrichtung der Weltmeisterschaften 2017 beworben und ist wie Eugene, das die Juniorenweltmeisterschaften 2014 veranstaltete, Station der Diamond League. Der Präsident des spanischen Leichtathletikverbandes kommentierte, es habe „sich die mit Abstand schlechteste Kandidatur durchgesetzt“ und Katar habe die WM gekauft, indem es der IAAF neben dem ursprünglichen Budget nachträglich noch 37 Millionen Dollar (knapp 30 Millionen Euro) angeboten habe.

## Medaillen
Das Design der Medaillen wurde am 27. August 2019 der Öffentlichkeit vorgestellt. Auf der Vorderseite zeigen sie Illustrationen des Khalifa International Stadiums und auf der Rückseite die Skyline von Doha. Auf beiden Seiten verteilt sind 13 Leichtathletikdisziplinen dargestellt. Gefertigt wurden sie in Handarbeit von der Firma Sndala aus Doha.

## Wettbewerbe
Im Wettkampfprogramm gab es eine weitere Ergänzung: Neu ins Programm aufgenommen wurde eine gemischte 4-mal-400-Meter-Staffel mit zwei Frauen und zwei Männern. Dieser Wettbewerb stellte eine große Neuerung dar, er gehörte bislang nicht zum Disziplinangebot bei Leichtathletikveranstaltungen.

## Teilnehmende Nationen
Aus allen 214 Mitgliederverbänden der IAAF nahmen Athletinnen und Athleten an den Weltmeisterschaften teil. Weil der russische Leichtathletikverband bei internationalen Wettbewerben nicht zugelassen war, gab es kein Team unter russischer Flagge. Einige russische Sportler starteten als Authorised Neutral Athletes. Auch 2019 gab es wieder ein Flüchtlingsteam.
- Afghanistan (1)
- Ägypten (5)
- Albanien (1)
- Algerien (6)
- Amerikanisch-Samoa (1)
- Amerikanische Jungferninseln (1)
- Andorra (1)
- Angola (1)
- Anguilla (1)
- Antigua und Barbuda (1)
- Äquatorialguinea (1)
- Argentinien (3)
- Armenien (1)
- Aruba (1)
- Aserbaidschan (4)
- Äthiopien (37)
- Athlete Refugee Team (6)
- Authorised Neutral Athletes (30)
- Australien (60)
- Bahamas (10)
- Bahrain (21)
- Bangladesch (1)
- Barbados (4)
- Belarus (30)
- Belgien (29)
- Belize (1)
- Benin (2)
- Bermuda (1)
- Bhutan (1)
- Bolivien (1)
- Bosnien und Herzegowina (3)
- Botswana (13)
- Brasilien (45)
- Britische Jungferninseln (3)
- Brunei (1)
- Bulgarien (7)
- Burkina Faso (3)
- Burundi (6)
- Cayman Islands (1)
- Chile (2)
- Cookinseln (1)
- Costa Rica (4)
- Demokratische Republik Kongo (1)
- Deutschland (76)
- Dominica (1)
- Dominikanische Republik (2)
- Dschibuti (4)
- Dänemark (9)
- Ecuador (12)
- El Salvador (1)
- Elfenbeinküste (3)
- Eritrea (7)
- Estland (9)
- Fidschi (1)
- Finnland (23)
- Frankreich (62)
- Französisch-Polynesien (1)
- Gabun (1)
- Gambia (2)
- Georgien (1)
- Ghana (10)
- Gibraltar (1)
- Grenada (4)
- Griechenland (16)
- Guam (1)
- Guatemala (5)
- Guinea (1)
- Guinea-Bissau (1)
- Guyana (3)
- Haiti (2)
- Honduras (1)
- Hongkong (1)
- Indien (27)
- Indonesien (2)
- Irak (1)
- Iran (3)
- Irland (8)
- Island (1)
- Israel (6)
- Italien (66)
- Jamaika (55)
- Japan (60)
- Jemen (1)
- Jordanien (1)
- Kambodscha (1)
- Kamerun (2)
- Kanada (52)
- Kap Verde (1)
- Kasachstan (8)
- Katar (19)
- Kenia (54)
- Kirgisistan (2)
- Kiribati (1)
- Kolumbien (15)
- Komoren (1)
- Republik Kongo (2)
- Kosovo (1)
- Kroatien (9)
- Kuba (17)
- Kuwait (2)
- Laos (1)
- Lesotho (1)
- Lettland (12)
- Libanon (1)
- Liberia (1)
- Litauen (11)
- Luxemburg (1)
- Macau (1)
- Madagaskar (1)
- Malawi (1)
- Malaysia (1)
- Malediven (1)
- Mali (1)
- Malta (1)
- Marokko (17)
- Marshallinseln (1)
- Mauretanien (1)
- Mauritius (1)
- Mexiko (11)
- Föderierte Staaten von Mikronesien (1)
- Moldau (4)
- Monaco (1)
- Mongolei (4)
- Montenegro (2)
- Mosambik (1)
- Myanmar (1)
- Namibia (2)
- Nauru (1)
- Nepal (1)
- Neuseeland (13)
- Nicaragua (1)
- Niederlande (30)
- Niger (2)
- Nigeria (25)
- Nordkorea (3)
- Nordmazedonien (1)
- Norwegen (17)
- Nördliche Marianen (1)
- Oman (1)
- Österreich (6)
- Osttimor (1)
- Pakistan (1)
- Palau (1)
- Palästina (1)
- Panama (2)
- Papua-Neuguinea (1)
- Paraguay (1)
- Peru (3)
- Philippinen (1)
- Polen (45)
- Portugal (15)
- Puerto Rico (4)
- Ruanda (2)
- Rumänien (10)
- Salomonen (1)
- Sambia (2)
- Samoa (2)
- San Marino (1)
- São Tomé und Príncipe (1)
- Saudi-Arabien (3)
- Schweden (24)
- Schweiz (22)
- Senegal (1)
- Serbien (3)
- Seychellen (1)
- Sierra Leone (1)
- Simbabwe (5)
- Singapur (1)
- Slowakei (6)
- Slowenien (9)
- Somalia (1)
- Spanien (41)
- Sri Lanka (1)
- St. Kitts und Nevis (1)
- St. Lucia (2)
- St. Vincent und die Grenadinen (1)
- Sudan (1)
- Südafrika (30)
- Südkorea (4)
- Südsudan (1)
- Suriname (1)
- Swasiland (2)
- Syrien (1)
- Tadschikistan (2)
- Taiwan (5)
- Tansania (4)
- Thailand (1)
- Togo (1)
- Tonga (1)
- Trinidad und Tobago (15)
- Tschad (1)
- Tschechien (25)
- Tunesien (5)
- Turkmenistan (1)
- Turks- und Caicosinseln (1)
- Türkei (20)
- Uganda (21)
- Ukraine (44)
- Ungarn (17)
- Uruguay (4)
- Usbekistan (6)
- Vanuatu (1)
- Venezuela (8)
- Vereinigte Arabische Emirate (1)
- Vereinigte Staaten (159)
- Vereinigtes Königreich (88)
- Vietnam (1)
- Volksrepublik China (70)
- Zentralafrikanische Republik (1)
- Zypern (5)

## Qualifikationsnormen
Die Qualifikation für den 10.000-Meter-Lauf, den Marathonlauf, die Gehwettbewerbe, Staffeln und Mehrkämpfe waren in der Zeit vom 7. März 2018 bis zum 6. September 2019 zu erbringen. Für alle anderen Wettbewerbe reichte das Intervall vom 7. September 2018 bis zum 6. September 2019.
| Sportart             | Männer                | Frauen                |
| -------------------- | --------------------- | --------------------- |
| 100 Meter            | 10,10 s0              | 11,24 s0              |
| 200 Meter            | 20,40 s0              | 23,02 s0              |
| 400 Meter            | 45,30 s0              | 51,80 s0              |
| 800 Meter            | 1:45,80 min           | 2:00,60 min           |
| 1500 Meter (Meile)   | 3:36,00 min (3:53,10) | 4:06,50 min (4:25,20) |
| 5000 Meter           | 13:22,50 min          | 15:22,00 min          |
| 10.000 Meter         | 27:40,00 min          | 31:50,00 min          |
| Marathon             | 2:16:00 h00000        | 2:37:00 h00000        |
| 100 Meter Hürden     | –                     | 12,98 s0              |
| 110 Meter Hürden     | 13,48 s0              | –                     |
| 400 Meter Hürden     | 49,30 s0              | 56,00 s0              |
| 3000 Meter Hindernis | 8:29,00 min           | 9:40,00 min           |
| 20-km-Gehen          | 1:22:30 h00000        | 1:33:50 h00000        |
| 50-km-Gehen          | 3:59:00 h00000        | 4:30:00 h00000        |
| Hochsprung           | 2,30 m                | 1,94 m                |
| Stabhochsprung       | 5,71 m                | 4,56 m                |
| Weitsprung           | 8,17 m                | 6,72 m                |
| Dreisprung           | 16,95 m               | 14,20 m               |
| Kugelstoßen          | 20,70 m               | 18,00 m               |
| Diskuswurf           | 65,00 m               | 61,20 m               |
| Hammerwurf           | 76,00 m               | 71,00 m               |
| Speerwurf            | 83,00 m               | 61,50 m               |
| Siebenkampf          | –                     | 6200 P                |
| Zehnkampf            | 8100 P                | –                     |

## Wettkampfplan
| Q | Qualifikation | V | Vorlauf | ½ | Halbfinale | F | Finale |

| Wettkampf ↓      | Fr 27. | Fr 27. | Sa 28. | Sa 28. | So 29. | Mo 30. | Di 1. | Mi 2. | Mi 2. | Do 3. | Fr 4. | Sa 5. | So 6. |
| ---------------- | ------ | ------ | ------ | ------ | ------ | ------ | ----- | ----- | ----- | ----- | ----- | ----- | ----- |
| 100 m            | Q      | V      | ½      | F      |        |        |       |       |       |       |       |       |       |
| 200 m            |        |        |        |        | V      | ½      | F     |       |       |       |       |       |       |
| 400 m            |        |        |        |        |        |        | V     | ½     | ½     |       | F     |       |       |
| 800 m            |        |        | V      | V      | ½      |        | F     |       |       |       |       |       |       |
| 1500 m           |        |        |        |        |        |        |       |       |       | V     | ½     |       | F     |
| 5000 m           | V      | V      |        |        |        | F      |       |       |       |       |       |       |       |
| 10.000 m         |        |        |        |        |        |        |       |       |       |       |       |       | F     |
| Marathon         |        |        |        |        |        |        |       |       |       |       |       | F     |       |
| 110 m Hürden     |        |        |        |        |        | V      |       | ½     | F     |       |       |       |       |
| 400 m Hürden     | V      | V      | ½      | ½      |        | F      |       |       |       |       |       |       |       |
| 3000 m Hindernis |        |        |        |        |        |        | V     |       |       |       | F     |       |       |
| 4 × 100 m        |        |        |        |        |        |        |       |       |       |       | V     | F     |       |
| 4 × 400 m        |        |        |        |        |        |        |       |       |       |       |       | V     | F     |
| 20 km Gehen      |        |        |        |        |        |        |       |       |       |       | F     |       |       |
| 50 km Gehen      |        |        | F      | F      |        |        |       |       |       |       |       |       |       |
| Hochsprung       |        |        |        |        |        |        | Q     |       |       |       | F     |       |       |
| Stabhochsprung   |        |        | Q      | Q      |        |        | F     |       |       |       |       |       |       |
| Weitsprung       | Q      | Q      | F      | F      |        |        |       |       |       |       |       |       |       |
| Dreisprung       | Q      | Q      |        |        | F      |        |       |       |       |       |       |       |       |
| Kugelstoßen      |        |        |        |        |        |        |       |       |       | Q     |       | F     |       |
| Diskuswurf       |        |        | Q      | Q      |        | F      |       |       |       |       |       |       |       |
| Hammerwurf       |        |        |        |        |        |        | Q     | F     | F     |       |       |       |       |
| Speerwurf        |        |        |        |        |        |        |       |       |       |       |       | Q     | F     |
| Zehnkampf        |        |        |        |        |        |        |       | F     | F     | F     |       |       |       |

| Wettkampf ↓ | Fr 27. | Sa 28. | So 29. | Mo 30. | Di 1. | Mi 2. | Do 3. | Fr 4. | Sa 5. | So 6. |
| ----------- | ------ | ------ | ------ | ------ | ----- | ----- | ----- | ----- | ----- | ----- |
| 4 × 400 m   |        | V      | F      |        |       |       |       |       |       |       |

| Wettkampf ↓      | Fr 27. | Sa 28. | So 29. | So 29. | Mo 30. | Di 1. | Mi 2. | Do 3. | Fr 4. | Sa 5. | So 6. | So 6. |
| ---------------- | ------ | ------ | ------ | ------ | ------ | ----- | ----- | ----- | ----- | ----- | ----- | ----- |
| 100 m            |        | V      | ½      | F      |        |       |       |       |       |       |       |       |
| 200 m            |        |        |        |        | V      | ½     | F     |       |       |       |       |       |
| 400 m            |        |        |        |        | V      | ½     |       | F     |       |       |       |       |
| 800 m            | V      | ½      |        |        | F      |       |       |       |       |       |       |       |
| 1500 m           |        |        |        |        |        |       | V     | ½     |       | F     |       |       |
| 5000 m           |        |        |        |        |        |       | V     |       |       | F     |       |       |
| 10.000 m         |        | F      |        |        |        |       |       |       |       |       |       |       |
| Marathon         | F      |        |        |        |        |       |       |       |       |       |       |       |
| 100 m Hürden     |        |        |        |        |        |       |       |       |       | V     | ½     | F     |
| 400 m Hürden     |        |        |        |        |        | V     | ½     |       | F     |       |       |       |
| 3000 m Hindernis | V      |        |        |        | F      |       |       |       |       |       |       |       |
| 4 × 100 m        |        |        |        |        |        |       |       |       | V     | F     |       |       |
| 4 × 400 m        |        |        |        |        |        |       |       |       |       | V     | F     | F     |
| 20 km Gehen      |        |        | F      | F      |        |       |       |       |       |       |       |       |
| 50 km Gehen      |        | F      |        |        |        |       |       |       |       |       |       |       |
| Hochsprung       | Q      |        |        |        | F      |       |       |       |       |       |       |       |
| Stabhochsprung   | Q      |        | F      | F      |        |       |       |       |       |       |       |       |
| Weitsprung       |        |        |        |        |        |       |       |       |       | Q     | F     | F     |
| Dreisprung       |        |        |        |        |        |       |       | Q     |       | F     |       |       |
| Kugelstoßen      |        |        |        |        |        |       | Q     | F     |       |       |       |       |
| Diskuswurf       |        |        |        |        |        |       | Q     |       | F     |       |       |       |
| Hammerwurf       | Q      | F      |        |        |        |       |       |       |       |       |       |       |
| Speerwurf        |        |        |        |        | Q      | F     |       |       |       |       |       |       |
| Siebenkampf      |        |        |        |        |        |       | F     | F     |       |       |       |       |

## Kritische Anmerkungen

### Korruptionsskandal
Der Wettbewerb wurde von einem Korruptionsskandal überschattet. Lamine Diack, dem ehemaligen Präsidenten der IAAF, und seinem Sohn Papa Massata, Inhaber einer Berateragentur, wurde vorgeworfen, innerhalb des Verbands ein korruptes Netzwerk aufgebaut zu haben. Während Lamina Diack bereits unter Hausarrest stand, war sein Sohn weiterhin flüchtig und wurde per internationalem Haftbefehl gesucht. Neben dem Vorwurf der Vertuschung positiver Dopingproben gegen Bezahlung stand auch eine Bevorzugung des katarischen Komitees bei der Wettbewerbsvergabe im Raum.

### Menschenrechtsverletzungen
Laut einem Bericht der Menschenrechtsorganisation Amnesty International seien die Zustände für Bauarbeiter rund um die Weltmeisterschaft „katastrophal“ gewesen und Katar ein „Tummelplatz skrupelloser Arbeitgeber“. Ähnlich den Vorbereitungen auf die ebenfalls in Katar stattfindende Fußball-Weltmeisterschaft 2022 seien Arbeiter „wie Sklaven gehalten“ worden, hätten zu wenig oder gar keine Bezahlung erhalten. Unter den meist aus Nepal, Pakistan oder Indien stammenden Gastarbeitern habe es bereits Hunderte Todesfälle gegeben, berichten auch andere NGOs.

### Klimatische Probleme
Bereits an den ersten Wettkampftagen gab es massive Kritik von Seiten der teilnehmenden Athleten vor allem wegen der klimatischen Bedingungen vor Ort an den Ausrichter IAAF. Das Stadion wurde dabei aufwändig durch eine Klimaanlage gekühlt, die Außenwettbewerbe jedoch waren nicht vor der enormen Hitze des Ausrichterlandes zu bewahren. Nachdem beispielsweise mehrere Läuferinnen beim Marathonlauf und zahlreiche Geher aufgrund der enormen Hitze von bis zu 32 °C aufgeben und sich teilweise auch in medizinische Behandlung begeben mussten, wurde in Verbindung damit von einer „Tortur“ gesprochen. Der mehrfache Olympiasieger Haile Gebrselassie sagte: „Gott bewahre, aber Menschen, die bei solchen Wetterbedingungen laufen, hätten sterben können.“ Katar sei eine Warnung, „dass es so nicht weitergehen darf“, teilte der frühere DLV-Präsident Clemens Prokop mit. Klimabedingungen könne man „nicht außen vor lassen“. Langstreckenwettbewerbe müssten notfalls in andere Länder verlegt werden. Die Laufsport-Vereinigung German Road Races (GRR) kritisierte die Austragung der Langstrecken- und Geher-Rennen: „Auf die Gesundheit der Athleten wird überhaupt keine Rücksicht genommen.“ GRR forderte den DLV auf, sich bei der IAAF dementsprechend kritisch zu äußern.

### Kameras in Startblöcken
Die deutschen Sprinterinnen Lückenkemper und Pinto kritisierten die in den Startblöcken integrierten Kameras. Kritiker verglichen die Kameras teilweise auch mit voyeuristischem Upskirting.
Die sogenannten upper cameras filmen die Athleten von unten durch die Beine und sollen laut IAAF die Leichtathletik auf eine „neue und aufregende Weise“ präsentieren, indem der „intensive Moment“ kurz vor dem Rennen festgehalten werde. Bisher werden diese von der Firma Seiko entwickelten Kameras nur beim 100-Meter-Sprint sowie beim Hürdenlauf eingesetzt. Neben der ungewohnten Kameraperspektive wurde von den Athleten auch die – bedingt durch das Kameramodul – außergewöhnliche Länge des Startblocks kritisiert.
Die IAAF ging auf die Kritik der Athleten teilweise ein und kündigte an, Aufnahmen in der Regie und in der TV-Übertragung erst in Großaufnahme zu zeigen, wenn die Sportler im Block sitzen würden. Das Bildmaterial werde außerdem nicht gespeichert und täglich gelöscht.
Der Verein Athleten Deutschland kritisierte die fehlende Kommunikation mit den Athleten bei der Einführung neuer Technologien.

## Sportliche Leistungen

### Rekorde und Bestleistungen
Die Ergebnisse dieser WM lagen trotz der oben beschriebenen für einige Disziplinen schwierigen Rahmenbedingungen auf einem insgesamt hohen Niveau.
- So gab es drei Weltrekorde:
  - 400 Meter Hürden, Frauen – Dalilah Muhammad, USA: 52,16 s (Finale)
  - 4-mal-400-Meter-Staffel, Mixed – USA (Tyrell Richard, Jessica Beard, Jasmine Blocker, Obi Igbokwe): 3:12,42 min (Vorlauf). Diese Disziplin stand erstmals auf dem Programm.
  - 4-mal-400-Meter-Staffel, Mixed – USA (Wilbert London, Allyson Felix, Courtney Okolo, Michael Cherry): 3:09,34 min (Finale). Diese Disziplin stand erstmals auf dem Programm.
- Darüber hinaus wurden fünf Weltmeisterschaftsrekorde aufgestellt:
  - 800 Meter, Männer – Donavan Brazier, USA: 1:42,34 min (Finale)
  - Kugelstoßen, Männer – Joe Kovacs, USA: 22,91 m (Finale)
  - 1500 Meter, Frauen – Sifan Hassan, Niederlande: 3:51,95 min (Finale)
  - 5000 Meter, Frauen – Hellen Obiri, Kenia: 14:26,72 min (Finale)
  - 3000 Meter Hindernis, Frauen – Beatrice Chepkoech, Kenia: 8:57,84 min (Finale)
- Außerdem gab es siebzehn Weltjahresbestleistungen:
  - 100 Meter, Männer – Christian Coleman, USA: 9,76 s (Finale)
  - 10.000 Meter, Männer – Joshua Cheptegei, Uganda: 26:48,36 min
  - 3000 Meter Hindernis, Männer – Conseslus Kipruto, Kenia: 8:01,35 min (Finale)
  - 4-mal-100-Meter-Staffel, Männer – Großbritannien (Adam Gemili, Zharnel Hughes, Richard Kilty, Nethaneel Mitchell-Blake): 37,56 s (Vorlauf)
  - 4-mal-100-Meter-Staffel, Männer – USA (Christian Coleman, Justin Gatlin, Mike Rodgers, Noah Lyles): 37,10 s (Finale)
  - 4-mal-400-Meter-Staffel, Männer – USA (Fred Kerley, Michael Cherry, Wilbert London, Rai Benjamin): 2:56,69 min (Finale)
  - Hochsprung, Männer – Mutaz Essa Barshim, Katar: 2,37 m (Finale)
  - Weitsprung, Männer – Tajay Gayle, Jamaika: 8,69 m (Finale)
  - 100 Meter, Frauen – Shelly-Ann Fraser-Pryce, Jamaika: 10,71 s (Finale)
  - 400 Meter, Frauen – Salwa Eid Naser, Bahrain: 48,14 s (Finale)
  - 10.000 Meter, Frauen – Sifan Hassan, Niederlande: 30:17,62 min
  - 4-mal-100-Meter-Staffel, Frauen – Jamaika (Natalliah Whyte, Shelly-Ann Fraser-Pryce, Jonielle Smith, Shericka Jackson): 41,44 s (Finale)
  - 4-mal-400-Meter-Staffel, Frauen – Jamaika (Roneisha McGregor, Anastasia Le-Roy, Tiffany James, Stephenie Ann McPherson): 3:23,64 min (Finale)
  - 4-mal-400-Meter-Staffel, Frauen – USA (Jessica Beard, Allyson Felix, Kendall Ellis, Courtney Okolo): 3:22,96 min (Finale)
  - 4-mal-400-Meter-Staffel, Frauen – USA (Phyllis Francis, Sydney McLaughlin, Dalilah Muhammad, Wadeline Jonathas): 3:18,92 min (Finale)
  - Stabhochsprung, Frauen – Anschelika Sidorowa, Authorised Neutral Athlete: 4,95 m (Finale)
  - Weitsprung, Frauen – Malaika Mihambo, Deutschland: 7,30 m (Finale)
- Es waren sechzehn Kontinentalrekorde zu verzeichnen:
  - 400 Meter, Männer – Anthony Zambrano, Kolumbien: 44,15 s (Südamerikarekord), Finale
  - 800 Meter, Männer – Donavan Brazier, USA: 1:42,34 s (Amerikarekord), Finale
  - 4-mal-100-Meter-Staffel, Männer – Brasilien (Rodrigo do Nascimento, Vitor Hugo dos Santos, Derick Silva, Paulo André de Oliveira): 37,90 s (Südamerikarekord), Vorlauf
  - 4-mal-100-Meter-Staffel, Männer – Südafrika (Thando Dlodlo, Simon Magakwe, Clarence Munyai, Akani Simbine): 37,65 s (Afrikarekord), Vorlauf
  - 4-mal-100-Meter-Staffel, Männer – Großbritannien (Adam Gemili, Zharnel Hughes, Richard Kilty, Nethaneel Mitchell-Blake): 37,36 s (Europakarekord), Finale
  - 4-mal-100-Meter-Staffel, Männer – Japan (Shūhei Tada, Kirara Shiraishi, Yoshihide Kiryū, Abdul Hakim Sani Brown): 37,36 s (Asienrekord), Finale
  - 4-mal-100-Meter-Staffel, Männer – Brasilien (Rodrigo do Nascimento, Vitor Hugo dos Santos, Derick Silva, Paulo André de Oliveira): 37,36 s (Südamerikarekord), Finale
  - Dreisprung, Männer – Hugues Fabrice Zango, Burkina Faso: 17,74 m (Afrikarekord), Finale
  - Kugelstoßen, Männer – Tomas Walsh, Neuseeland: 22,90 m (Ozeanienrekord), Finale
  - 400 Meter, Frauen – Salwa Eid Naser, Bahrain: 48,14 s (Asienrekord), Finale
  - 400 Meter, Frauen – Shaunae Miller-Uibo, Bahamas: 48,37 s (Asienrekord), Finale
  - 1500 Meter, Frauen – Sifan Hassan, Niederlande: 3:51,95 min (Europarekord), Finale
  - 1500 Meter, Frauen – Shelby Houlihan, USA: 3:54,99 min (Amerikarekord), Finale
  - 4-mal-400-Meter-Staffel, Mixed – Jamaika (Nathon Allen, Roneisha McGregor, Tiffany James, Javon Francis): 3:11,78 min (Mittelamerikarekord), Finale
  - 4-mal-400-Meter-Staffel, Mixed – Bahrain (Musa Isah, Aminat Jamal, Salwa Eid Naser, Abubakar Abbas): 3:11,82 min (Asienrekord), Finale
  - 4-mal-400-Meter-Staffel, Mixed – Großbritannien (Rabah Yousif, Zoey Clark, Emily Diamond, Martyn Rooney): 3:12,27 min (Europarekord), Finale
- Außerdem wurden 65 weitere nationale Rekorde aufgestellt – siehe Resultate der einzelnen Disziplinen.

### Medaillenwertung
In der Wertung der besten Nationen lagen die Vereinigten Staaten mit vierzehn Goldmedaillen sowie 29 Gesamtmedaillen sehr deutlich vorn. Kenia hatte fünf Goldmedaillen sowie elf Medaillen insgesamt auf dem Konto, Jamaika und die Volksrepublik China folgten mit je drei Siegen, Jamaika hatte insgesamt zwölf, China in der Summe neun Medaillen gesammelt.

### Erfolgreichste Sportler
- Sieben Athleten errangen mehr als eine Goldmedaille.
  - Sifan Hassan, Niederlande – 2-mal Gold (1500 Meter / 10.000 Meter)
  - Christian Coleman, USA – 2-mal Gold (100 Meter / 4 × 100 Meter)
  - Noah Lyles, USA – 2-mal Gold (200 Meter / 4 × 100 Meter)
  - Shelly-Ann Fraser-Pryce, Jamaika – 2-mal Gold (100 Meter / 4 × 100 Meter)
  - Dalilah Muhammad, USA – 2-mal Gold (400 Meter Hürden / 4 × 400 Meter, Frauen)
  - Wilbert London, USA – 2-mal Gold (4 × 400 Meter, Männer / 4 × 400 Meter, Mixed)
  - Michael Cherry, USA – 2-mal Gold (4 × 400 Meter, Männer / 4 × 400 Meter, Mixed)
- Folgende Weltmeister waren bereits bei vorangegangenen Weltmeisterschaften siegreich:
  - Allyson Felix, USA – Weltmeisterin über 4 × 400 Meter Mixed / 4 × 100 Meter: Siegerin 2007, 2011 und 2017 / 4 × 400 Meter: Siegerin 2007, 2009, 2011 und 2015 / 200 Meter Siegerin 2005. 2007 und 2009 / 400 Meter: Siegerin 2015, damit jetzt zwölffache Weltmeisterin
  - Shelly-Ann Fraser-Pryce, USA – 100 Meter: vierter Sieg nach 2009, 2013 und 2015 / 200 Meter: Siegerin 2013 / 4 × 100 Meter: vierter Sieg nach 2009, 2013 und 2015, damit jetzt neunfache Weltmeisterin
  - Paweł Fajdek, Polen – Hammerwurf: vierter Sieg in Folge
  - Christian Taylor, USA – Dreisprung: vierter Sieg nach 2011, 2015 und 2017
  - Justin Gatlin, USA – Sieger über 4 × 100 Meter / 100 Meter: Sieger 2005 und 2017 / 200 Meter: Sieger 2005. damit jetzt vierfacher Weltmeister
  - Marija Lassizkene, frühere Marija Kutschina, Authorised Neutral Athlete – Hochsprung: dritter Sieg in Folge (2015 noch für Russland)
  - Liu Hong, Volksrepublik China – 20-km-Gehen: dritter Sieg nach 2011 und 2015
  - Phyllis Francis, USA – 4 × 400 Meter: zweiter Sieg in Folge, außerdem 2019 Siegerin über 400 Meter, damit jetzt dreifache Weltmeisterin
  - Muktar Edris, USA – 5000 Meter: zweiter Sieg in Folge
  - Karsten Warholm, Norwegen – 400 Meter Hürden: zweiter Sieg in Folge
  - Conseslus Kipruto, Kenia – 3000 Meter Hindernis: zweiter Sieg in Folge
  - Mutaz Essa Barshim, Katar – Hochsprung: zweiter Sieg in Folge
  - Sam Kendricks, USA – Stabhochsprung: zweiter Sieg in Folge
  - Joe Kovacs, USA – Kugelstoßen: zweiter Sieg nach 2015
  - Hellen Obiri, Kenia – 5000 Meter: zweiter Sieg in Folge
  - Yulimar Rojas, Venezuela – Dreisprung: zweiter Sieg in Folge
  - Gong Lijiao, Volksrepublik China – Kugelstoßen: zweiter Sieg in Folge
  - Shericka Jackson, Jamaika – Weltmeisterin über 4 × 100 Meter, 2015 Siegerin über 4 × 400 Meter, damit jetzt zweifache Weltmeisterin

## Doping

### Suspendierung Russlands
Nach dem Dopingskandal bei den Olympischen Winterspielen 2014 in Sotschi blieben die russischen Leichtathleten in Doha wie schon bei den Weltmeisterschaften 2017 und den Olympischen Spielen 2016 von der Teilnahme ausgeschlossen. Ausgenommen waren Sportler, die nachweisen konnten, nicht direkt in den russischen Dopingskandal verwickelt gewesen zu sein und sich dem vorgeschriebenen Dopingkontrollsystem unterzogen zu haben.

### Aktuelle Dopingproblematik
Bei diesen Weltmeisterschaften wurde eine Athletin aufgrund eines Tests von Februar 2019, bei dem sich ihr Verstoß gegen die Antidopingbestimmungen erst später herausstellte, disqualifiziert:
- Anna Krassuzka (Ukraine), Dreisprung, in der Qualifikation ausgeschieden – Sie wurde Ende 2020 wegen Verstoßes gegen die Bestimmungen von der Athletics Integrity Unit (AIU) des Weltleichtathletikverbandes World Athletics vom 20. Februar 2019 an für vier Jahre gesperrt. Alle ihre seit diesem Datum erzielten Resultate wurden annulliert.[28]

Die Tatsache alleine, dass es nur eine dopingbedingte Disqualifikation gab, ist jedoch kein Beleg dafür, dass ansonsten nur Sportler am Start waren, die nicht gegen die Antidopingbestimmungen verstoßen hatten. Es gibt eine große Grauzone, weil das Dopingkontrollsystem lückenhaft bleibt. Vor allem die Trainingsphasen können von den Trainern und Athleten für gezielte Dopingmaßnahmen genutzt werden. Bei den Wettkämpfen selber sind dann die Verstöße nicht mehr nachweisbar. Es bleibt unklar, was sich hinter den Kulissen in der Dopingszene abspielt; das unterstreicht auch der Fall des kenianischen Olympiasiegers von 2008 und dreifachen Weltmeisters (2011/2013/2015) über 1500 Meter Asbel Kiprop, der seine Dopingkontrolleure beschuldigte, ihm Geld für die Verschleierung seiner positiven Dopingprobe geboten zu haben.
Im Vorfeld der Weltmeisterschaften in Doha wurden fünf Athleten – vier aus Kenia, einer aus Tadschikistan – suspendiert, weil sie gegen die Antidopingregeln verstoßen hatten:
- Michael Kibet (Kenia), Langstreckenläufer – Er hatte die vorgeschriebene Mindestanzahl der vorher abzugebenden Doping-Tests unterschritten und wurde von der Athletics Integrity Union (AIU) von der Teilnahme an den Weltmeisterschaften ausgeschlossen.
- Daniel Simiu Ebenyo (Kenia), Langstreckenläufer – Auch er hatte nicht die Mindestanzahl der Doping-Tests erreicht, was seinen WM-Ausschluss zur Folge hatte.
- Jackline Wambui (Kenia), Mittelstreckenläuferin – Sie wurde wegen erhöhter Testosteronwerte aus dem kenianischen WM-Team ausgeschlossen.
- Linda Kageha (Kenia), 400-Meter-Läuferin, vorgesehen für die 4-mal-400-Meter-Mixed-Staffel – Auch bei ihr wurden erhöhte Testosteronwerte festgestellt, sodass sie bei den Weltmeisterschaften nicht dabei sein durfte.
- Dilschod Nasarow (Tadschikistan), Hammerwerfer – Dem aktuellen Olympiasieger und Vizeweltmeister von 2015 wurde der Einsatz verbotener Steroide nachgewiesen. Das führte zu seinem Ausschluss von den Weltmeisterschaften 2019.

## Vorbemerkung zu den Resultaten
Die Zeiten, Weiten und Punkte der jeweils acht Disziplinbesten sind in den folgenden Tabellen wie üblich aufgeführt.
Zusätzlich sind Besonderheiten mit verschiedenen Kürzeln benannt:
- WR: Weltrekord
- CR: Championshiprekord
- Kontinentalrekorde – AF: Afrikarekord / AS: Asienrekord / AM: Amerikarekord / NA: Nordamerikarekord / SR: Südamerikarekord / ER: Europarekord / OZ: Ozeanienrekord
- NR: nationaler Rekord
- WL: Weltjahresbestleistung
- e: egalisiert
- DSQ: disqualifiziert
- DNS: nicht am Start (did not start)
- DNF: Wettkampf nicht beendet (did not finish)
- w: Rückenwindunterstützung über dem erlaubten Limit von 2,0 m/s

Mit übernommen aus den Quellenangaben wurden auch personenbezogene Bestleistungen:
- PB: persönliche Bestleistung
- SB: Saisonbestleistung

In Bezug auf die personenbezogenen Bestleistungen besteht Unsicherheit, ob diese auf dem aktuellen Stand sind und den Realitäten entsprechen. Bei den Veranstaltungen vergangener Jahre sind im Hinblick auf diese Angaben viele Fehler aufgetreten, sodass sie in zahlreichen Artikeln zu Leichtathletikveranstaltungen weggelassen wurden. Hier sind sie zumindest zunächst einmal mit aufgelistet.

## Resultate Männer

### 100 m
| Platz | Athlet            | Land | Zeit (s)    |
| ----- | ----------------- | ---- | ----------- |
| 1     | Christian Coleman | USA  | 09,76 WL/PB |
| 2     | Justin Gatlin     | USA  | 09,89       |
| 3     | Andre De Grasse   | CAN  | 09,90 PB    |
| 4     | Akani Simbine     | RSA  | 09,93 SB    |
| 5     | Yohan Blake       | JAM  | 09,97       |
| 6     | Zharnel Hughes    | GBR  | 10,03       |
| 7     | Filippo Tortu     | ITA  | 10,07 SB    |
| 8     | Aaron Brown       | CAN  | 10,08       |

Finale: 28. September, 22:18 Uhr

Wind: +0,6 m/s

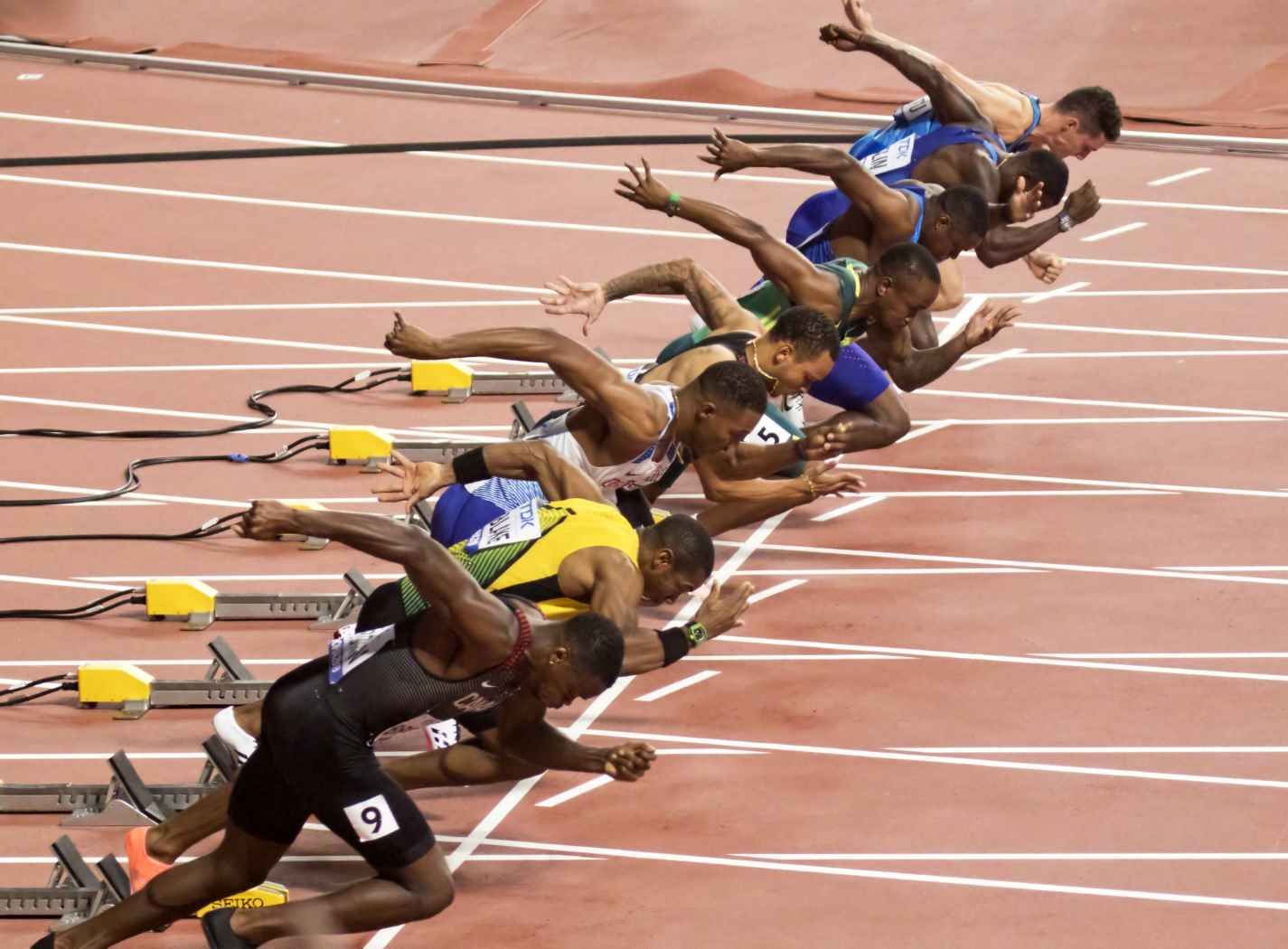
Start zum 100-Meter-Finale

Teilnehmer aus deutschsprachigen Ländern:

 Alex Wilson – als 38. im Vorlauf mit 10,38 s ausgeschieden

### 200 m
| Platz | Athlet          | Land | Zeit (s) |
| ----- | --------------- | ---- | -------- |
| 1     | Noah Lyles      | USA  | 19,83    |
| 2     | Andre De Grasse | CAN  | 19,95    |
| 3     | Álex Quiñónez   | ECU  | 19,98    |
| 4     | Adam Gemili     | GBR  | 20,03 SB |
| 5     | Ramil Guliyev   | TUR  | 20,07    |
| 6     | Aaron Brown     | CAN  | 20,10    |
| 7     | Xie Zhenye      | CHN  | 20,14    |
| 8     | Kyle Greaux     | TTO  | 20,39    |

Finale: 1. Oktober, 22:40 Uhr

Wind: +0,3 m/s

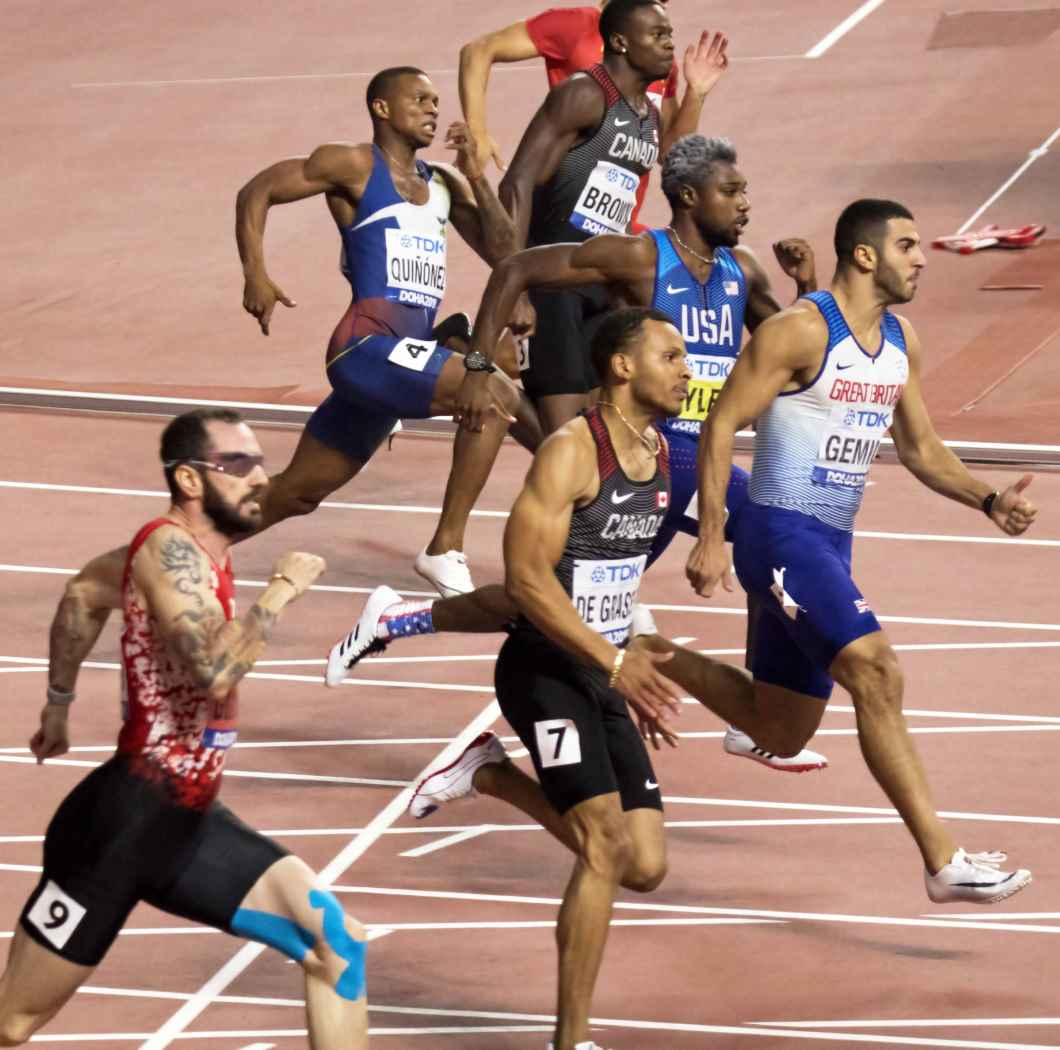
Die 200-Meter-Finalisten ausgangs der Zielkurve

Teilnehmer aus deutschsprachigen Ländern:
- Alex Wilson – zum Halbfinale nicht angetreten
- Steven Müller – als 34. im Vorlauf mit 20,69 s ausgeschieden

### 400 m

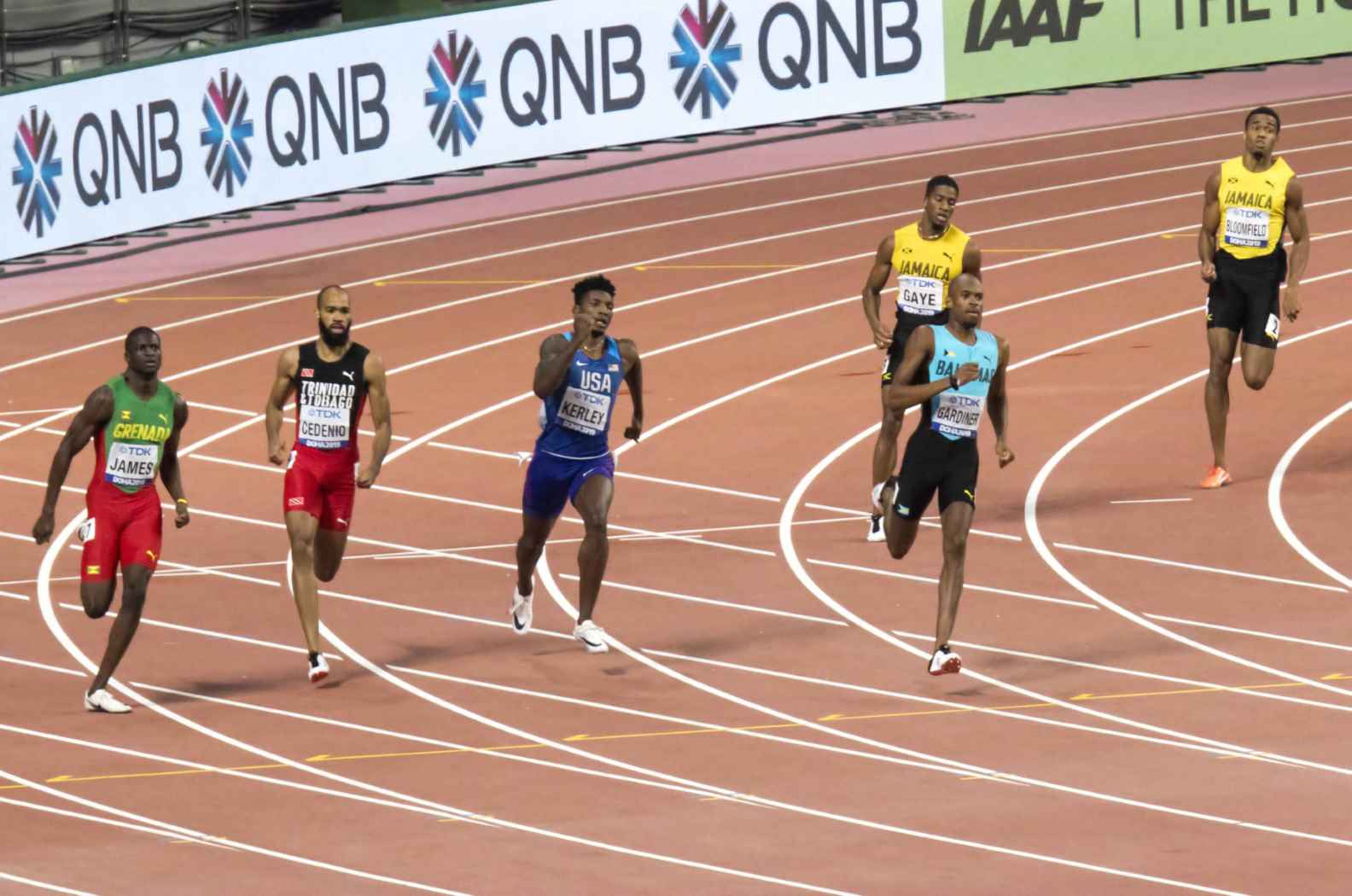
Eingangs der Zielgeraden war im 400-Meter-Finale noch alles offen

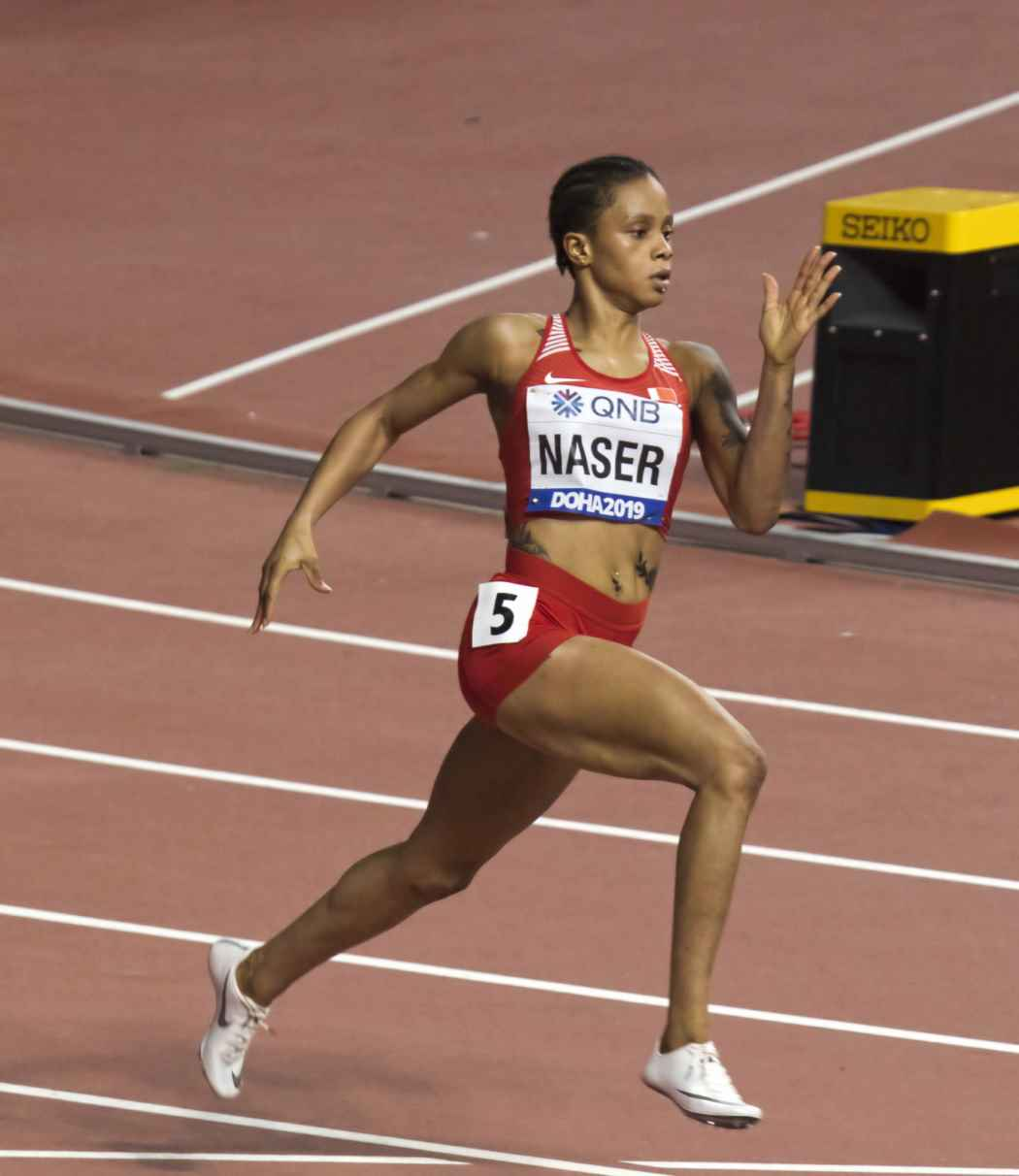
Salwa Eid Naser – Weltmeisterin mit Weltjahresbestleistung und Asienrekord

| Platz | Athlet           | Land | Zeit (s) |
| ----- | ---------------- | ---- | -------- |
| 1     | Steven Gardiner  | BAH  | 43,48 NR |
| 2     | Anthony Zambrano | COL  | 44,15 SR |
| 3     | Fred Kerley      | USA  | 44,17    |
| 4     | Demish Gaye      | JAM  | 44,46 PB |
| 5     | Kirani James     | GRN  | 44,54    |
| 6     | Emmanuel Korir   | KEN  | 44,94    |
| 7     | Machel Cedenio   | TTO  | 45,30    |
| 8     | Akeem Bloomfield | JAM  | 45,36    |

Finale: 4. Oktober, 22:20 Uhr

### 800 m
| Platz | Athlet                    | Land | Zeit (min)    |
| ----- | ------------------------- | ---- | ------------- |
| 1     | Donavan Brazier           | USA  | 1:42,34 CR/AM |
| 2     | Amel Tuka                 | BIH  | 1:43,47 SB    |
| 3     | Ferguson Cheruiyot Rotich | KEN  | 1:43,82       |
| 4     | Bryce Hoppel              | USA  | 1:44,25 PB    |
| 5     | Wesley Vázquez            | PUR  | 1:44,48       |
| 6     | Adrián Ben                | ESP  | 1:45,58       |
| 7     | Marco Arop                | CAN  | 1:45,78       |
| 8     | Clayton Murphy            | USA  | 1:47,84       |

Finale: 1. Oktober, 22:20 Uhr

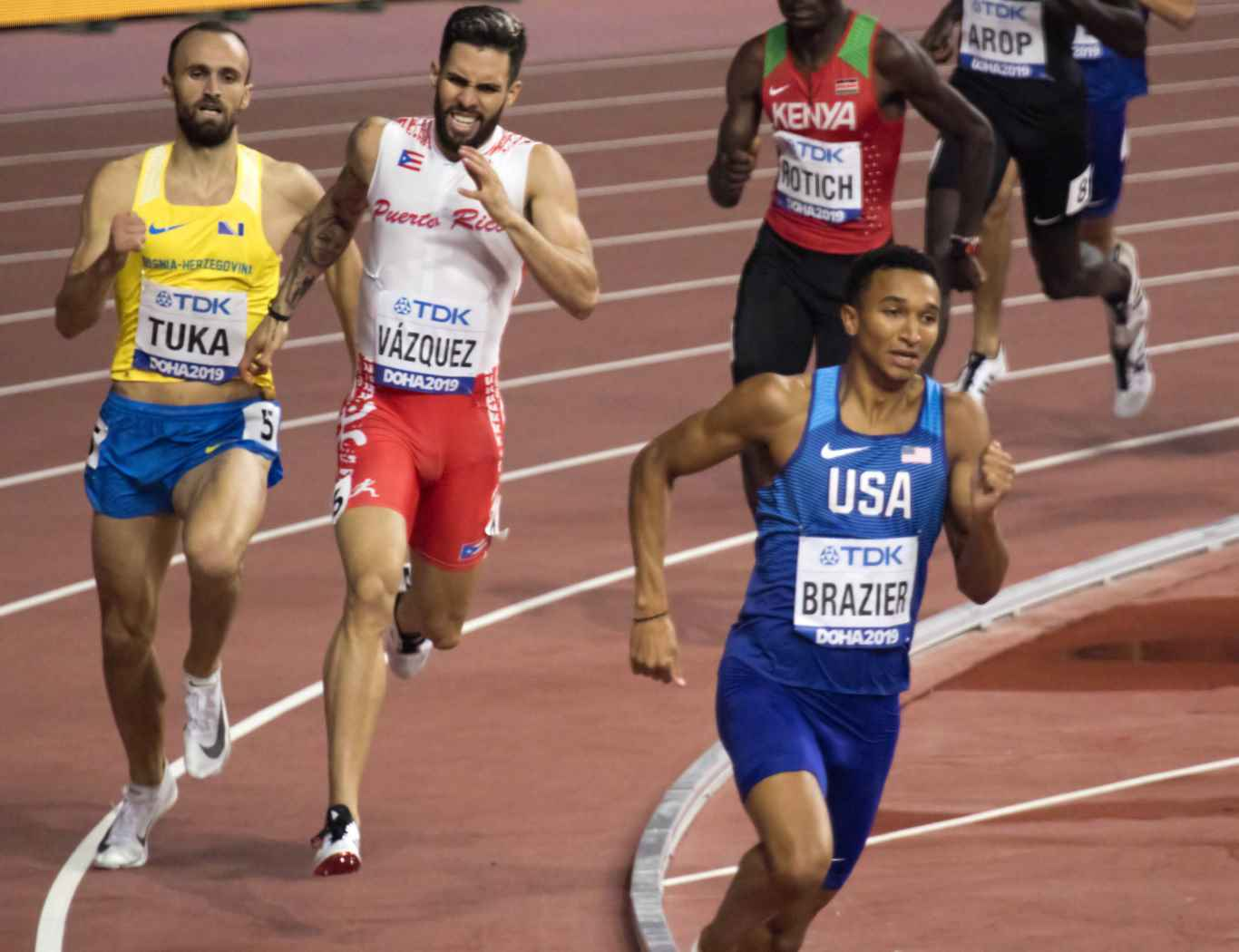
800-Meter-Finale, Zielkurve

Teilnehmer aus deutschsprachigen Ländern:

 Marc Reuther – als 33. im Vorlauf mit 1:47,31 min ausgeschieden

### 1500 m
| Platz | Athlet             | Land | Zeit (min) |
| ----- | ------------------ | ---- | ---------- |
| 1     | Timothy Cheruiyot  | KEN  | 3:29,26    |
| 2     | Taoufik Makhloufi  | ALG  | 3:31,38 SB |
| 3     | Marcin Lewandowski | POL  | 3:31,46 NR |
| 4     | Jakob Ingebrigtsen | NOR  | 3:31,70    |
| 5     | Jake Wightman      | GBR  | 3:31,87 PB |
| 6     | Josh Kerr          | GBR  | 3:32,52 PB |
| 7     | Ronald Kwemoi      | KEN  | 3:32,72 SB |
| 8     | Matthew Centrowitz | USA  | 3:32,81 SB |

Finale: 6. Oktober, 19:40 Uhr

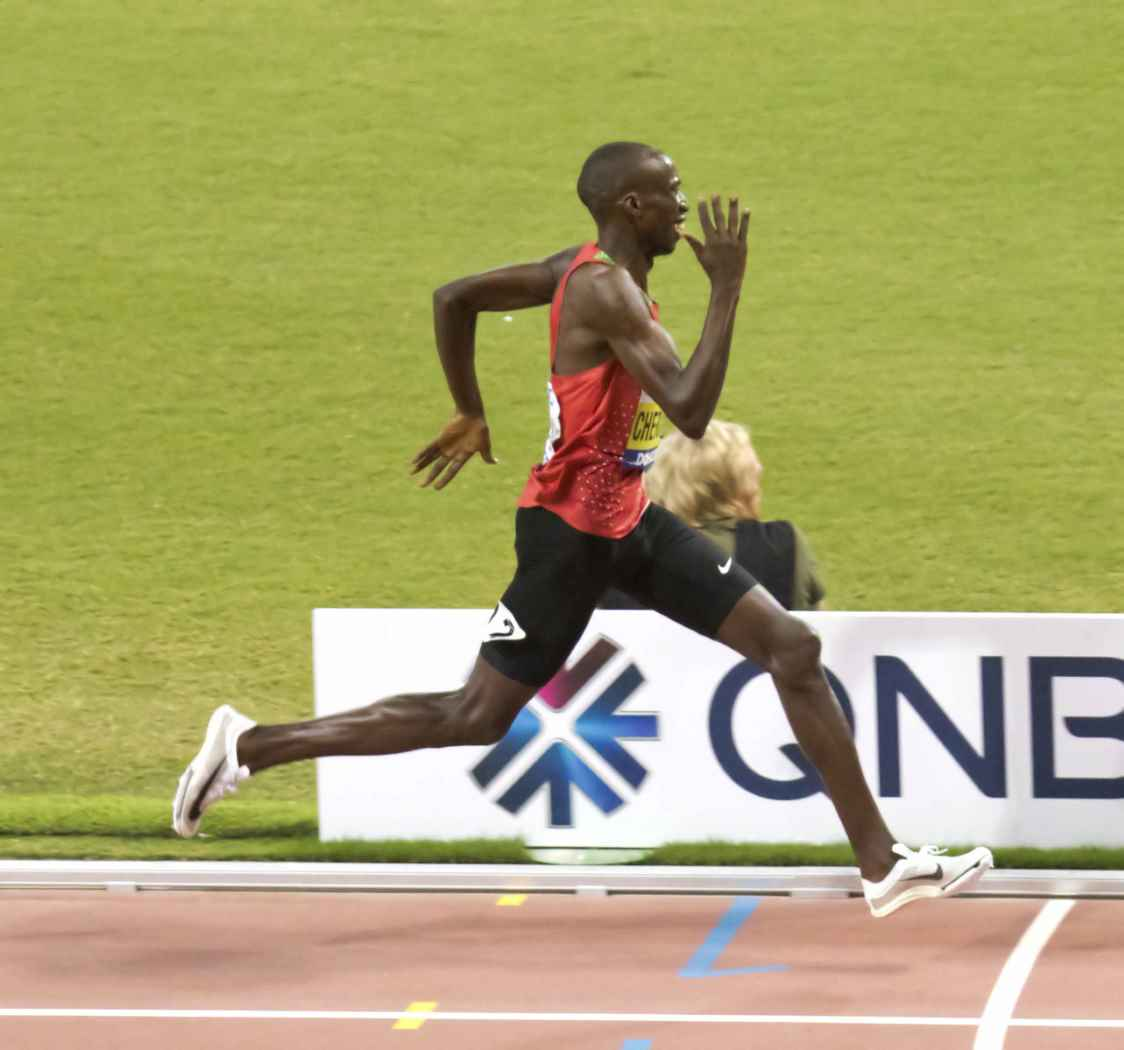
Timothy Cheruiyot siegte mit deutlichem Vorsprung

Teilnehmer aus deutschsprachigen Ländern:

 Amos Bartelsmeyer – als 11. im Halbfinallauf 2 mit 3:37,74 min ausgeschieden

### 5000 m
| Platz | Athlet               | Land | Zeit (min)  |
| ----- | -------------------- | ---- | ----------- |
| 1     | Muktar Edris         | ETH  | 12:58,85 SB |
| 2     | Selemon Barega       | ETH  | 12:59,70    |
| 3     | Mohammed Ahmed       | CAN  | 13:01,11    |
| 4     | Telahun Haile Bekele | ETH  | 13:02,29    |
| 5     | Jakob Ingebrigtsen   | NOR  | 13:02,93    |
| 6     | Jacob Krop           | KEN  | 13:03,08 PB |
| 7     | Paul Chelimo         | USA  | 13:04,60 SB |
| 8     | Nicholas Kimeli      | KEN  | 13:05,27    |

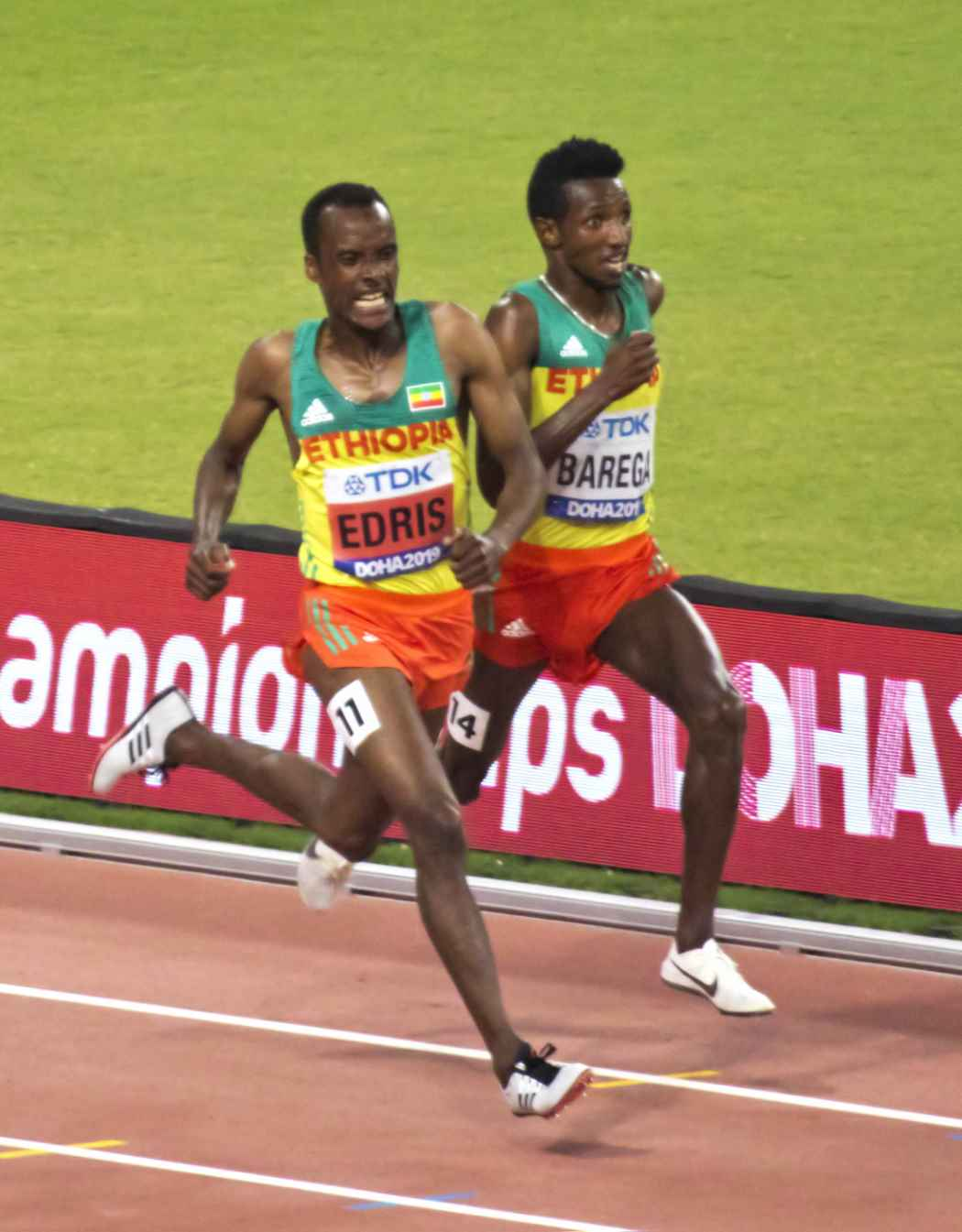
Muktar Edris und Selemon Bareg im Kampf um Gold kurz vor dem Ziel

Finale: 30. September, 21:20 Uhr
Teilnehmer aus deutschsprachigen Ländern:
- Sam Parsons – als 24. im Vorlauf mit 13:38,53 min ausgeschieden
- Julien Wanders – als 25. im Vorlauf mit 13:38,95 min ausgeschieden
- Richard Ringer – als 30. im Vorlauf mit 13:49,20 min ausgeschieden

### 10.000 m
| Platz | Athlet              | Land | Zeit (min)     |
| ----- | ------------------- | ---- | -------------- |
| 1     | Joshua Cheptegei    | UGA  | 26:48,36 WL/PB |
| 2     | Yomif Kejelcha      | ETH  | 26:49,34 PB    |
| 3     | Rhonex Kipruto      | KEN  | 26:50,32       |
| 4     | Rodgers Kwemoi      | KEN  | 26:55,36 PB    |
| 5     | Andamlak Belihu     | ETH  | 26:56,71       |
| 6     | Mohammed Ahmed      | CAN  | 26:59,35 NR    |
| 7     | Lopez Lomong        | USA  | 27:04,72 PB    |
| 8     | Yemaneberhan Crippa | ITA  | 27:10,76 NR    |

Datum: 6. Oktober, 20:00 Uhr

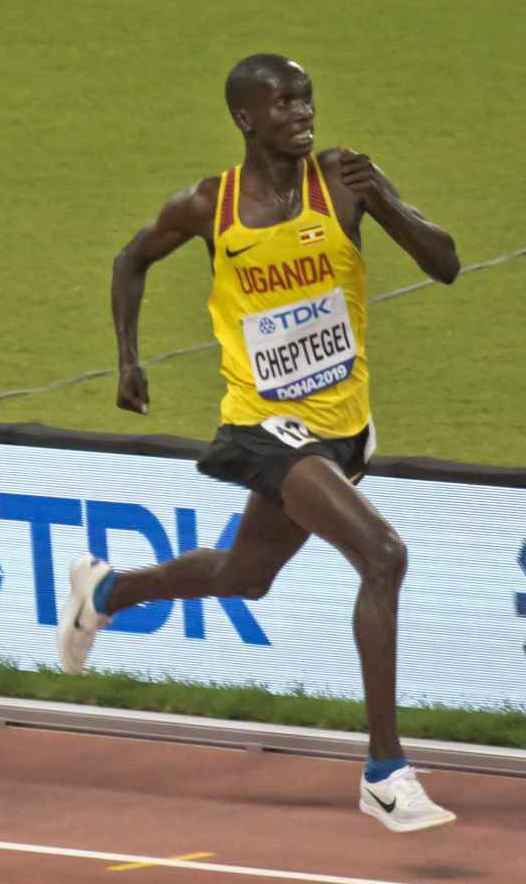
Weltmeister Joshua Cheptegei

Teilnehmer aus deutschsprachigen Ländern:

 Julien Wanders – DNF

### Marathon
| Platz | Athlet               | Land | Zeit (h)   |
| ----- | -------------------- | ---- | ---------- |
| 1     | Lelisa Desisa        | ETH  | 2:10:40 SB |
| 2     | Mosinet Geremew      | ETH  | 2:10:44    |
| 3     | Amos Kipruto         | KEN  | 2:10:51    |
| 4     | Callum Hawkins       | GBR  | 2:10:57    |
| 5     | Stephen Mokoka       | RSA  | 2:11:09    |
| 6     | Zersenay Tadese      | ERI  | 2:11:29 SB |
| 7     | El Hassan el-Abbassi | BRN  | 2:11:44 SB |
| 8     | Hamza Sahli          | MAR  | 2:11:49    |

Datum: 5. Oktober, 23:59 Uhr

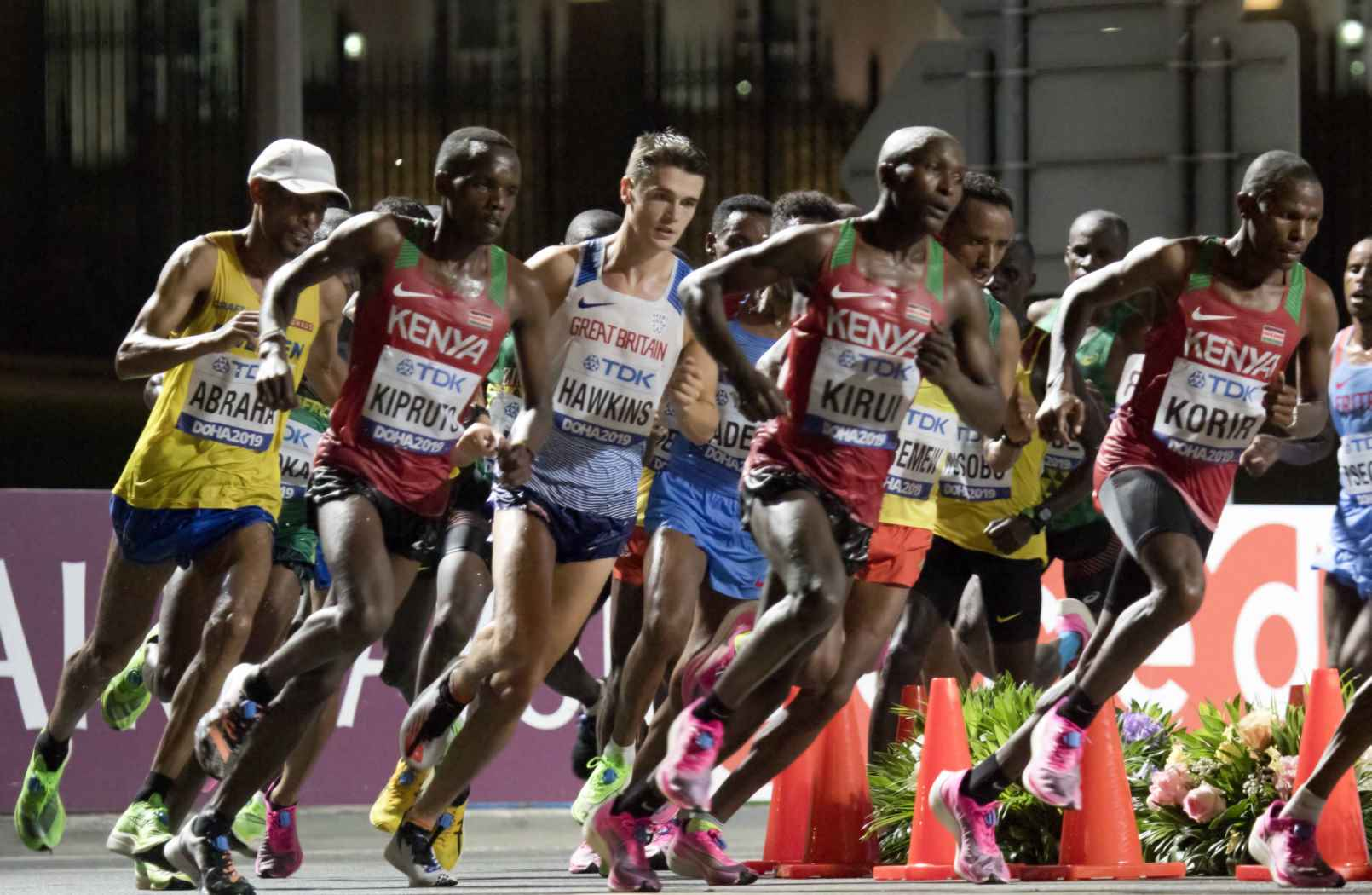
Das Feld der Marathonläufer

Teilnehmer aus deutschsprachigen Ländern:

- Tadesse Abraham – 9. Platz in 2:11:58 h
- Lemawork Ketema – 41. Platz in 2:20:45 h

### 110 m Hürden
| Platz | Athlet                  | Land | Zeit (s)                       |
| ----- | ----------------------- | ---- | ------------------------------ |
| 1     | Grant Holloway          | USA  | 13,10 s                        |
| 2     | Sergei Schubenkow       | ANA  | 13,15 s                        |
| 3     | Pascal Martinot-Lagarde | FRA  | 13,18 s                        |
| 3     | Orlando Ortega          | ESP  | 13,30 s F1                     |
| 5     | Xie Wenjun              | CHN  | 13,29 s                        |
| 6     | Shane Brathwaite        | BAR  | 13,61 s                        |
| 7     | Devon Allen             | USA  | 13,70 s                        |
| 8     | Milan Traikovits        | CYP  | 13,87 s                        |
| DSQ   | Omar McLeod             | JAM  | IAAF Rule 163.2b – Behinderung |

Finale: 2. Oktober, 22:55 Uhr

Wind: +0,6 m/s

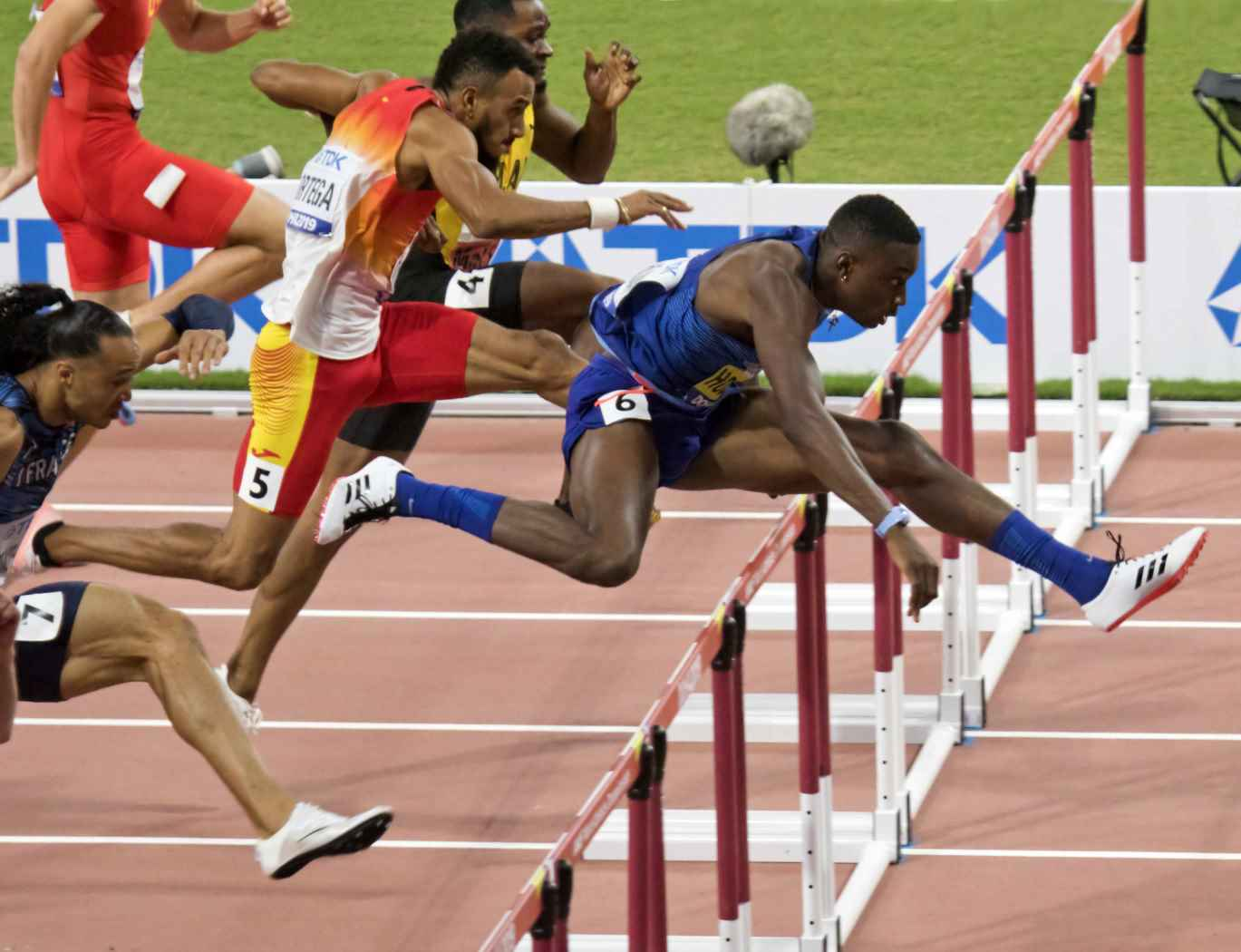
Finalrennen im Hürdensprint

Teilnehmer aus deutschsprachigen Ländern:

 Jason Joseph – als 13. mit 13,53 s im Halbfinale ausgeschieden

### 400 m Hürden
| Platz | Athlet              | Land | Zeit (s) |
| ----- | ------------------- | ---- | -------- |
| 1     | Karsten Warholm     | NOR  | 47,42    |
| 2     | Rai Benjamin        | USA  | 47,66    |
| 3     | Abderrahman Samba   | QAT  | 48,03    |
| 4     | Kyron McMaster      | IVB  | 48,10 SB |
| 5     | TJ Holmes           | USA  | 48,20 PB |
| 6     | Yasmani Copello     | TUR  | 48,25 SB |
| 7     | Alison dos Santos   | BRA  | 48,28 PB |
| 8     | Abdelmalik Lahoulou | ALG  | 49,46    |

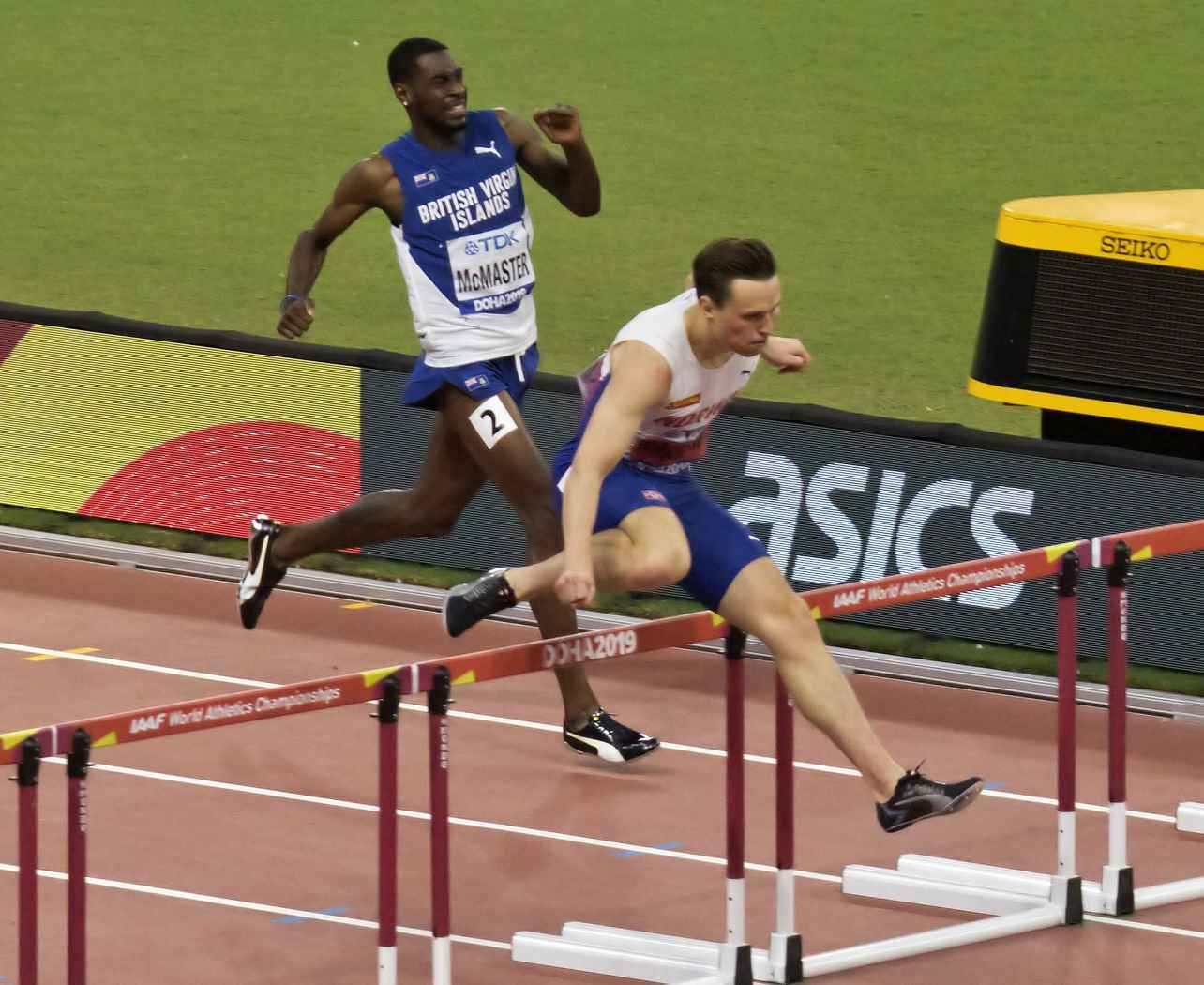
Auf der Zielgeraden: Karsten Warholm (rechts) und Kyron McMaster

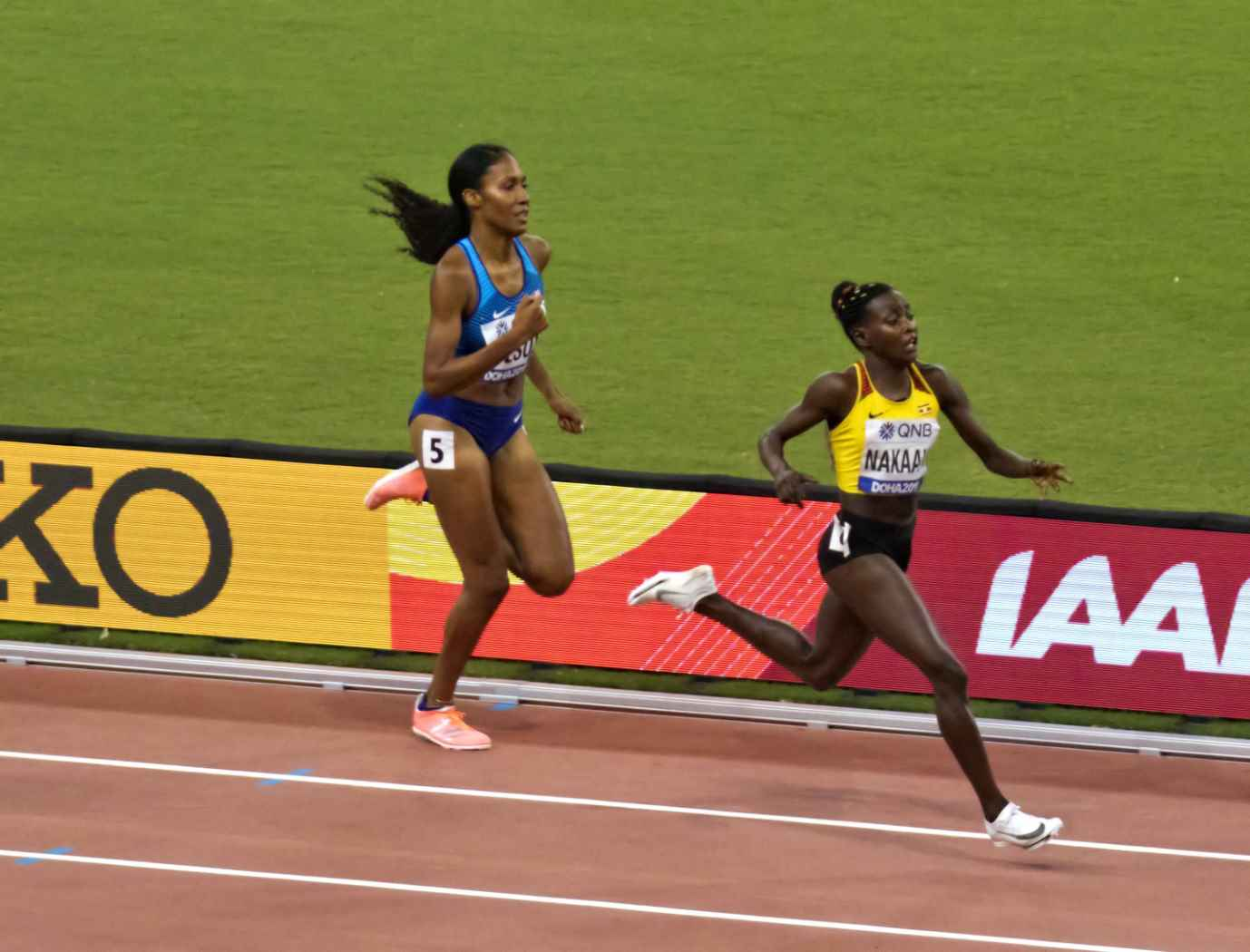
Auf der Zielgeraden: Halimah Nakaayi auf dem Weg zum Sieg vor Raevyn Rogers

Finale: 30. September, 22:40 Uhr
Teilnehmer aus deutschsprachigen Ländern:
- Luke Campbell – als 21. mit 50,00 s im Halbfinale ausgeschieden
- Kariem Hussein – als 28. mit 50,62 s im Vorlauf ausgeschieden
- Constantin Preis – als 31. mit 50,93 s im Vorlauf ausgeschieden

### 3000 m Hindernis
| Platz | Athlet              | Land | Zeit (min) |
| ----- | ------------------- | ---- | ---------- |
| 1     | Conseslus Kipruto   | KEN  | 8:01,35 WL |
| 2     | Lamecha Girma       | ETH  | 8:01,36 NR |
| 3     | Soufiane el-Bakkali | MAR  | 8:03,76 SB |
| 4     | Getnet Wale         | ETH  | 8:05,21 PB |
| 5     | Djilali Bedrani     | FRA  | 8:05,23 PB |
| 6     | Benjamin Kigen      | KEN  | 8:06,95    |
| 7     | Abraham Kibiwot     | KEN  | 8:08,52    |
| 8     | Hillary Bor         | USA  | 8:09,33    |

Finale: 4. Oktober, 21:45 Uhr

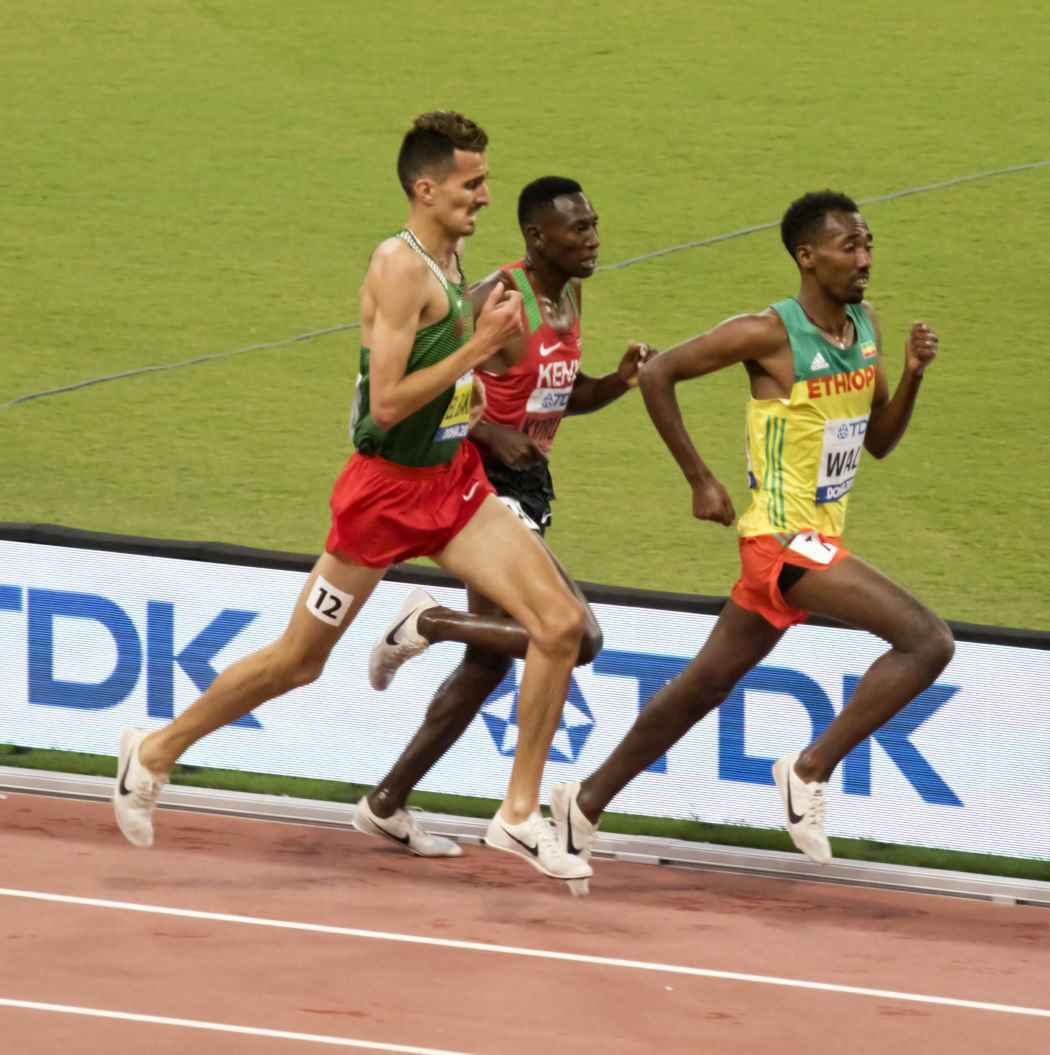
In der entscheidenden Rennphase (v. l. n. r.): Soufiane el-Bakkali, Conseslus Kipruto, Lamecha Girma

Teilnehmer aus deutschsprachigen Ländern:
- Martin Grau – als 24. mit 8:26,79 min im Vorlauf ausgeschieden
- Karl Bebendorf – als 31. mit 8:32,58 min im Vorlauf ausgeschieden

### 4 × 100 m Staffel

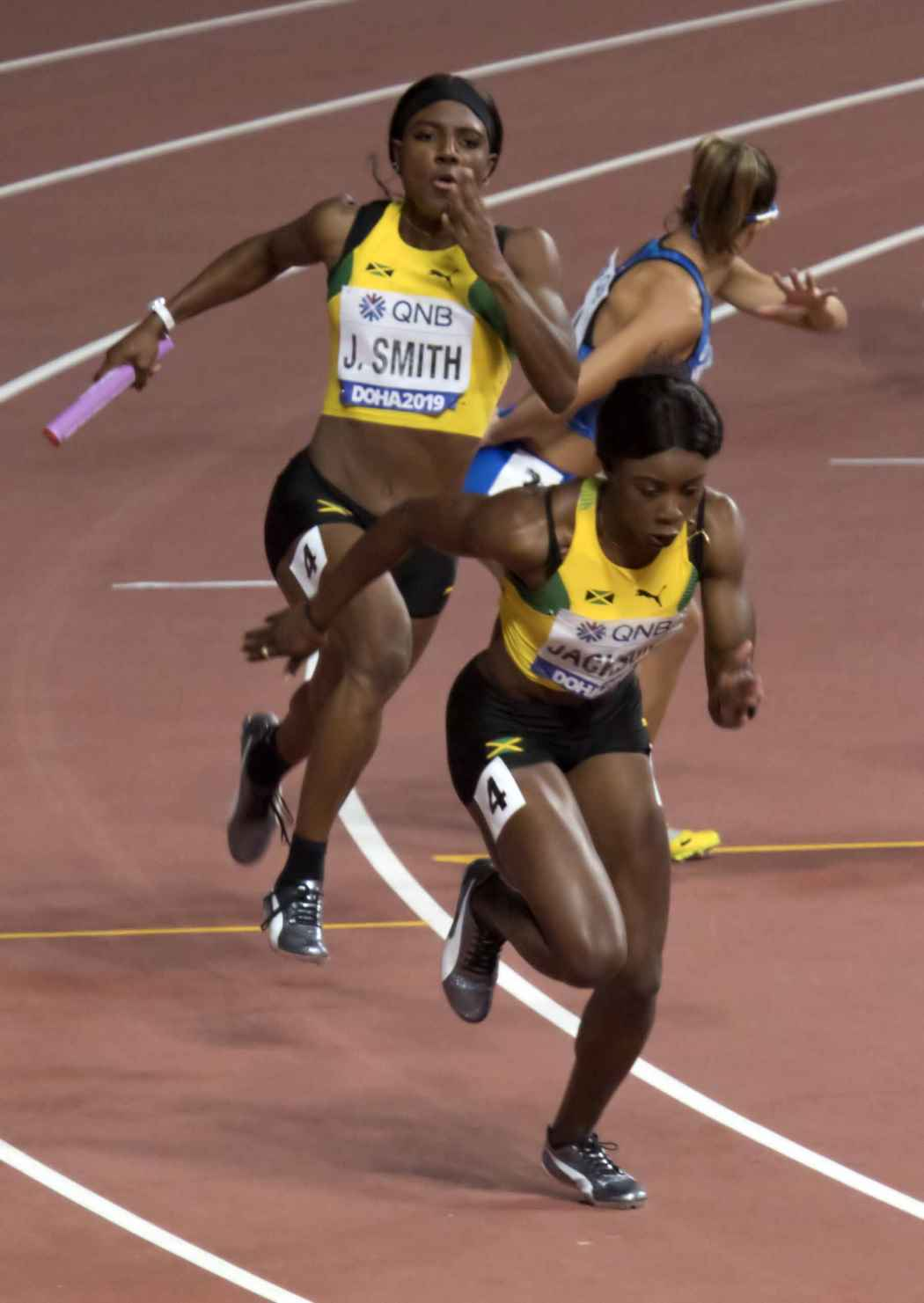
Letzter Wechsel der Weltmeisterstaffel aus Jamaika: Jonielle Smith übergibt den Stab an Shericka Jackson

| Platz | Land                | Athleten | Zeit (s)                      |
| ----- | ------------------- | --- | ----------------------------- |
| 1     | USA                 | Christian Coleman (Finale) Justin Gatlin Mike Rodgers Noah Lyles im Vorlauf außerdem: Cravon Gillespie          | 37,10 WL/NR                   |
| 2     | Großbritannien      | Adam Gemili Zharnel Hughes Richard Kilty Nethaneel Mitchell-Blake                                               | 37,36 ER                      |
| 3     | Japan               | Shūhei Tada (Finale) Kirara Shiraishi Yoshihide Kiryū Abdul Hakim Sani Brown im Vorlauf außerdem: Yūki Koike    | 37,43 AS                      |
| 4     | Brasilien           | Rodrigo do Nascimento Vitor Hugo dos Santos Derick Silva Paulo André de Oliveira                                | 37,72 SR                      |
| 5     | Südafrika           | Thando Dlodlo Simon Magakwe Clarence Munyai Akani Simbine                                                       | 37,73                         |
| 6     | Volksrepublik China | Su Bingtian Xu Zhouzheng Wu Zhiqiang Bie Ge (Finale) im Vorlauf außerdem: Xie Zhenye                            | 38,07                         |
| DNF   | Frankreich          | Amaury Golitin Jimmy Vicaut Méba-Mickaël Zézé Christophe Lemaitre (Finale) im Vorlauf außerdem: Mouhamadou Fall |                               |
| DSQ   | Niederlande         | Joris van Gool Taymir Burnet Hensley Paulina Churandy Martina                                                   | IAAF Rule 170.7 Wechselfehler |

Finale: 5. Oktober, 22:15 Uhr

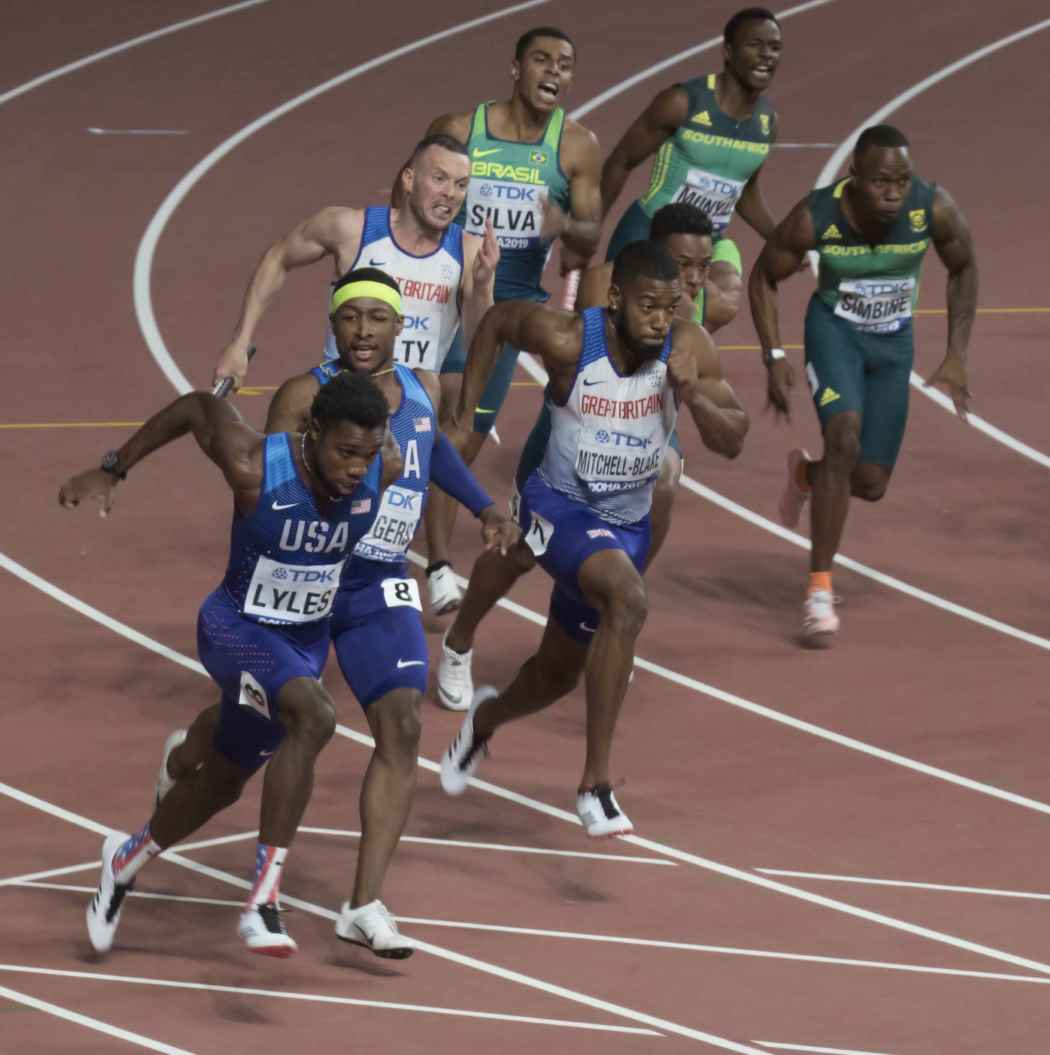
Der letzte Wechsel

Teilnehmer aus deutschsprachigen Ländern:

 Deutschland (Julian Reus, Joshua Hartmann, Roy Schmidt und Marvin Schulte) – als 7. der Vorlaufgruppe 2 mit 38,24 s ausgeschieden

### 4 × 400 m Staffel

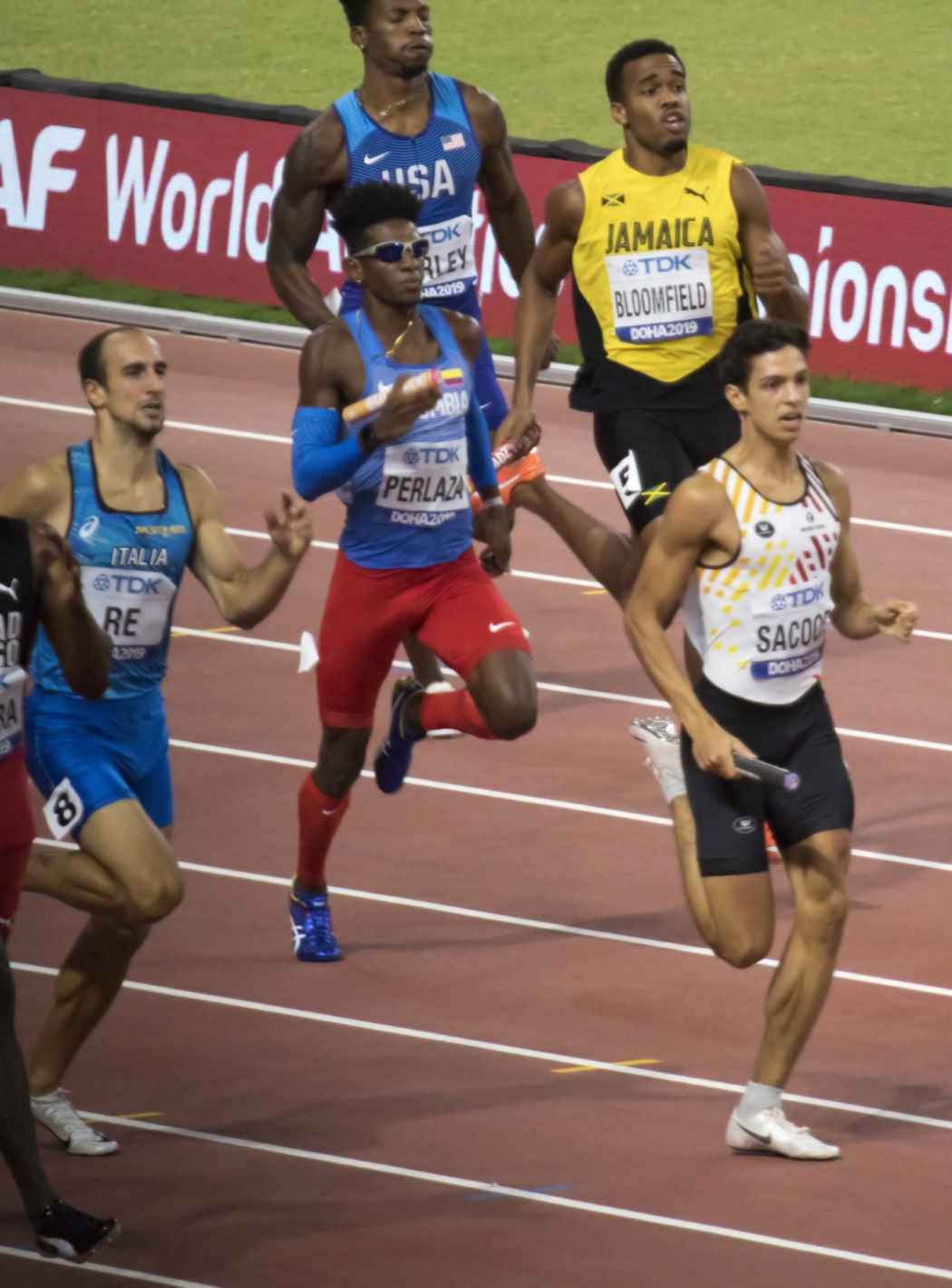
Die Startläufer vor dem ersten Wechsel

| Platz | Land                | Athleten | Zeit (min) |
| ----- | ------------------- | --- | ---------- |
| 1     | USA                 | Fred Kerley (Finale) Michael Cherry (Finale) Wilbert London Rai Benjamin (Finale) im Vorlauf außerdem: Tyrell Richard Vernon Norwood Nathan Strother | 2:56,69 WL |
| 2     | Jamaika             | Akeem Bloomfield Nathon Allen Terry Thomas Demish Gaye (Finale) im Vorlauf außerdem: Javon Francis                                                   | 2:57,90 SB |
| 3     | Belgien             | Jonathan Sacoor Robin Vanderbemden (Finale) Dylan Borlée Kevin Borlée im Vorlauf außerdem: Julien Watrin                                             | 2:58,78 SB |
| 4     | Kolumbien           | Jhon Perlaza Diego Palomeque Jhon Solís Anthony Zambrano                                                                                             | 2:59,50 NR |
| 5     | Trinidad und Tobago | Asa Guevara Jereem Richards Deon Lendore Machel Cedenio (Finale) im Vorlauf außerdem: Darren Alfred                                                  | 3:00,74 SB |
| 6     | Italien             | Davide Re Vladimir Aceti Matteo Galvan Edoardo Scotti                                                                                                | 3:02,78    |
| 7     | Frankreich          | Ludvy Vaillant Christopher Naliali Thomas Jordier Mame-Ibra Anne                                                                                     | 3:03,06    |
| DNF   | Großbritannien      | Cameron Chalmers Toby Harries (Finale) Rabah Yousif Lee Thompson im Vorlauf außerdem: Martyn Rooney                                                  |            |

Finale: 6. Oktober, 21:30 Uhr

### 20 km Gehen
| Platz | Athlet              | Land | Zeit (h) |
| ----- | ------------------- | ---- | -------- |
| 1     | Toshikazu Yamanishi | JPN  | 1:26:34  |
| 2     | Wassili Misinow     | ANA  | 1:26:49  |
| 3     | Perseus Karlström   | SWE  | 1:27:00  |
| 4     | Christopher Linke   | GER  | 1:27:19  |
| 5     | Salih Korkmaz       | TUR  | 1:27:35  |
| 6     | Kōki Ikeda          | JPN  | 1:29:02  |
| 7     | Tom Bosworth        | GBR  | 1:29:34  |
| 8     | Wang Kaihua         | CHN  | 1:29:52  |

Datum: 4. Oktober, 23:30 Uhr

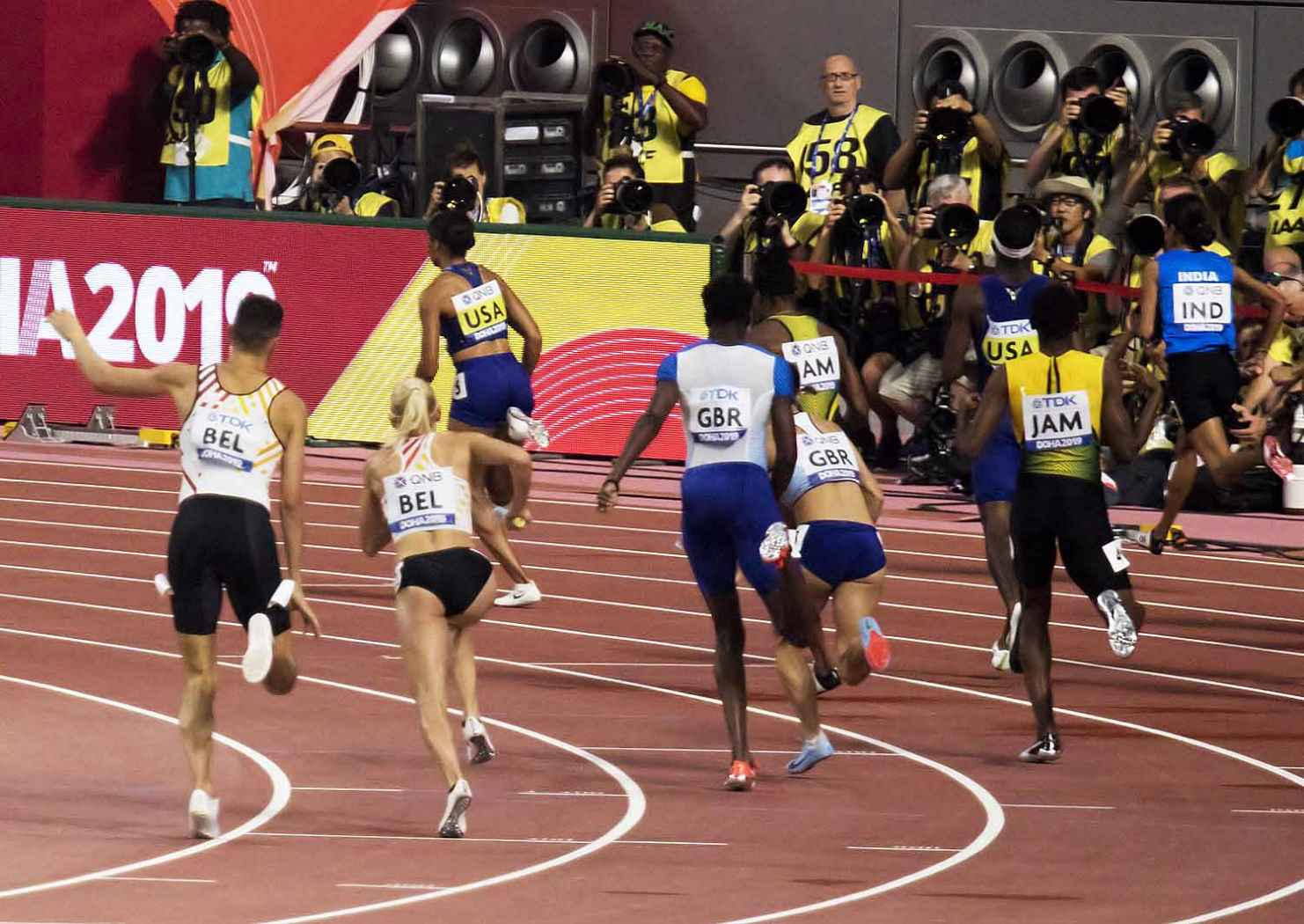
Erster Wechsel im Finale der Mixed-Staffel

Weitere Teilnehmer aus deutschsprachigen Ländern:
- Hagen Pohle – 17. mit 1:32:20 h
- Nils Brembach – DNF

### 50 km Gehen
| Platz | Athlet             | Land | Zeit (h) |
| ----- | ------------------ | ---- | -------- |
| 1     | Yūsuke Suzuki      | JPN  | 4:04:20  |
| 2     | João Vieira        | POR  | 4:04:59  |
| 3     | Evan Dunfee        | CAN  | 4:05:02  |
| 4     | Niu Wenbin         | CHN  | 4:05:36  |
| 5     | Luo Yadong         | CHN  | 4:06:49  |
| 6     | Brendan Boyce      | IRL  | 4:07:46  |
| 7     | Carl Dohmann       | GER  | 4:10:22  |
| 8     | Jesús Ángel García | ESP  | 4:11:28  |

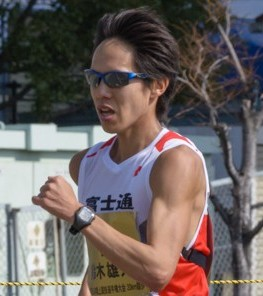
Weltmeister Yūsuke Suzuki

Datum: 28. September, 23:30 Uhr
Weitere Teilnehmer aus deutschsprachigen Ländern:
- Jonathan Hilbert – 23. in 4:30:43 h
- Nathaniel Seiler – DNF (Vom medizinischen Team aus dem Wettbewerb genommen)[35]

### Hochsprung
| Platz | Athlet             | Land | Höhe (m) |
| ----- | ------------------ | ---- | -------- |
| 1     | Mutaz Essa Barshim | QAT  | 2,37 WL  |
| 2     | Michail Akimenko   | ANA  | 2,35 PB  |
| 3     | Ilja Iwanjuk       | ANA  | 2,35 PB  |
| 4     | Maksim Nedassekau  | BLR  | 2,33     |
| 5     | Luis Zayas         | CUB  | 2,30 PB  |
| 6     | Brandon Starc      | AUS  | 2,30 SB  |
| 7     | Michael Mason      | CAN  | 2,30     |
| 8     | Lee Hup Wei        | MAS  | 2,27     |
| 8     | Gianmarco Tamberi  | ITA  | 2,27     |

4. Oktober, 20:15 Uhr

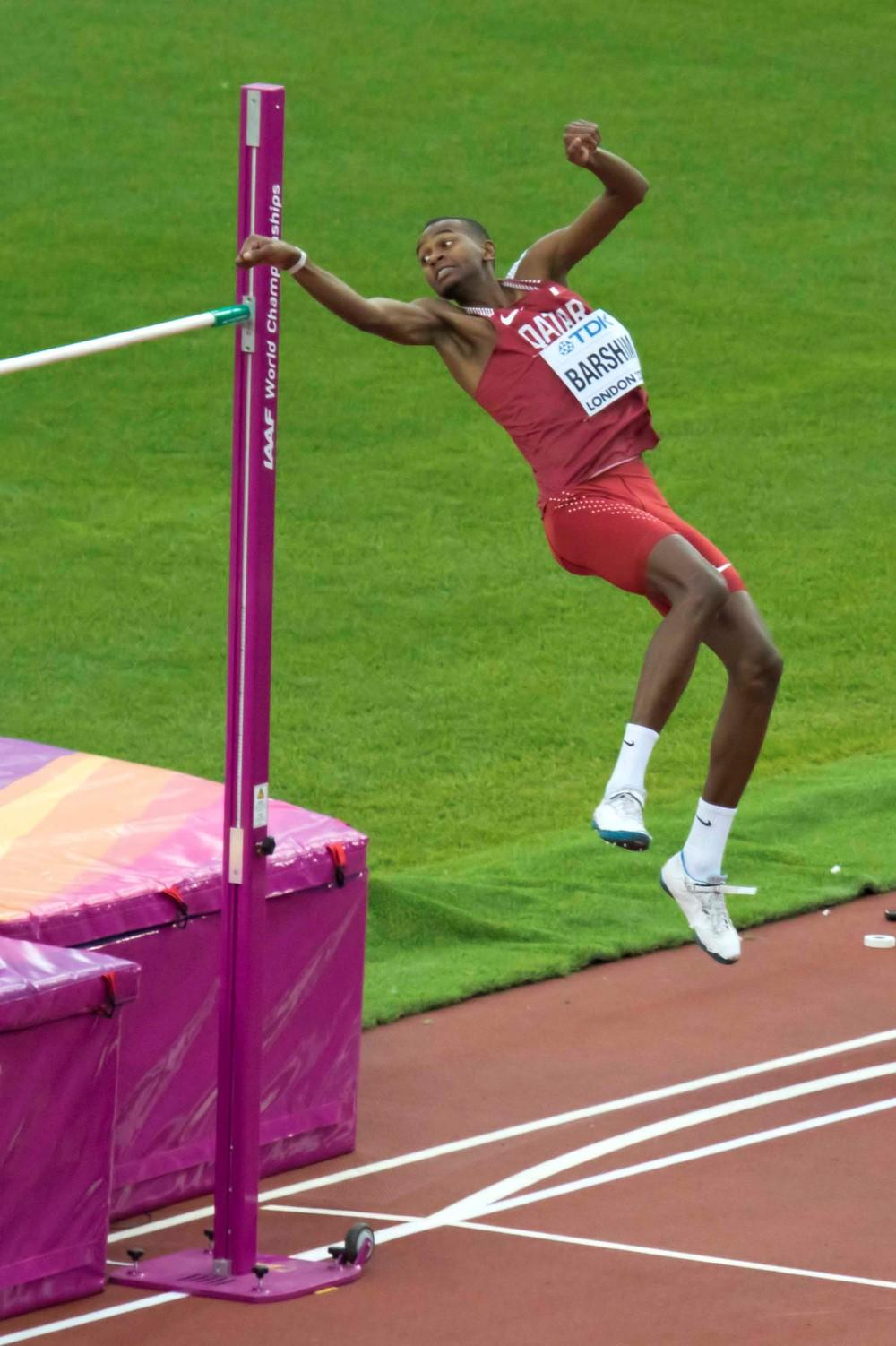
Weltmeister Mutaz Essa Barshim

Teilnehmer aus deutschsprachigen Ländern:

 Mateusz Przybylko – als 30. mit 2,17 m in der Qualifikation ausgeschieden

### Stabhochsprung
| Platz | Athlet               | Land | Höhe (m) |
| ----- | -------------------- | ---- | -------- |
| 1     | Sam Kendricks        | USA  | 5,97 m   |
| 2     | Armand Duplantis     | SWE  | 5,97 m   |
| 3     | Piotr Lisek          | POL  | 5,87 m   |
| 4     | Bo Kanda Lita Baehre | GER  | 5,70 m   |
| 5     | Thiago Braz          | BRA  | 5,70 m   |
| 6     | Raphael Holzdeppe    | GER  | 5,70 m   |
| 6     | Valentin Lavillenie  | FRA  | 5,70 m   |
| 8     | Claudio Stecchi      | ITA  | 5,70 m   |

Finale: 1. Oktober, 20:05 Uhr
Weitere Teilnehmer aus deutschsprachigen Ländern:

 Torben Blech – als 23. mit 5,45 m in der Qualifikation ausgeschieden

### Weitsprung

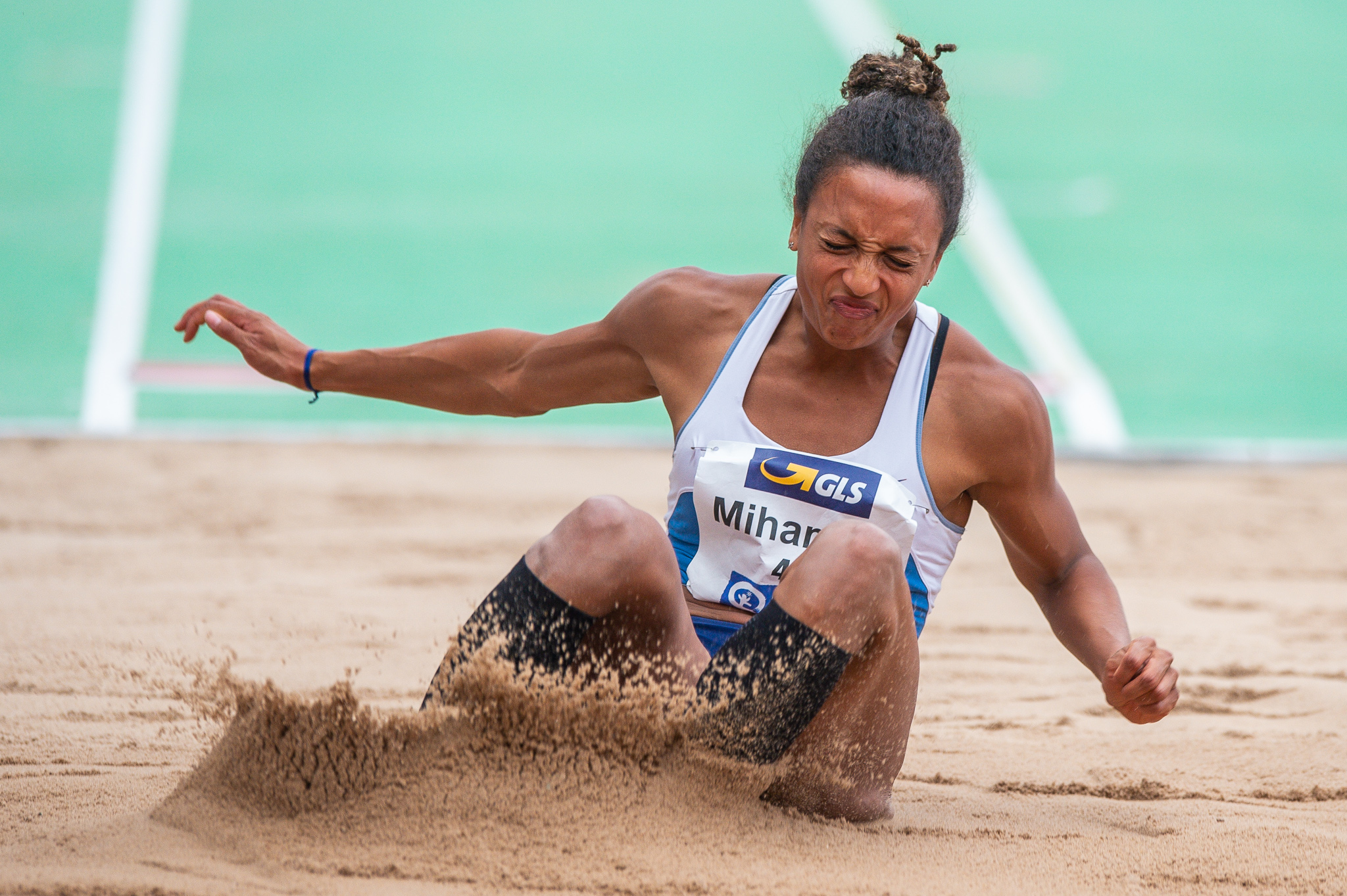
Malaika Mihambo – Weltmeisterin mit großem Vorsprung

| Platz | Athlet                 | Land | Weite (m)  |
| ----- | ---------------------- | ---- | ---------- |
| 1     | Tajay Gayle            | JAM  | 8,69 WL/NR |
| 2     | Jeff Henderson         | USA  | 8,39 SB    |
| 3     | Juan Miguel Echevarría | CUB  | 8,34       |
| 4     | Luvo Manyonga          | RSA  | 8,28       |
| 5     | Ruswahl Samaai         | RSA  | 8,23 SB    |
| 6     | Wang Jianan            | CHN  | 8,20 SB    |
| 7     | Eusebio Cáceres        | ESP  | 8,01       |
| 8     | Yūki Hashioka          | JPN  | 7,97       |

Finale: 28. September, 20:40 Uhr

### Dreisprung

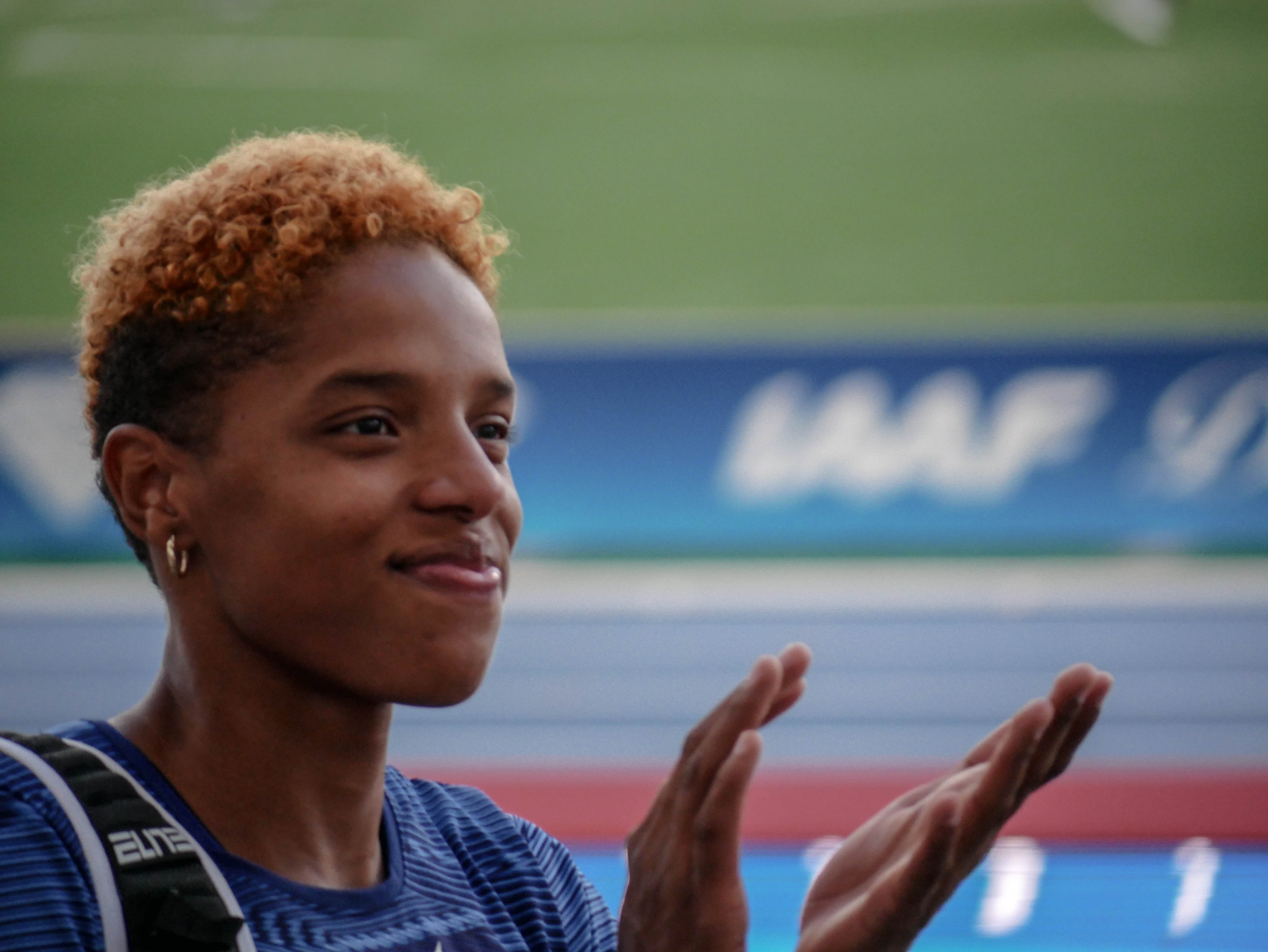
Titelverteidigerin Yulimar Rojas übertraf als einzige Athletin die 15-Meter-Marke

| Platz | Athlet               | Land | Weite (m) |
| ----- | -------------------- | ---- | --------- |
| 1     | Christian Taylor     | USA  | 17,92 SB  |
| 2     | Will Claye           | USA  | 17,74     |
| 3     | Hugues Fabrice Zango | BUR  | 17,66 AF  |
| 4     | Pedro Pablo Pichardo | POR  | 17,62 SB  |
| 5     | Cristian Nápoles     | CUB  | 17,38 PB  |
| 6     | Donald Scott         | USA  | 17,17     |
| 7     | Alexis Copello       | AZE  | 17,10 SB  |
| 8     | Jordan Díaz          | CUB  | 17,06     |

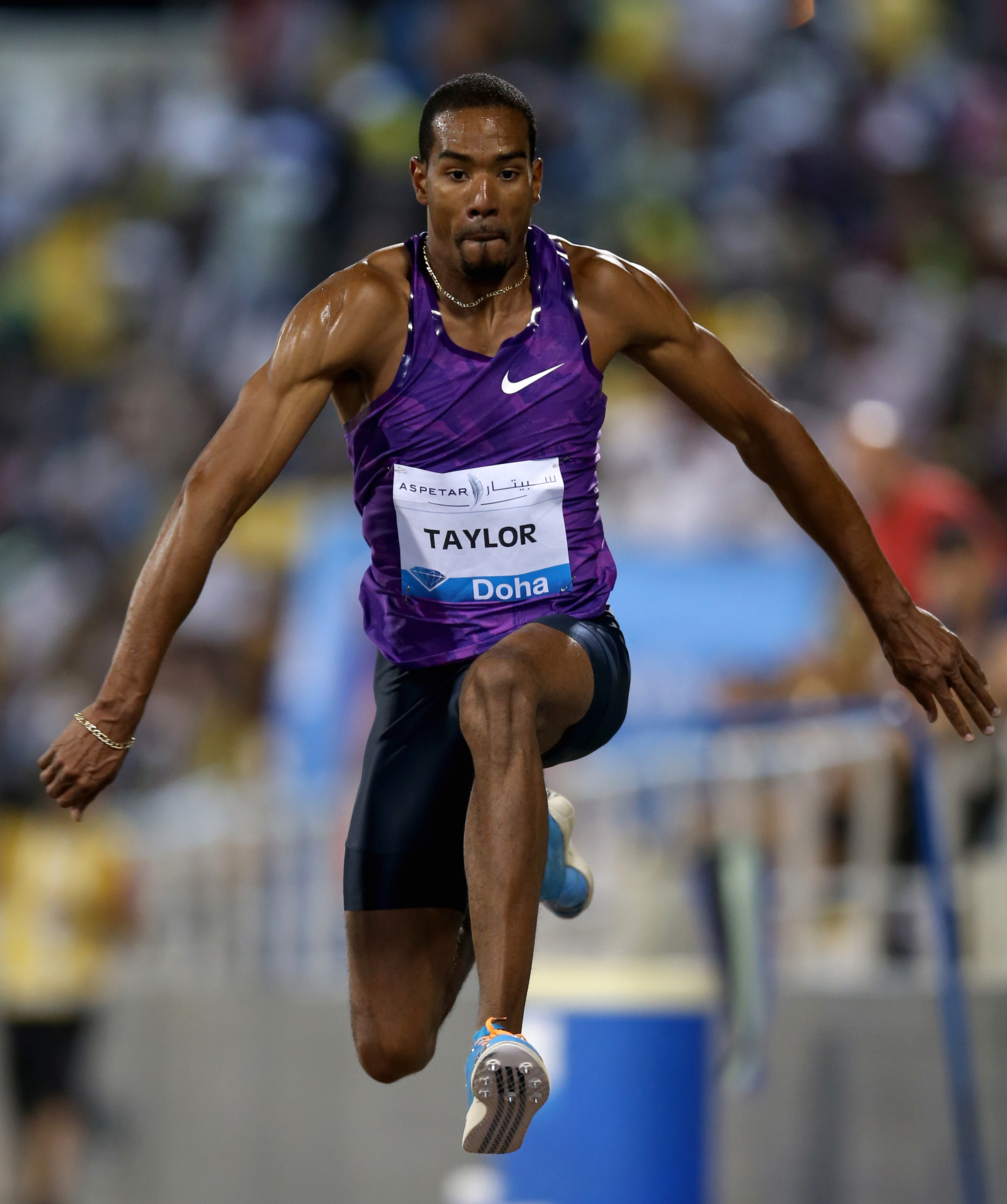
Christian Taylor errang seinen vierten WM-Titel in Folge

Finale: 29. September, 21:45 Uhr

### Kugelstoßen

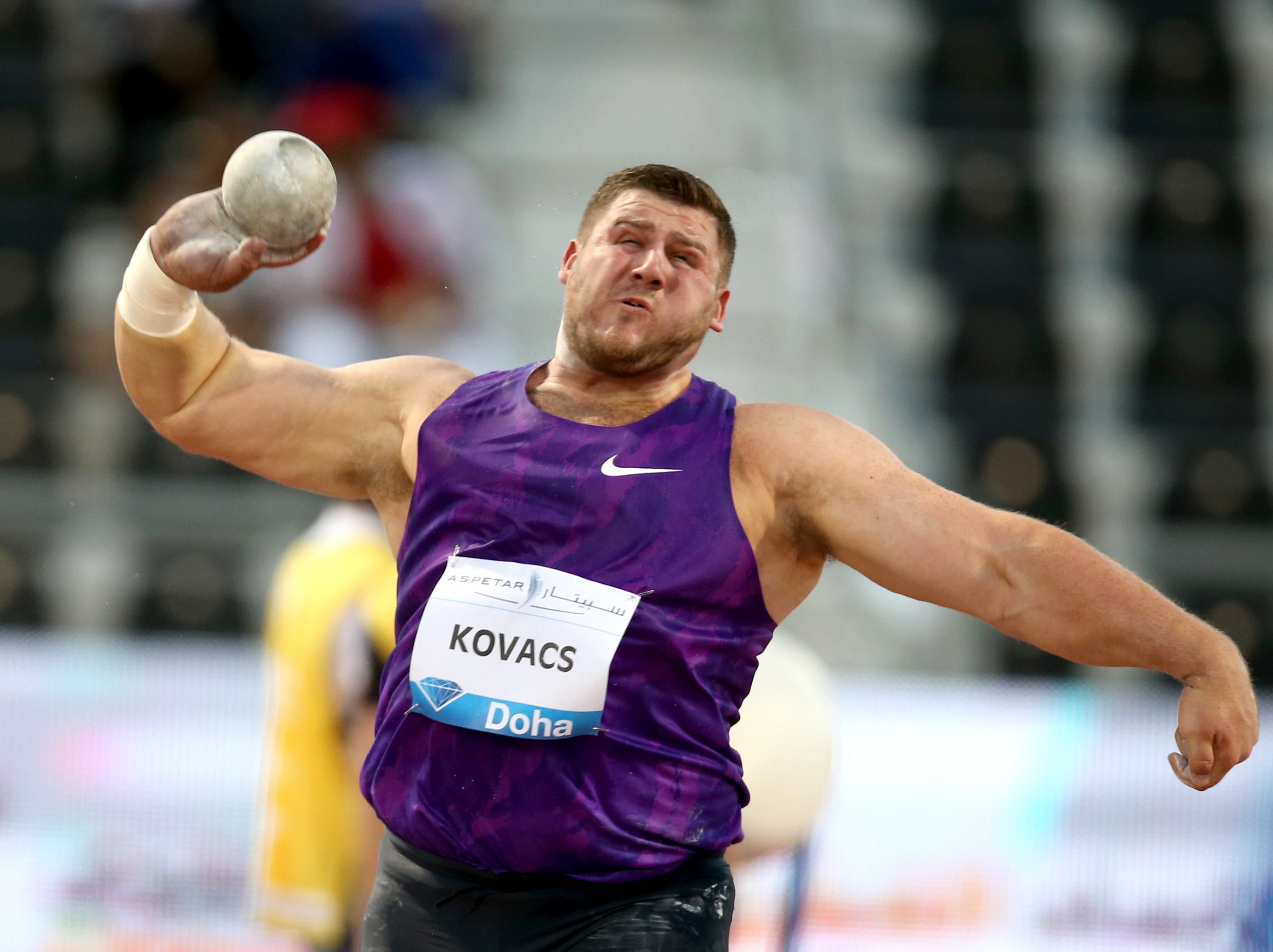
Zweiter WM-Titel für Joe Kovacs mit einem Meisterschaftsrekord von fast 23 Metern

| Platz | Athlet                | Land | Weite (m) |
| ----- | --------------------- | ---- | --------- |
| 1     | Joe Kovacs            | USA  | 22,91 CR  |
| 2     | Ryan Crouser          | USA  | 22,90 PB  |
| 3     | Tomas Walsh           | NZL  | 22,90 OZ  |
| 4     | Darlan Romani         | BRA  | 22,53     |
| 5     | Darrell Hill          | USA  | 21,65     |
| 6     | Konrad Bukowiecki     | POL  | 21,46     |
| 7     | Jacko Gill            | NZL  | 21,45     |
| 8     | Chukwuebuka Enekwechi | NGR  | 21,18     |

Finale: 5. Oktober, 20:05 Uhr

### Diskuswurf
| Platz | Athlet                   | Land | Weite (m) |
| ----- | ------------------------ | ---- | --------- |
| 1     | Daniel Ståhl             | SWE  | 67,59     |
| 2     | Fedrick Dacres           | JAM  | 66,94     |
| 3     | Lukas Weißhaidinger      | AUT  | 66,82     |
| 4     | Alin Alexandru Firfirică | ROU  | 66,46     |
| 5     | Apostolos Parellis       | CYP  | 66,32 NR  |
| 6     | Matthew Denny            | AUS  | 65,43 PB  |
| 7     | Ehsan Hadadi             | IRI  | 65,16     |
| 8     | Martin Wierig            | GER  | 64,98     |

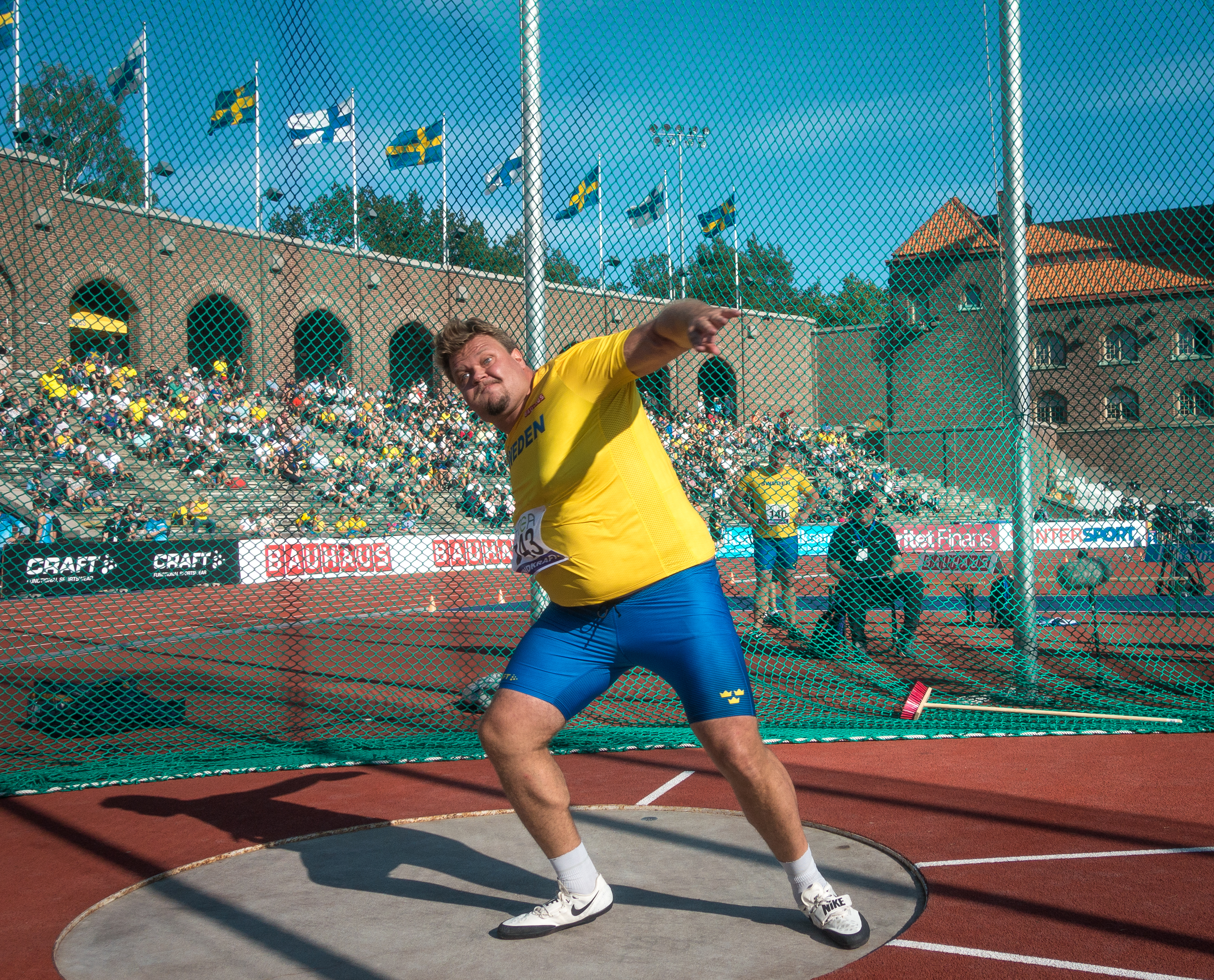
Weltmeister Daniel Ståhl

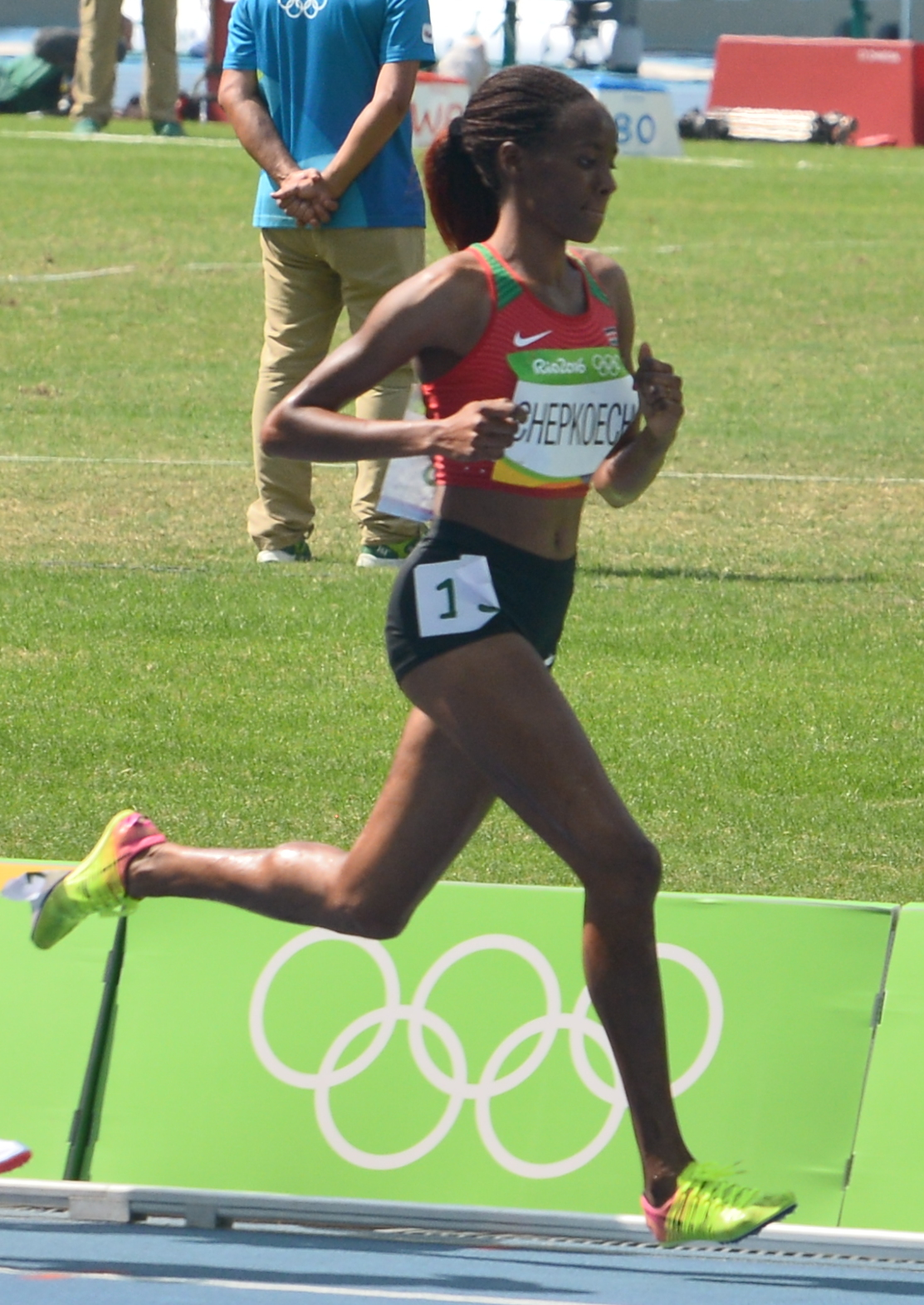
Weltmeisterin Beatrice Chepkoech

Finale: 30. September, 21:25 Uhr
Weitere Teilnehmer aus deutschsprachigen Ländern:
- Christoph Harting – als 14. mit 63,08 m in der Qualifikation ausgeschieden
- David Wrobel – als 16. mit 62,43 m in der Qualifikation ausgeschieden

### Hammerwurf
| Platz | Athlet            | Land | Weite (m) |
| ----- | ----------------- | ---- | --------- |
| 1     | Paweł Fajdek      | POL  | 80,50     |
| 2     | Quentin Bigot     | FRA  | 78,19 SB  |
| 3     | Bence Halász      | HUN  | 78,18     |
| 3     | Wojciech Nowicki  | POL  | 77,69     |
| 5     | Mychajlo Kochan   | UKR  | 77,39 PB  |
| 6     | Eivind Henriksen  | NOR  | 77,38     |
| 7     | Javier Cienfuegos | ESP  | 76,57     |
| 8     | Hleb Dudarau      | BLR  | 76,00     |

Finale: 2. Oktober, 21:40 Uhr
Zwei Bronzemedaillen:

Nach Abschluss des Finales in diesem Wettbewerb lag der Ungar Bence Halász mit 78,18 m alleine auf dem Bronzeplatz, der Pole Wojciech Nowicki belegte mit 77,69 m Rang vier. Doch der polnische Verband legte Protest ein. Auf einem Video war klar zu erkennen, dass Halász bei seinem Bronzewurf mit einem Fuß den Hammerwurf-Ring übertreten hatte und der Versuch somit eindeutig ungültig war. Die Jury erkannte folgerichtig dem nächstplatzierten Nowicki die Bronzemedaille zu. Doch aus Gründen der Fairness wurde Halász seine Medaille nicht aberkannt. Schon gleich nach seiner im ersten Versuch erzielten Weite hatte es Diskussionen um deren Gültigkeit gegeben, die den Ungarn nach Meinung der Jury so irritiert hätten, dass er im weiteren Wettbewerbsverlauf sehr beeinträchtigt gewesen sei. In seiner Versuchsreihe hatte es nur noch einen gültigen um circa viereinhalb Meter kürzeren Wurf gegeben. So wurden hier zwei Bronzemedaillen vergeben.

### Speerwurf

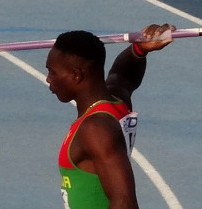
Weltmeister Anderson Peters

| Platz | Athlet           | Land | Weite (m) |
| ----- | ---------------- | ---- | --------- |
| 1     | Anderson Peters  | GRN  | 86,89     |
| 2     | Magnus Kirt      | EST  | 86,21     |
| 3     | Johannes Vetter  | GER  | 85,37     |
| 4     | Lassi Etelätalo  | FIN  | 82,49     |
| 5     | Jakub Vadlejch   | CZE  | 82,19     |
| 6     | Julian Weber     | GER  | 81,26     |
| 7     | Marcin Krukowski | POL  | 80,56     |
| 8     | Kim Amb          | SWE  | 80,42     |

Finale: 6. Oktober, 19:55 Uhr

### Zehnkampf
| Platz | Athlet           | Land | Punkte  |
| ----- | ---------------- | ---- | ------- |
| 1     | Niklas Kaul      | GER  | 8691 PB |
| 2     | Maicel Uibo      | EST  | 8604 PB |
| 3     | Damian Warner    | CAN  | 8529    |
| 4     | Ilja Schkurenjow | ANA  | 8494 SB |
| 5     | Pierce Lepage    | CAN  | 8445    |
| 6     | Janek Õiglane    | EST  | 8297 SB |
| 7     | Pieter Braun     | NED  | 8222    |
| 8     | Solomon Simmons  | USA  | 8151    |

Datum: 2./3. Oktober

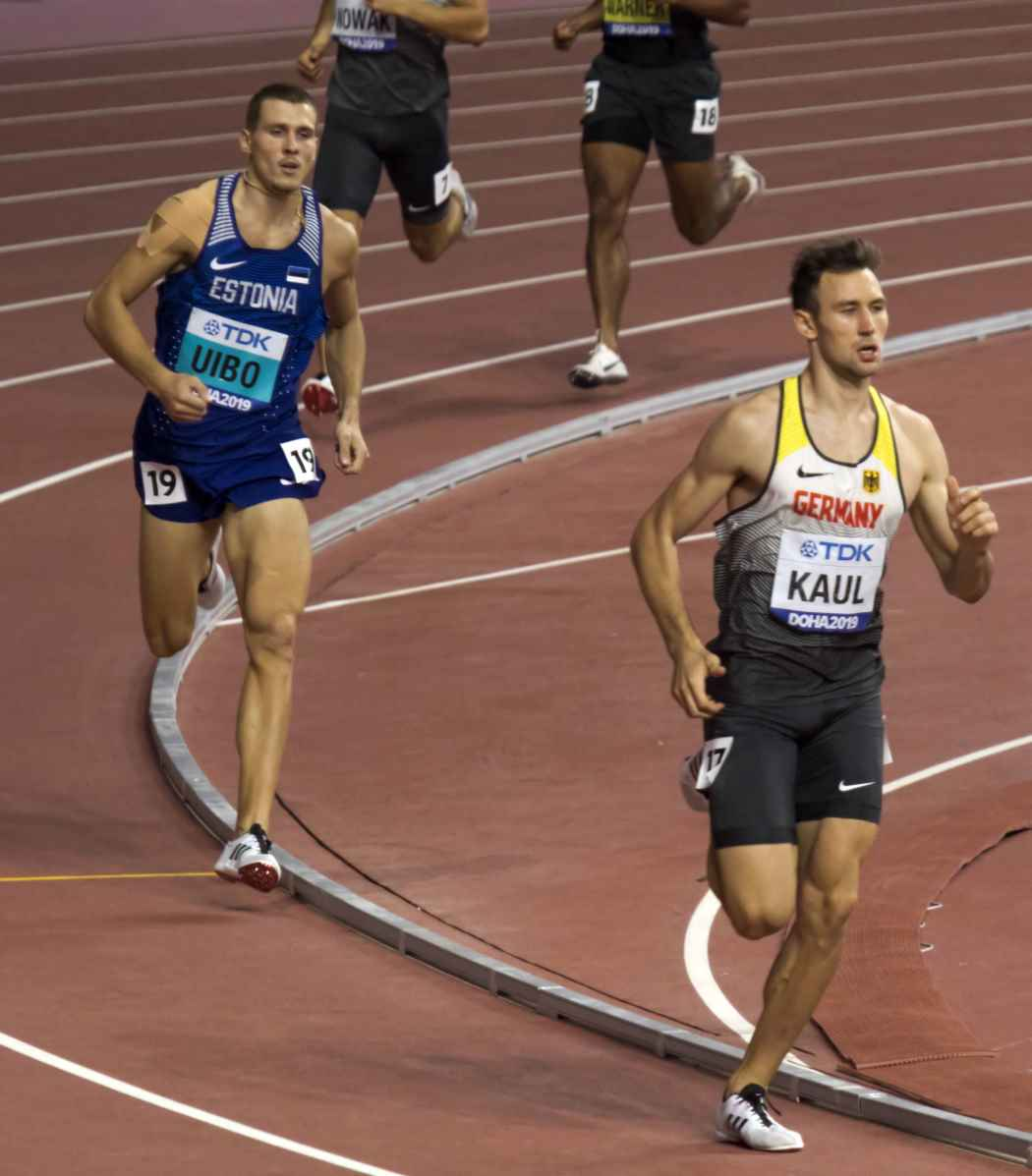
Die Phase im 1500-Meter-Lauf, in der sich Niklas Kaul (rechts) vom Feld löste, dahinter Maicel Uibo

Weitere Teilnehmer aus deutschsprachigen Ländern:
- Tim Nowak – Platz 10 mit 8122 Punkten
- Kai Kazmirek – Platz 17 mit 7414 Punkten

## Resultate Frauen

### 100 m
| Platz | Athletin                | Land | Zeit (s) |
| ----- | ----------------------- | ---- | -------- |
| 1     | Shelly-Ann Fraser-Pryce | JAM  | 10,71 WL |
| 2     | Dina Asher-Smith        | GBR  | 10,83 NR |
| 3     | Marie-Josée Ta Lou      | CIV  | 10,90    |
| 4     | Elaine Thompson         | JAM  | 10,93    |
| 5     | Murielle Ahouré         | CIV  | 11,02 SB |
| 6     | Jonielle Smith          | JAM  | 11,06    |
| 7     | Teahna Daniels          | USA  | 11,19    |
| DNS   | Dafne Schippers         | NED  |          |

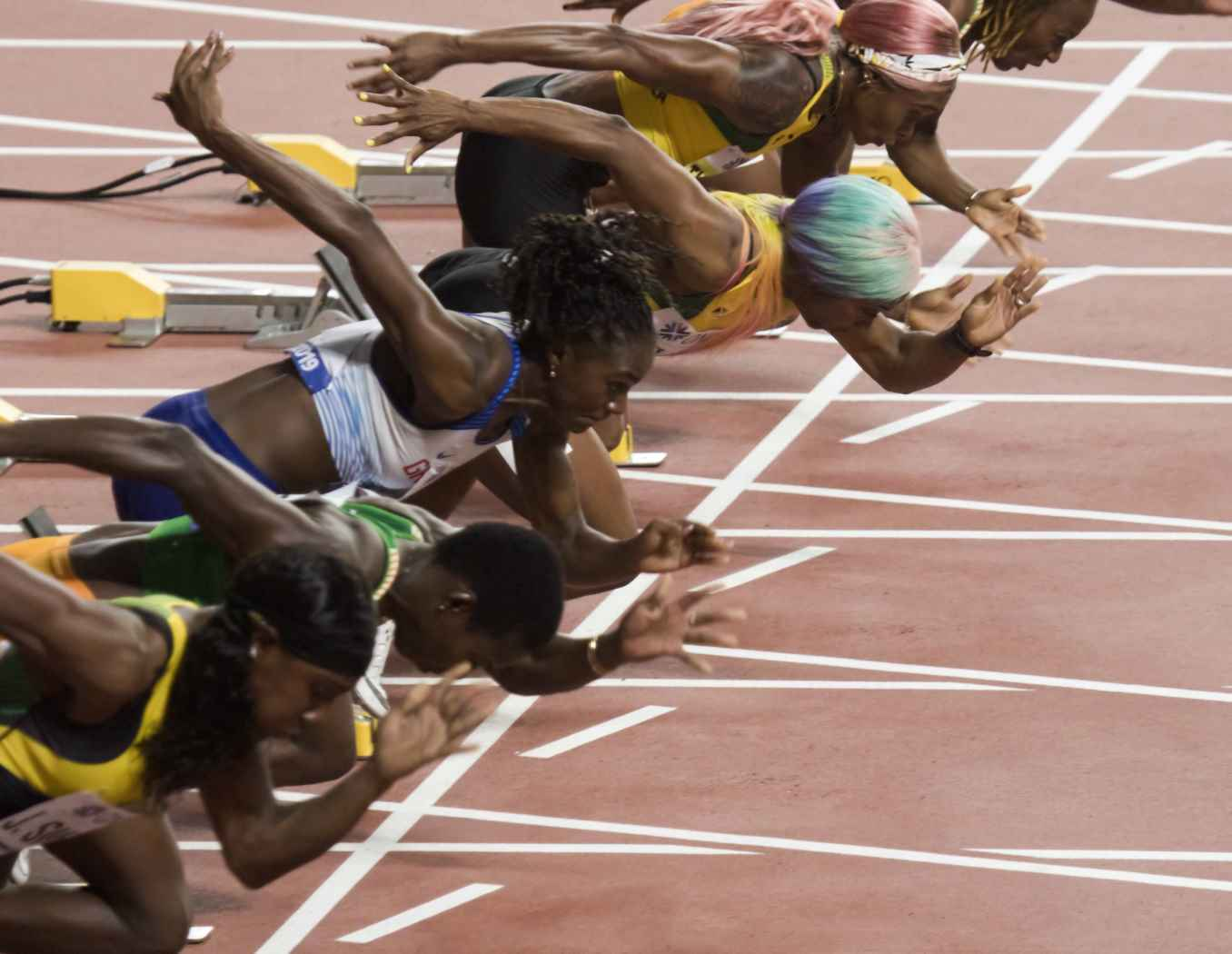
Start zum 100-Meter-Finale

Finale: 29. September, 23:20 Uhr

Wind: +0,1 m/s
Teilnehmerinnen aus deutschsprachigen Ländern:
- Mujinga Kambundji – als 9. im Halbfinale mit 11,10 s ausgeschieden
- Tatjana Pinto – als 18. im Halbfinale mit 11,29 s ausgeschieden
- Gina Lückenkemper – als 20. im Halbfinale mit 11,30 s ausgeschieden
- Ajla Del Ponte – als 29. im Vorlauf mit 11,36 s ausgeschieden
- Salomé Kora – als 36. im Vorlauf mit 11,48 s ausgeschieden

### 200 m
| Platz | Athletin           | Land | Zeit (s) |
| ----- | ------------------ | ---- | -------- |
| 1     | Dina Asher-Smith   | GBR  | 21,88 NR |
| 2     | Brittany Brown     | USA  | 22,22 PB |
| 3     | Mujinga Kambundji  | SUI  | 22,51    |
| 4     | Anglerne Annelus   | USA  | 22,59    |
| 5     | Dezerea Bryant     | USA  | 22,63    |
| 6     | Gina Bass          | GAM  | 22,71    |
| 7     | Iwet Lalowa-Collio | BUL  | 22,77    |
| 8     | Tynia Gaither      | BAH  | 22,90    |

Finale: 2. Oktober, 22:35 Uhr

Wind: +0,9 m/s

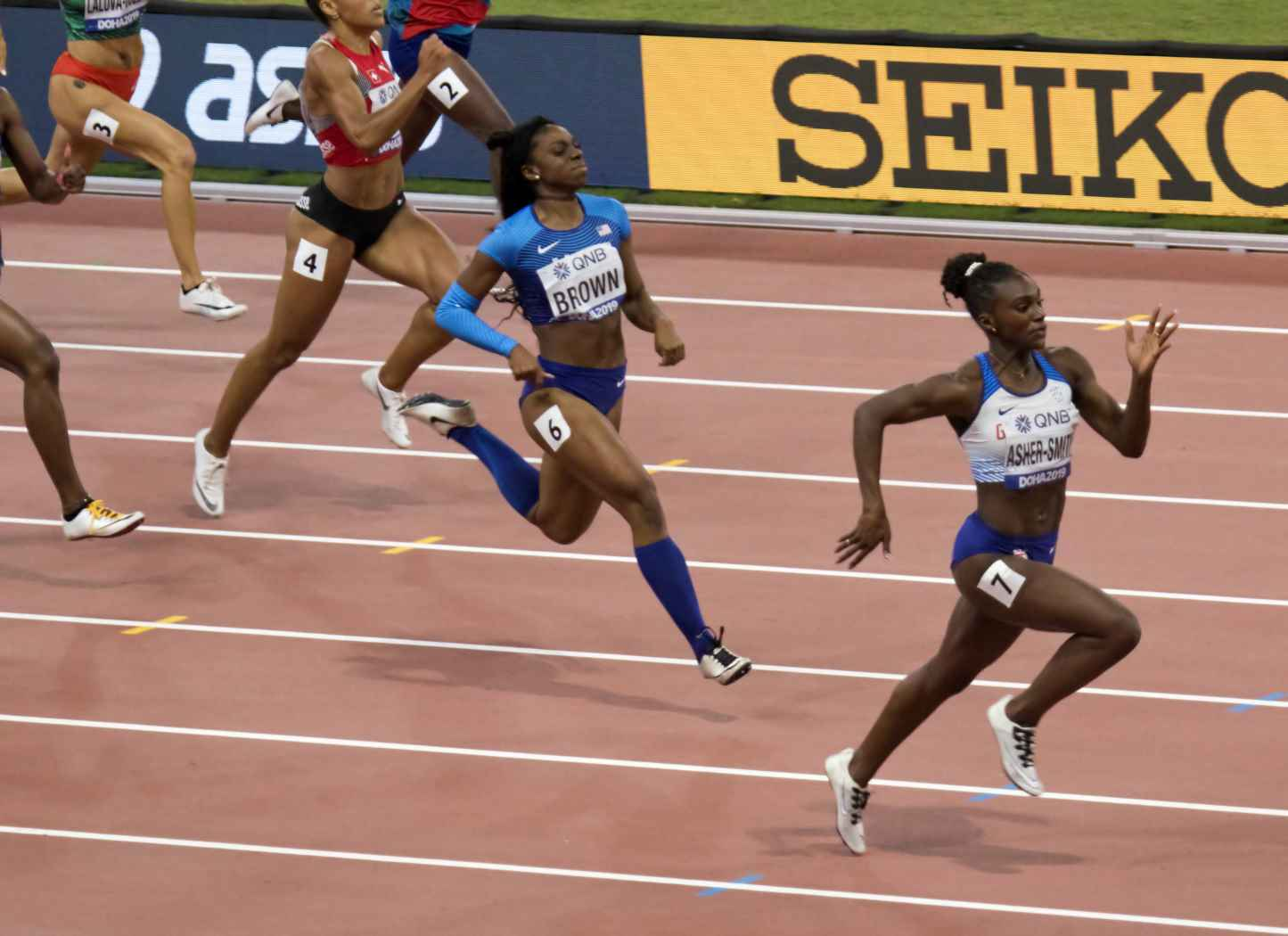
Die 200-Meter-Finalistinnen kurz vor dem Ziel

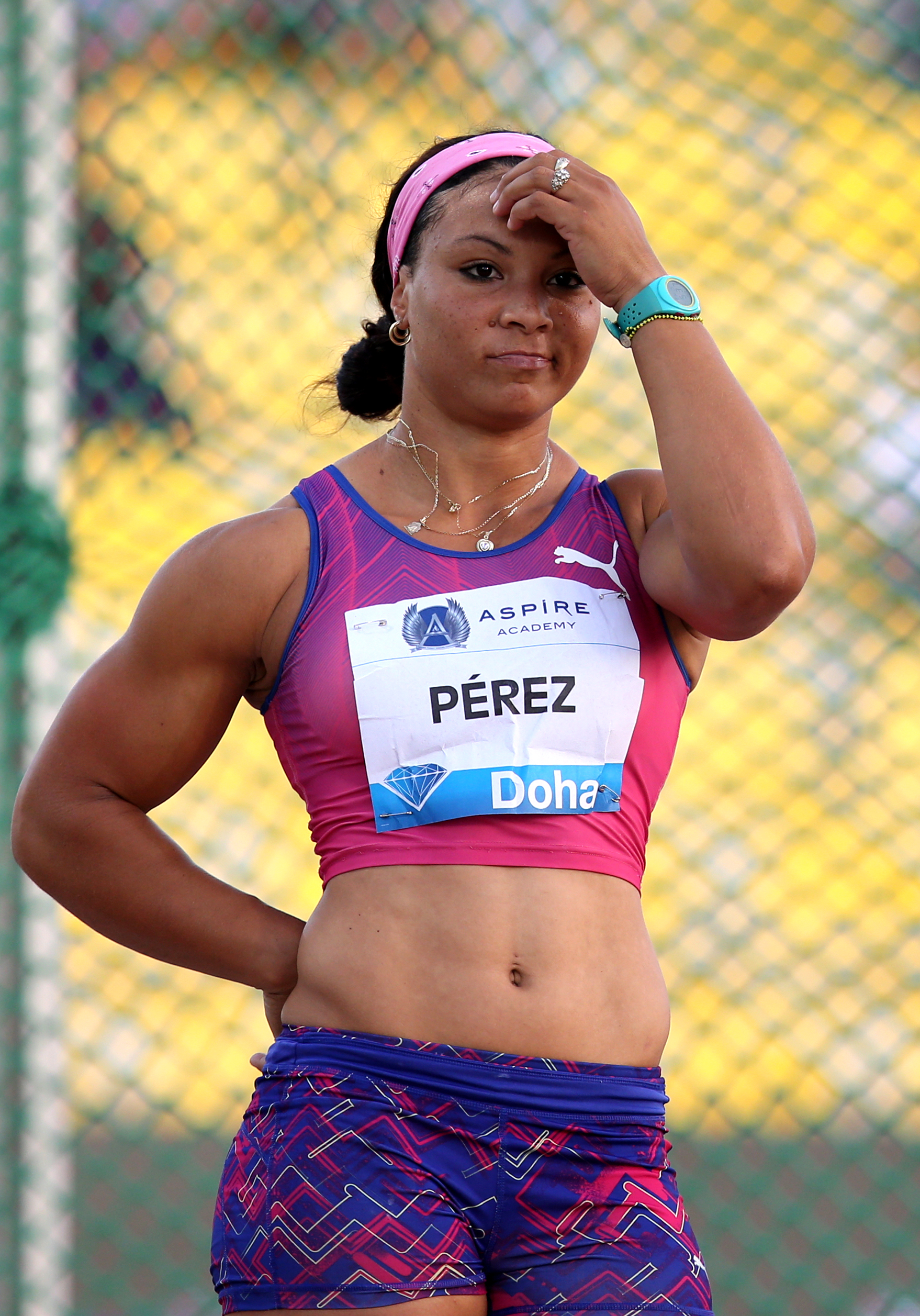
Weltmeisterin Yaime Perez

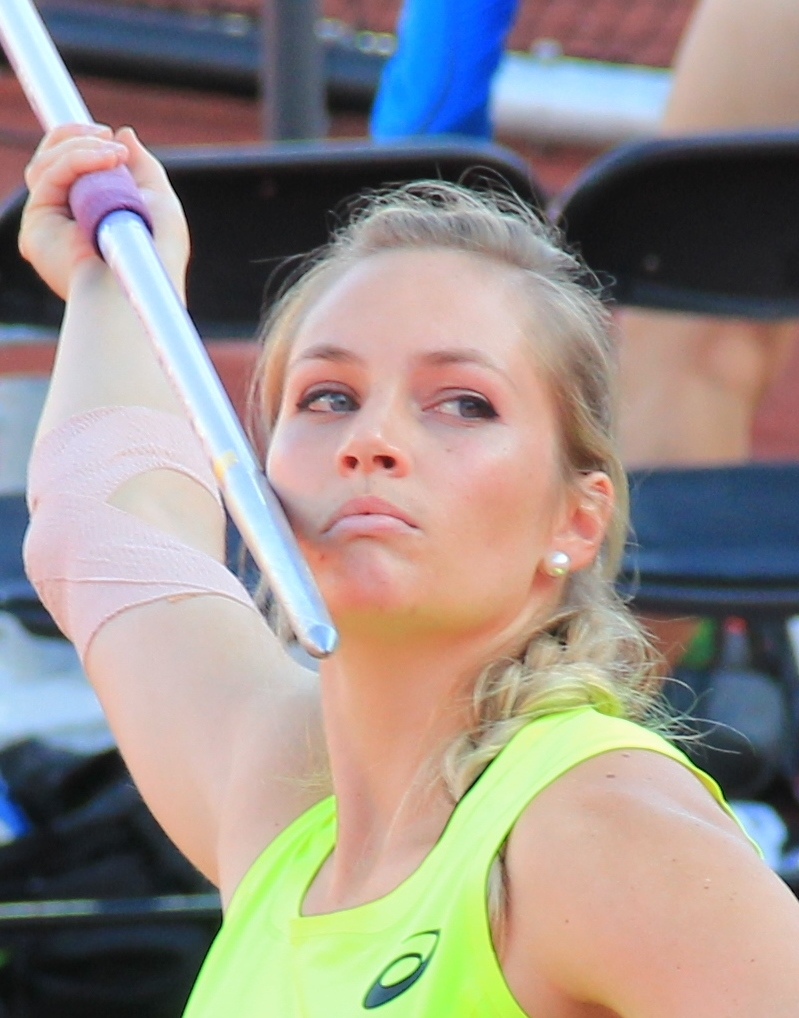
Weltmeisterin Kelsey-Lee Barber

Weitere Teilnehmerinnen aus deutschsprachigen Ländern:
- Lisa-Marie Kwayie – als 13. mit 22,83 s im Halbfinale ausgeschieden
- Tatjana Pinto – als 18. mit 23,11 s im Halbfinale ausgeschieden
- Jessica-Bianca Wessolly – als 21. mit 23,37 s im Halbfinale ausgeschieden
- Sarah Atcho – als 29. mit 23,29 s im Vorlauf ausgeschieden

### 400 m
| Platz | Athletin                | Land | Zeit (s)    |
| ----- | ----------------------- | ---- | ----------- |
| 1     | Salwa Eid Naser         | BRN  | 48,14 WL/AS |
| 2     | Shaunae Miller-Uibo     | BAH  | 48,37 SR    |
| 3     | Shericka Jackson        | JAM  | 49,47 PB    |
| 4     | Wadeline Jonathas       | USA  | 49,60 PB    |
| 5     | Phyllis Francis         | USA  | 49,61 PB    |
| 6     | Stephenie Ann McPherson | JAM  | 50,89       |
| 7     | Justyna Święty-Ersetic  | POL  | 50,95       |
| 8     | Iga Baumgart-Witan      | POL  | 51,29       |

Finale: 3. Oktober, 23:50 Uhr

### 800 m
| Platz | Athletin            | Land | Zeit (min) |
| ----- | ------------------- | ---- | ---------- |
| 1     | Halimah Nakaayi     | UGA  | 1:58,04 NR |
| 2     | Raevyn Rogers       | USA  | 1:58,18 SB |
| 3     | Ajeé Wilson         | USA  | 1:58,84    |
| 4     | Winnie Nanyondo     | UGA  | 1:59,18    |
| 5     | Eunice Jepkoech Sum | KEN  | 1:59,71    |
| 6     | Natoya Goule        | JAM  | 2:00,11    |
| 7     | Rababe Arafi        | MAR  | 2:00,48    |
| 8     | Ce’Aira Brown       | USA  | 2:02,97    |

Finale: 30. September, 22:10 Uhr
Teilnehmerinnen aus deutschsprachigen Ländern:
- Katharina Trost – als 17. mit 2:01,77 min im Halbfinale ausgeschieden
- Christina Hering – als 25. mit 2:03,15 min im Vorlauf ausgeschieden
- Selina Büchel – als 27. mit 2:03,38 min im Vorlauf ausgeschieden
- Lore Hoffmann – als 28. mit 2:03,40 min im Vorlauf ausgeschieden

### 1500 m
| Platz | Athletin                 | Land | Zeit (min)    |
| ----- | ------------------------ | ---- | ------------- |
| 1     | Sifan Hassan             | NED  | 3:51,95 CR/ER |
| 2     | Faith Kipyegon           | KEN  | 3:54,22 NR    |
| 3     | Gudaf Tsegay             | ETH  | 3:54,38 PB    |
| 4     | Shelby Houlihan          | USA  | 3:54,99 AM    |
| 5     | Laura Muir               | GBR  | 3:55,76 SB    |
| 6     | Gabriela DeBues-Stafford | CAN  | 3:56,12 NR    |
| 7     | Winny Chebet             | KEN  | 3:58,20 PB    |
| 8     | Jenny Simpson            | USA  | 3:58,42 SB    |

Finale: 5. Oktober, 20:55 Uhr
Teilnehmerin aus deutschsprachigen Ländern:

 Caterina Granz – als 31. mit 4:12,36 min im Vorlauf ausgeschieden

### 5000 m
| Platz | Athletin                   | Land | Zeit (min)  |
| ----- | -------------------------- | ---- | ----------- |
| 1     | Hellen Obiri               | KEN  | 14:26,72 CR |
| 2     | Margaret Chelimo Kipkemboi | KEN  | 14:27,49 PB |
| 3     | Konstanze Klosterhalfen    | GER  | 14:28,43    |
| 4     | Tsehay Gemechu             | ETH  | 14:29,60 PB |
| 5     | Lilian Kasait Rengeruk     | KEN  | 14:36,05 PB |
| 6     | Fantu Worku                | ETH  | 14:40,47 PB |
| 7     | Laura Weightman            | GBR  | 14:44,57 PB |
| 8     | Hawi Feysa                 | ETH  | 14:44,92    |

Finale: 5. Oktober, 21:25 Uhr

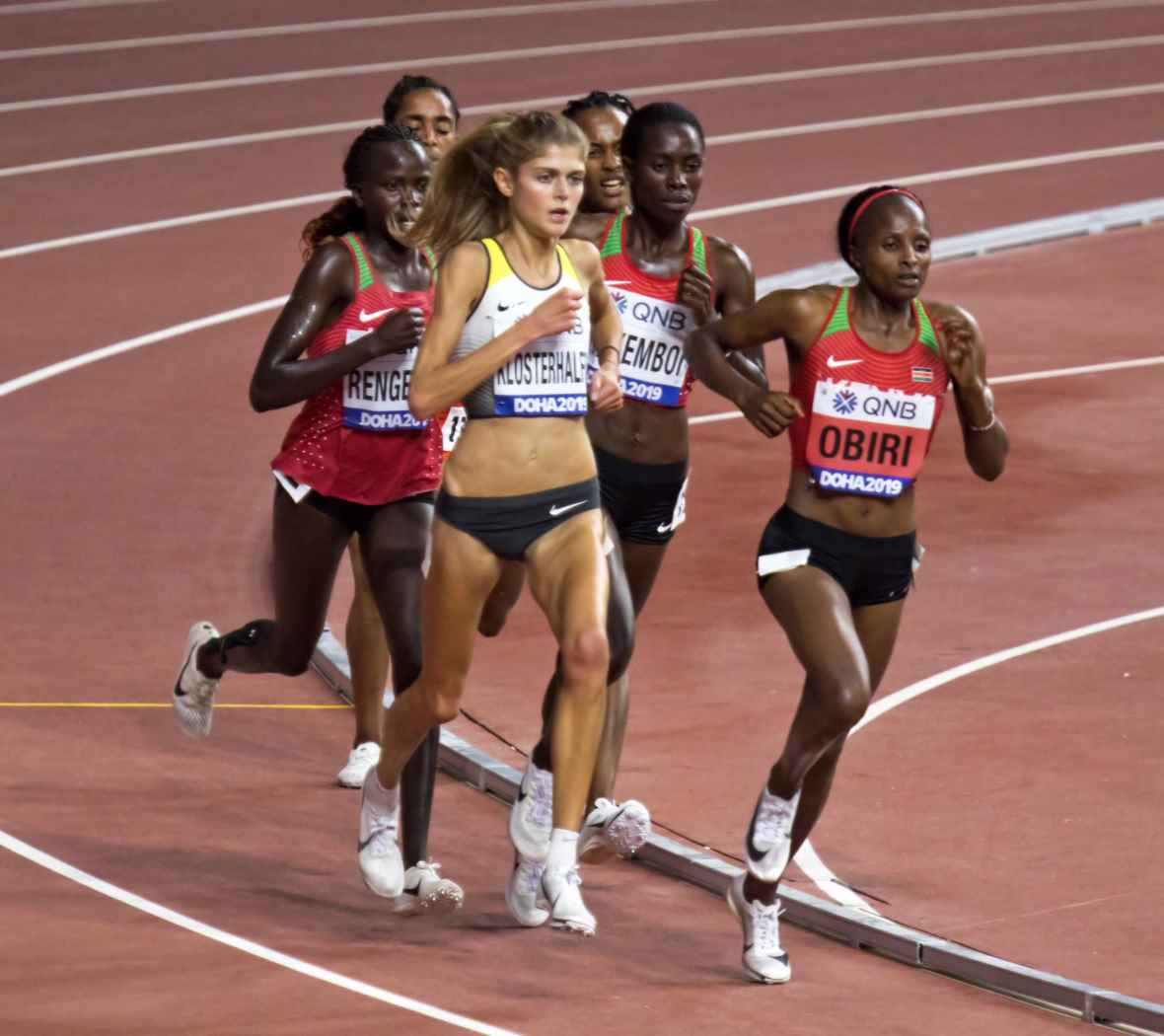
Finale in der Schlussphase: Hellen Obiri hier in Führung vor Konstanze Klosterhalfen, Margaret Chelimo Kipkemboi und Lilian Kasait Rengeruk

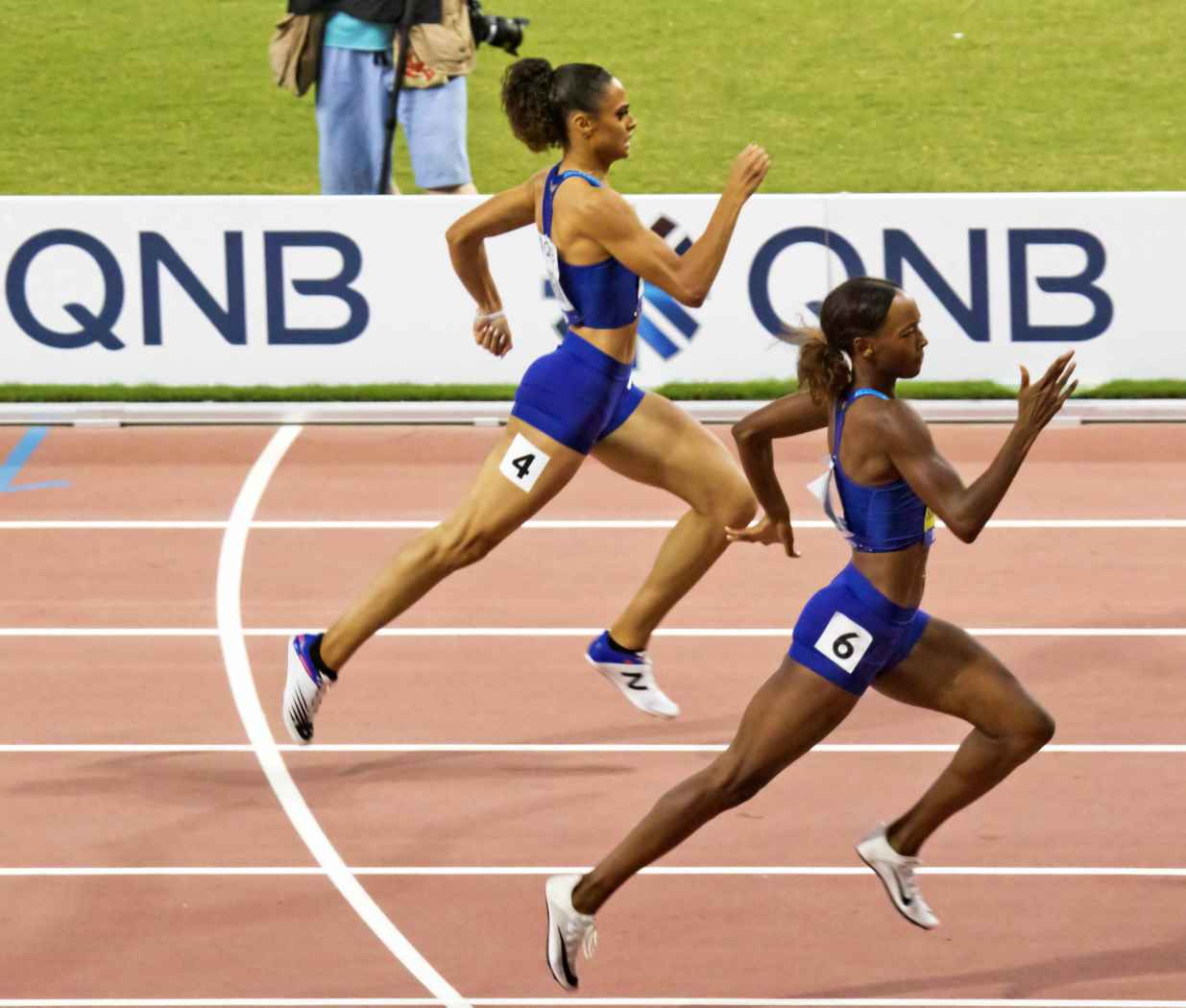
Zieleinlauf: Dalilah Muhammad vor Sydney McLaughlin

Weitere Teilnehmerin aus deutschsprachigen Ländern:

 Hanna Klein – als 18. mit 15:28,65 min im Vorlauf ausgeschieden

### 10.000 m
| Platz | Athletin          | Land | Zeit (min)     |
| ----- | ----------------- | ---- | -------------- |
| 1     | Sifan Hassan      | NED  | 30:17,62 WL/PB |
| 2     | Letesenbet Gidey  | ETH  | 30:21,23 PB    |
| 3     | Agnes Jebet Tirop | KEN  | 30:25,20 PB    |
| 4     | Rosemary Wanjiru  | KEN  | 30:35,75 PB    |
| 5     | Hellen Obiri      | KEN  | 30:35,82 PB    |
| 6     | Senbere Teferi    | ETH  | 30:44,23 SB    |
| 7     | Susan Krumins     | NED  | 31:05,40 PB    |
| 8     | Marielle Hall     | USA  | 31:05,71 PB    |

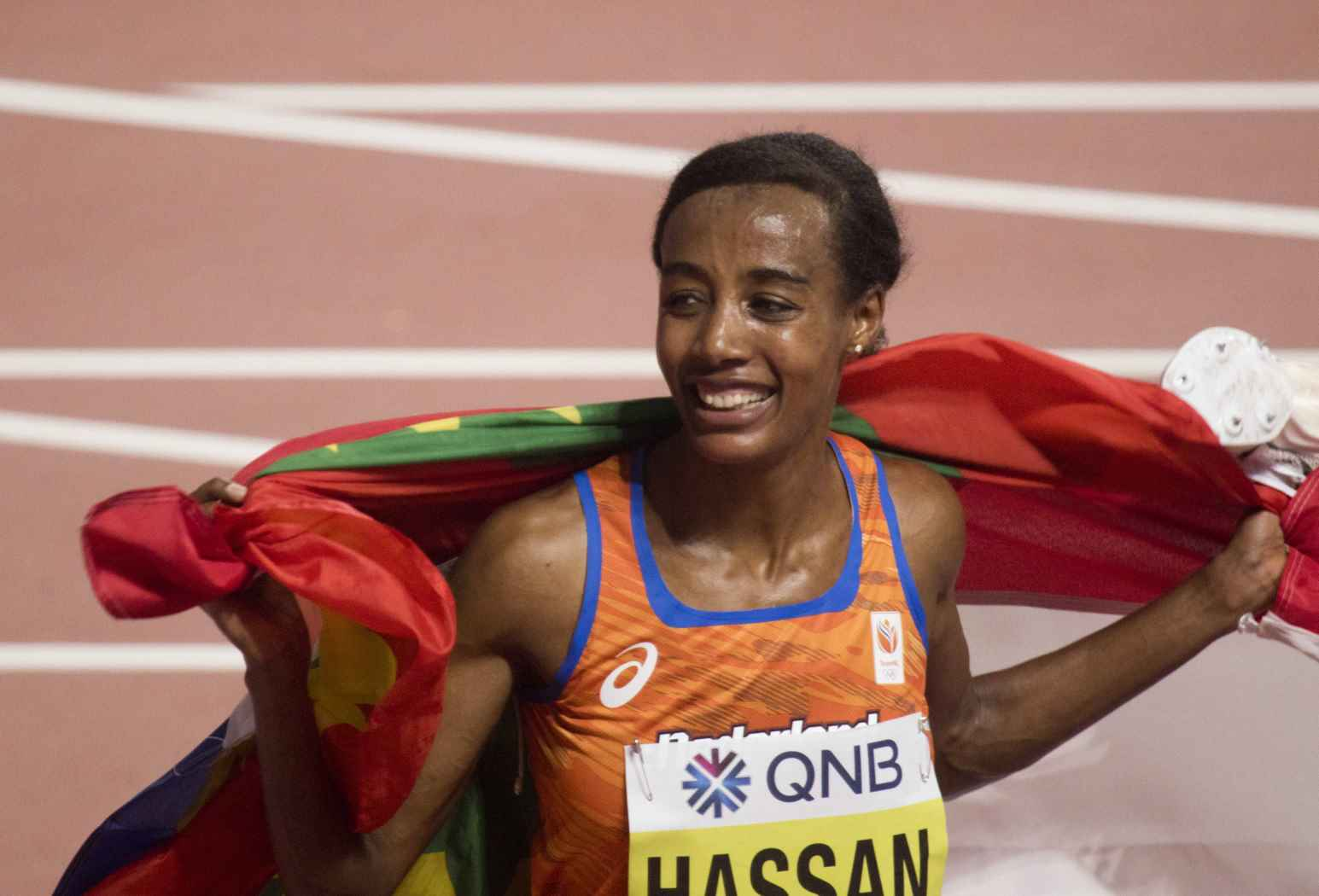
Sifan Hassan nach ihrem ersten Titelerfolg hier in Doha – in der Woche darauf folgte über 1500 Meter ein zweiter Sieg

Datum: 28. September, 21:10 Uhr
Teilnehmerin aus deutschsprachigen Ländern:

 Alina Reh – DNF

### Marathon
| Platz | Athletin         | Land | Zeit (h)   |
| ----- | ---------------- | ---- | ---------- |
| 1     | Ruth Chepngetich | KEN  | 2:32:43    |
| 2     | Rose Chelimo     | BRN  | 2:33:46    |
| 3     | Helalia Johannes | NAM  | 2:34:15    |
| 4     | Edna Kiplagat    | KEN  | 2:35:36 SB |
| 5     | Wolha Masuronak  | BLR  | 2:36:21    |
| 6     | Roberta Groner   | USA  | 2:38:44    |
| 7     | Mizuki Tanimoto  | JPN  | 2:39:09    |
| 8     | Kim Ji-hyang     | PRK  | 2:41:24    |

Datum: 27. September, 23:59 Uhr

### 100 m Hürden
| Platz | Athletin          | Land | Zeit (s) |
| ----- | ----------------- | ---- | -------- |
| 1     | Nia Ali           | USA  | 12,34 PB |
| 2     | Kendra Harrison   | USA  | 12,46    |
| 3     | Danielle Williams | JAM  | 12,47    |
| 4     | Tobi Amusan       | NGR  | 12,49    |
| 5     | Andrea Vargas     | CRC  | 12,64 NR |
| 6     | Nadine Visser     | NED  | 12,66    |
| 7     | Janeek Brown      | JAM  | 12,88    |
| DNF   | Megan Tapper      | JAM  |          |

Finale: 6. Oktober, 20:50 Uhr

Wind: +0,3 m/s

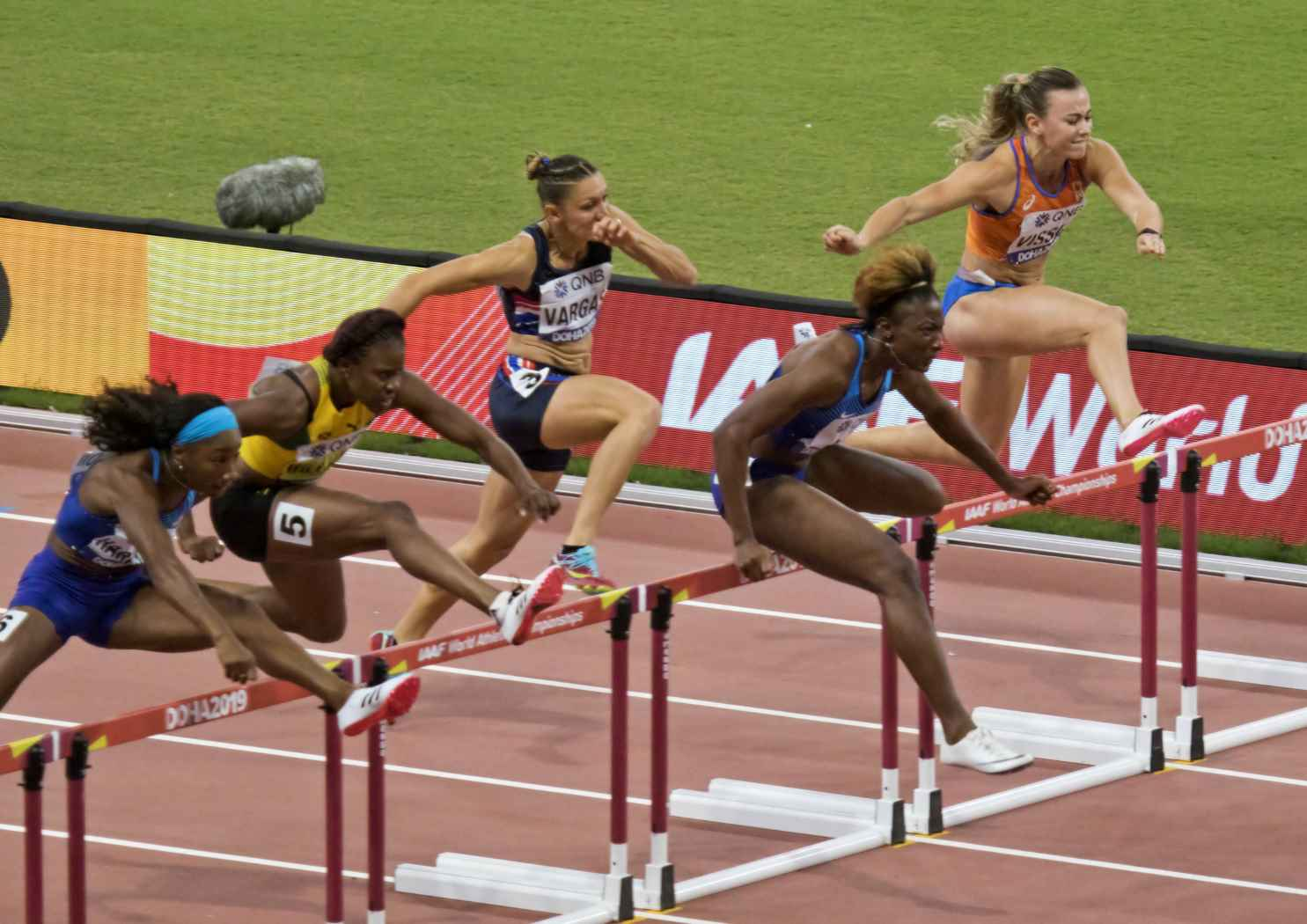
Die Finalistinnen auf der Strecke

Teilnehmerinnen aus deutschsprachigen Ländern:
- Cindy Roleder – als 11. mit 12,86 s im Halbfinale ausgeschieden
- Beate Schrott – als 22. mit 13,25 s im Halbfinale ausgeschieden

### 400 m Hürden
| Platz | Athletin          | Land | Offizielle Zeit (s) | Tausenstelsek. (inoffiziell) |
| ----- | ----------------- | ---- | ------------------- | ---------------------------- |
| 1     | Dalilah Muhammad  | USA  | 52,16 WR            |                              |
| 2     | Sydney McLaughlin | USA  | 52,23 PB            |                              |
| 3     | Rushell Clayton   | JAM  | 53,74 PB            |                              |
| 4     | Léa Sprunger      | SUI  | 54,06 NR            |                              |
| 5     | Zuzana Hejnová    | CZE  | 54,23               |                              |
| 6     | Ashley Spencer    | USA  | 54,45               | 54,444                       |
| 7     | Hanna Ryschykowa  | UKR  | 54,45 PB            | 54,445                       |
| 8     | Sage Watson       | CAN  | 54,82               |                              |

Finale: 4. Oktober, 21:30 Uhr
Weitere Teilnehmerin aus deutschsprachigen Ländern:

 Carolina Krafzik – als 23. mit 56,41 s im Halbfinale ausgeschieden

### 3000 m Hindernis
| Platz | Athletin              | Land | Zeit (min) |
| ----- | --------------------- | ---- | ---------- |
| 1     | Beatrice Chepkoech    | KEN  | 8:57,84 CR |
| 2     | Emma Coburn           | USA  | 9:02,35 PB |
| 3     | Gesa Felicitas Krause | GER  | 9:03,30 DR |
| 4     | Winfred Mutile Yavi   | BRN  | 9:05,68 PB |
| 5     | Peruth Chemutai       | UGA  | 9:11,08 SB |
| 6     | Courtney Frerichs     | USA  | 9:11,27    |
| 7     | Anna Emilie Møller    | DEN  | 9:13,46 NR |
| 8     | Hyvin Kiyeng          | KEN  | 9:13,53    |

Finale: 30. September, 21:50 Uhr

### 4 × 100 m Staffel
| Platz | Land                | Athletinnen | Zeit (s)                                                        |
| ----- | ------------------- | --- | --------------------------------------------------------------- |
| 1     | Jamaika             | Natalliah Whyte Shelly-Ann Fraser-Pryce Jonielle Smith Shericka Jackson (Finale) im Vorlauf außerdem: Natasha Morrison | 41,44 WL                                                        |
| 2     | Großbritannien      | Asha Philip Dina Asher-Smith (Finale) Ashleigh Nelson Daryll Neita im Vorlauf außerdem: Imani Lansiquot                | 41,85 SB                                                        |
| 3     | USA                 | Dezerea Bryant Teahna Daniels Morolake Akinosun Kiara Parker                                                           | 42,10 SB                                                        |
| 4     | Schweiz             | Ajla Del Ponte Sarah Atcho Mujinga Kambundji Salomé Kora                                                               | 42,18 NR                                                        |
| 5     | Deutschland         | Lisa Marie Kwayie Yasmin Kwadwo Jessica-Bianca Wessolly Gina Lückenkemper                                              | 42,48                                                           |
| 6     | Trinidad und Tobago | Semoy Hackett Kelly-Ann Baptiste Mauricia Prieto (Finale) Kamaria Durant im Vorlauf außerdem: Reyare Thomas            | 42,71 SB                                                        |
| 7     | Italien             | Johanelis Herrera Abreu Gloria Hooper Anna Bongiorni Irene Siragusa                                                    | 42,98                                                           |
| DSQ   | Volksrepublik China | Liang Xiaojing Wei Yongli Kong Lingwei Ge Manqi                                                                        | IAAF Rule 170.7 – Staffelstabübergabe außerhalb der Wechselzone |

Finale: 5. Oktober, 22:05 Uhr

### 4 × 400 m Staffel
| Platz | Land                   | Athletinnen | Zeit (min)                      |
| ----- | ---------------------- | --- | ------------------------------- |
| 1     | Vereinigte Staaten     | Phyllis Francis (Finale) Sydney McLaughlin (Finale) Dalilah Muhammad (Finale) Wadeline Jonathas (Finale) im Vorlauf außerdem: Jessica Beard Allyson Felix Kendall Ellis Courtney Okolo | 3:18,92 WL                      |
| 2     | Polen                  | Iga Baumgart-Witan (Finale) Patrycja Wyciszkiewicz Małgorzata Hołub-Kowalik Justyna Święty-Ersetic im Vorlauf außerdem: Anna Kiełbasińska                                              | 3:21,89 NR                      |
| 3     | Jamaika                | Anastasia Le-Roy Tiffany James Stephenie Ann McPherson Shericka Jackson (Finale) im Vorlauf außerdem: Roneisha McGregor                                                                | 3:22,37 SB                      |
| 4     | Vereinigtes Königreich | Zoey Clark Jodie Williams Emily Diamond (Finale) Laviai Nielsen im Vorlauf außerdem: Jessica Turner                                                                                    | 3:23,02 SB                      |
| 5     | Belgien                | Hanne Claes Imke Vervaet Paulien Couckuyt Camille Laus | 3:27,15                         |
| 6     | Ukraine                | Kateryna Klymjuk Olha Ljachowa Tetjana Melnyk Hanna Ryschykowa | 3:27,48                         |
| 7     | Niederlande            | Lieke Klaver Lisanne de Witte Bianca Baak Femke Bol | 3:27,89                         |
| DSQ   | Kanada                 | Alicia Brown Aiyanna Stiverne Madeline Price Sage Watson | IAAF Rule 163.3a Bahnübertreten |

Finale: 6. Oktober, 21:15 Uhr

### 20 km Gehen
| Platz | Athletin           | Land | Zeit (h) |
| ----- | ------------------ | ---- | -------- |
| 1     | Liu Hong           | CHN  | 1:32:53  |
| 2     | Qieyang Shenjie    | CHN  | 1:33:10  |
| 3     | Yang Liujing       | CHN  | 1:33:17  |
| 4     | Érica de Sena      | BRA  | 1:33:36  |
| 5     | Sandra Arenas      | COL  | 1:34:16  |
| 6     | Kumiko Okada       | JPN  | 1:34:36  |
| 7     | Nanako Fujii       | JPN  | 1:34:50  |
| 8     | María Pérez García | ESP  | 1:35:43  |

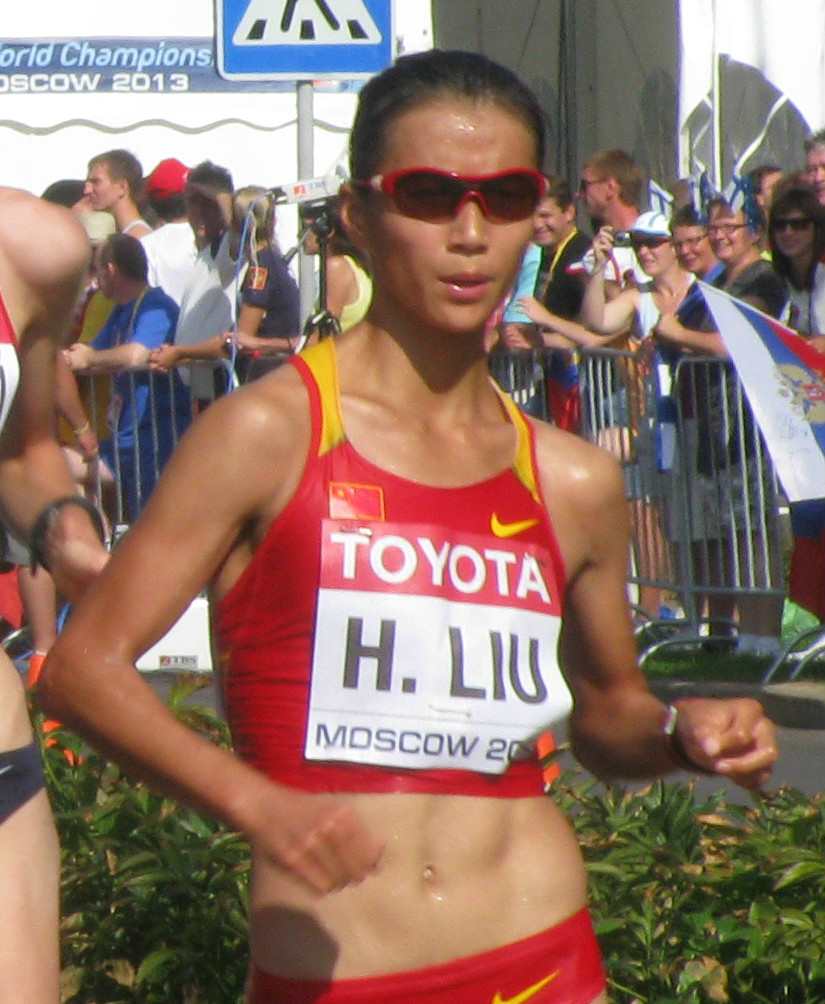
WM-Titel Nummer drei für Liu Hong

Datum: 29. September, 23:30 Uhr
Teilnehmerin aus deutschsprachigen Ländern:

 Saskia Feige – 11. in 1:37:14 h

### 50 km Gehen
| Platz | Athletin          | Land | Zeit (h) |
| ----- | ----------------- | ---- | -------- |
| 1     | Liang Rui         | CHN  | 4:23:26  |
| 2     | Li Maocuo         | CHN  | 4:26:40  |
| 3     | Eleonora Giorgi   | ITA  | 4:29:13  |
| 4     | Olena Sobtschuk   | UKR  | 4:33:38  |
| 5     | Ma Faying         | CHN  | 4:34:56  |
| 6     | Chrystyna Judkina | UKR  | 4:36:00  |
| 7     | Magaly Bonilla    | ECU  | 4:37:03  |
| 8     | Júlia Takács      | ESP  | 4:38:20  |

Datum: 28. September, 23:30 Uhr

### Hochsprung
| Platz | Athletin              | Land | Höhe (m)   |
| ----- | --------------------- | ---- | ---------- |
| 1     | Marija Lassizkene     | ANA  | 2,04       |
| 2     | Jaroslawa Mahutschich | UKR  | 2,04 WU20R |
| 3     | Vashti Cunningham     | USA  | 2,00 PB    |
| 4     | Julija Lewtschenko    | UKR  | 2,00       |
| 5     | Kamila Lićwinko       | POL  | 1,98 SB    |
| 6     | Karyna Dsjamidsik     | BLR  | 1,96       |
| 7     | Ana Šimić             | CRO  | 1,93       |
| 8     | Tynita Butts          | USA  | 1,93       |

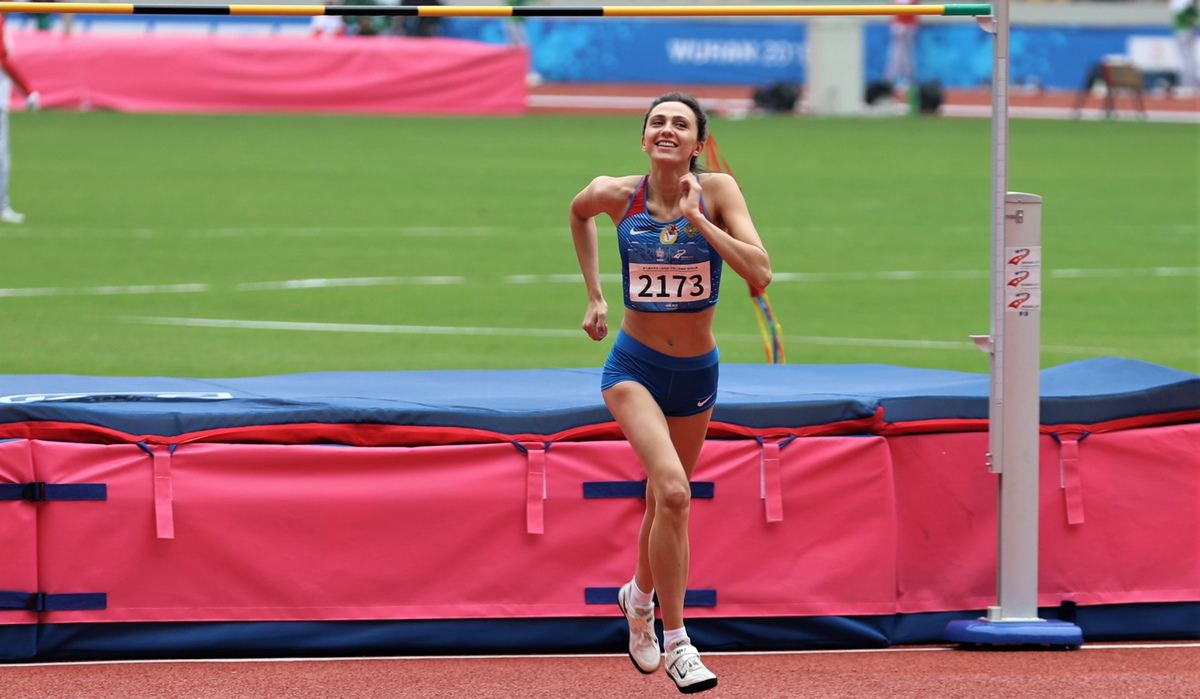
Dritter WM-Titel in Folge für Marija Lassizkene

Finale: 30. September, 20:30 Uhr
Teilnehmerinnen aus deutschsprachigen Ländern:
- Imke Onnen – 9. mit 1,89 m
- Christina Honsel – als 27. mit 1,80 m in der Qualifikation ausgeschieden

### Stabhochsprung
| Platz | Athletin            | Land | Höhe (m)   |
| ----- | ------------------- | ---- | ---------- |
| 1     | Anschelika Sidorowa | ANA  | 4,95 WL/PB |
| 2     | Sandi Morris        | USA  | 4,90 SB    |
| 3     | Katerina Stefanidi  | GRE  | 4,85 SB    |
| 4     | Holly Bradshaw      | GBR  | 4,80       |
| 5     | Alysha Newman       | CAN  | 4,80       |
| 6     | Angelica Bengtsson  | SWE  | 4,80 NR    |
| 7     | Katie Nageotte      | USA  | 4,70       |
| 7     | Robeilys Peinado    | VEN  | 4,70 NR    |
| 7     | Jennifer Suhr       | USA  | 4,70       |
| 7     | Iryna Schuk         | BLR  | 4,70 NR    |

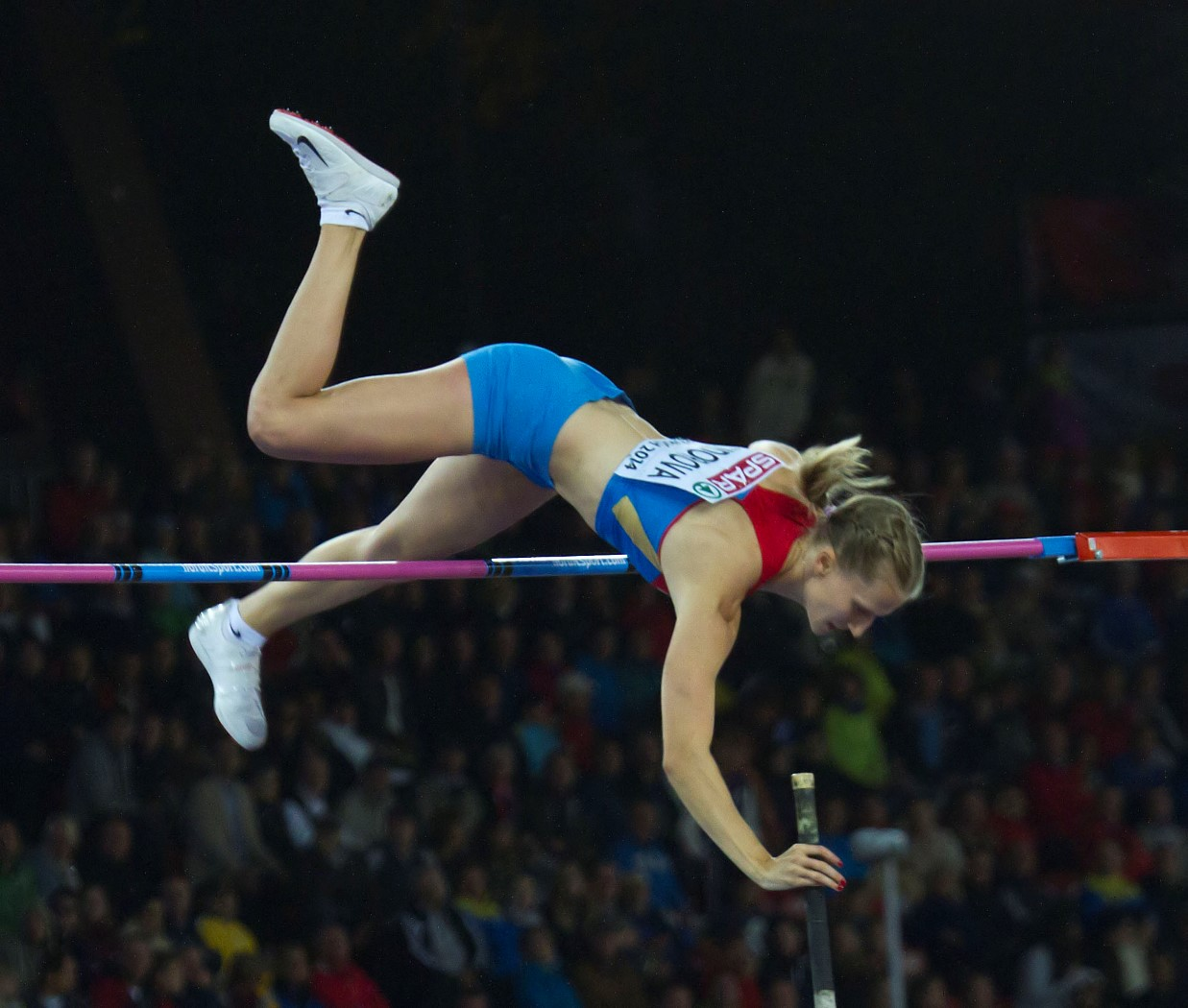
Weltmeisterin Anschelika Sidorowa

Finale: 29. September, 20:01 Uhr
Teilnehmerinnen aus deutschsprachigen Ländern:
- Angelica Moser – 13. mit 4,50 m
- Lisa Ryzih – 17. mit 4,50 m
- Nicole Büchler – als 18. mit 4,55 m in der Qualifikation ausgeschieden
- Katharina Bauer – ohne Höhe in der Qualifikation ausgeschieden

### Weitsprung
| Platz | Athletin                      | Land | Weite (m)  |
| ----- | ----------------------------- | ---- | ---------- |
| 1     | Malaika Mihambo               | GER  | 7,30 WL/PB |
| 2     | Maryna Bech-Romantschuk       | UKR  | 6,92 SB    |
| 3     | Ese Brume                     | NGR  | 6,91       |
| 4     | Tori Bowie                    | USA  | 6,81 SB    |
| 5     | Nastassja Mirontschyk-Iwanowa | BLR  | 6,76       |
| 6     | Alina Rotaru                  | ROU  | 6,71       |
| 7     | Abigail Irozuru               | GBR  | 6,64       |
| 8     | Chanice Porter                | JAM  | 6,56       |

Finale: 6. Oktober, 19:15 Uhr

### Dreisprung
| Platz | Athletin          | Land | Weite (m) |
| ----- | ----------------- | ---- | --------- |
| 1     | Yulimar Rojas     | VEN  | 15,37     |
| 2     | Shanieka Ricketts | JAM  | 14,92     |
| 3     | Caterine Ibargüen | COL  | 14,73     |
| 4     | Kimberly Williams | JAM  | 14,64 PB  |
| 5     | Olha Saladucha    | UKR  | 14,52 SB  |
| 6     | Ana Peleteiro     | ESP  | 14,47     |
| 7     | Keturah Orji      | USA  | 14,46     |
| 8     | Patrícia Mamona   | POR  | 14,40     |

Finale: 5. Oktober, 20:35 Uhr

### Kugelstoßen
| Platz | Athletin            | Land | Weite (m) |
| ----- | ------------------- | ---- | --------- |
| 1     | Gong Lijiao         | CHN  | 19,55     |
| 2     | Danniel Thomas-Dodd | JAM  | 19,47     |
| 3     | Christina Schwanitz | GER  | 19,17     |
| 4     | Magdalyn Ewen       | USA  | 18,93     |
| 5     | Anita Márton        | HUN  | 18,86     |
| 6     | Aljona Dubizkaja    | BLR  | 18,86     |
| 7     | Chase Ealey         | USA  | 18,82     |
| 8     | Brittany Crew       | CAN  | 18,55     |

Finale: 3. Oktober, 22:35 Uhr
Weitere Teilnehmerinnen aus deutschsprachigen Ländern:
- Sara Gambetta – als 13. mit 18,01 m in der Qualifikation ausgeschieden
- Alina Kenzel – als 20. mit 17,46 m in der Qualifikation ausgeschieden

### Diskuswurf
| Platz | Athletin         | Land | Weite (m) |
| ----- | ---------------- | ---- | --------- |
| 1     | Yaimé Pérez      | CUB  | 69,17     |
| 2     | Denia Caballero  | CUB  | 68,44     |
| 3     | Sandra Perković  | CRO  | 66,72     |
| 4     | Chen Yang        | CHN  | 63,38     |
| 5     | Feng Bin         | CHN  | 62,48     |
| 6     | Fernanda Martins | BRA  | 62,44     |
| 7     | Valarie Allman   | USA  | 61,82     |
| 8     | Nadine Müller    | GER  | 61,55     |

Finale: 4. Oktober, 21:00 Uhr
Weitere Teilnehmerinnen aus deutschsprachigen Ländern:
- Claudine Vita – 9. mit 60,77 m
- Kristin Pudenz – 11. mit 57,69 m

### Hammerwurf
| Platz | Athletin            | Land | Weite (m) |
| ----- | ------------------- | ---- | --------- |
| 1     | DeAnna Price        | USA  | 77,54     |
| 2     | Joanna Fiodorow     | POL  | 76,35 PB  |
| 3     | Wang Zheng          | CHN  | 74,76     |
| 4     | Zalina Petrivskaia  | MDA  | 74,33     |
| 5     | Iryna Klymez        | UKR  | 73,56 PB  |
| 6     | Alexandra Tavernier | FRA  | 73,33     |
| 7     | Hanna Skydan        | AZE  | 72,83     |
| 8     | Luo Na              | CHN  | 72,04     |

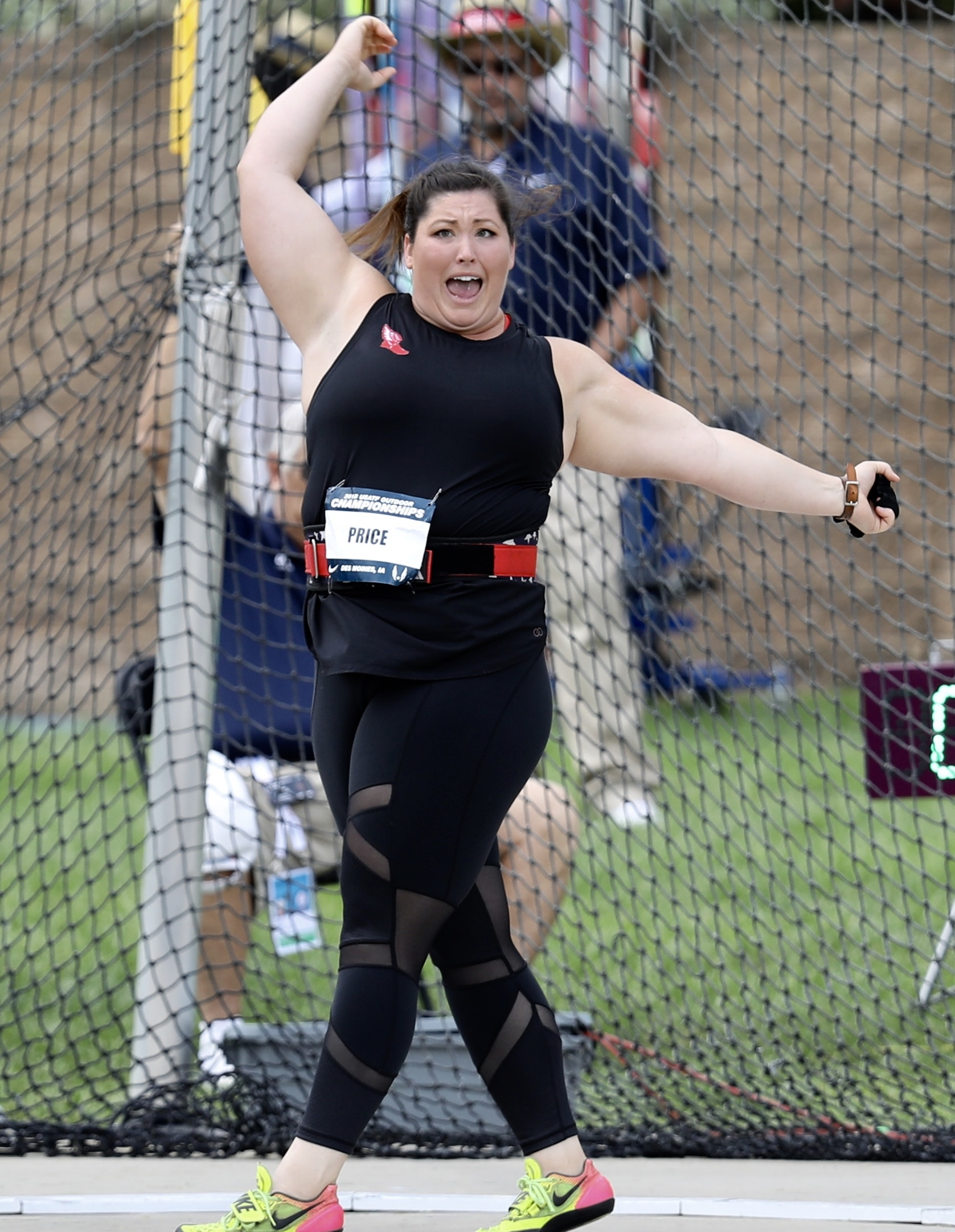
Weltmeisterin DeAnna Price

Finale: 28. September, 19:25 Uhr

### Speerwurf
| Platz | Athletin               | Land | Weite (m) |
| ----- | ---------------------- | ---- | --------- |
| 1     | Kelsey-Lee Barber      | AUS  | 66,56     |
| 2     | Liu Shiying            | CHN  | 65,88 SB  |
| 3     | Lü Huihui              | CHN  | 65,49     |
| 4     | Christin Hussong       | GER  | 65,21     |
| 5     | Kara Winger            | USA  | 63,23     |
| 6     | Tazzjana Chaladowitsch | BLR  | 62,54     |
| 7     | Sara Kolak             | CRO  | 62,28     |
| 8     | Annu Rani              | IND  | 61,12     |

Finale: 1. Oktober, 21:20 Uhr
Weitere Teilnehmerinnen aus deutschsprachigen Ländern:
- Annika Fuchs – als 21. mit 58,16 m in der Qualifikation ausgeschieden
- Victoria Hudson – als 31. mit 52,51 m in der Qualifikation ausgeschieden

### Siebenkampf
| Platz | Athletin                  | Land | Punkte     |
| ----- | ------------------------- | ---- | ---------- |
| 1     | Katarina Johnson-Thompson | GBR  | 6981 WL/NR |
| 2     | Nafissatou Thiam          | BEL  | 6677       |
| 3     | Verena Preiner            | AUT  | 6560       |
| 4     | Erica Bougard             | USA  | 6470       |
| 5     | Kendell Williams          | USA  | 6415       |
| 6     | Nadine Broersen           | NED  | 6392 SB    |
| 7     | Emma Oosterwegel          | NED  | 6250 PB    |
| 8     | Odile Ahouanwanou         | BEN  | 6210 NR    |

2./3. sowie 4. Oktober, 0.05 Uhr

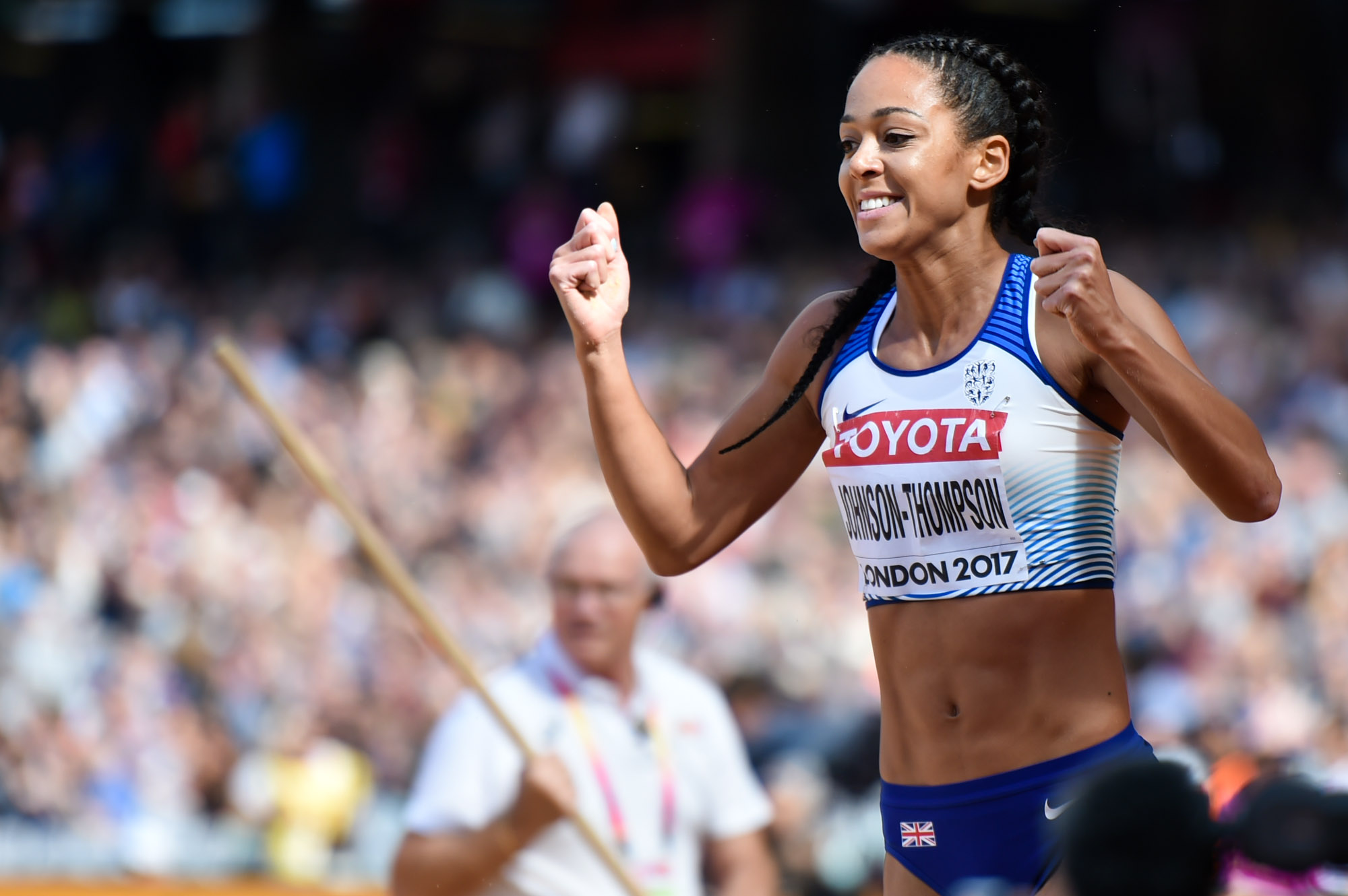
Erster bedeutender internationaler Titel für Katarina Johnson-Thompson

Weitere Teilnehmerinnen aus deutschsprachigen Ländern:
- Géraldine Ruckstuhl – 9. mit 6159 Punkten
- Ivona Dadic – DSQ im ersten WettbewerbIAAF Rule 168.7b – Absichtliches Umstoßen der Hürde[38] anschließend nicht mehr angetreten

## Resultat Mixed

### 4 × 400 m Staffel
| Platz | Land           | Athleten | Zeit (min) |
| ----- | -------------- | --- | ---------- |
| 1     | USA            | Wilbert London (Finale) Allyson Felix (Finale) Courtney Okolo (Finale) Michael Cherry (Finale) im Vorlauf außerdem: Tyrell Richard Jessica Beard Jasmine Blocker Obi Igbokwe | 3:09,34 WR |
| 2     | Jamaika        | Nathon Allen Roneisha McGregor Tiffany James (Finale) Javon Francis im Vorlauf außerdem: Janieve Russell                                                                     | 3:11,78 MR |
| 3     | Bahrain        | Musa Isah Aminat Jamal Salwa Eid Naser Abubakar Abbas | 3:11,82 AS |
| 4     | Großbritannien | Rabah Yousif Zoey Clark Emily Diamond Martyn Rooney | 3:12,27 ER |
| 5     | Polen          | Wiktor Suwara Rafał Omelko Iga Baumgart-Witan (Finale) Justyna Święty-Ersetic (Finale) im Vorlauf außerdem: Anna Kiełbasińska Małgorzata Hołub-Kowalik                       | 3:12,33 NR |
| 6     | Belgien        | Dylan Borlée Hanne Claes (Finale) Camille Laus Kevin Borlée (FinaleI) im Vorlauf außerdem: Robin Vanderbemden Imke Vervaet                                                   | 3:14,22 NR |
| 7     | Indien         | Muhammed Anas V. K. Vismaya Jisna Mathew Noah Nirmal Tom | 3:15,77 SB |
| 8     | Brasilien      | Lucas Carvalho Tiffani Marinho Geisa Aparecida Coutinho Alexander Russo (Finale) im Vorlauf außerdem: Anderson Henriques                                                     | 3:16,22    |

Finale: 29. September
Teilnehmer aus deutschsprachigen Ländern:

 Deutschland (Marvin Schlegel, Luna Bulmahn, Karolina Pahlitzsch, Manuel Sanders)
als 14. in 3:17,85 min im Vorlauf ausgeschieden